# Fouesnant
Fouesnant (prononcé [fwεnɑ̃]) est une commune du département du Finistère, dans la région Bretagne, en France. La commune est le chef-lieu du canton de Fouesnant ainsi que de la communauté de communes du Pays Fouesnantais (CCPF). Elle faisait partie de la bro ou grand-pays de Cornouaille (Kernew).
En 2016, la commune comptait 9 520 habitants, ce qui la plaçait en douzième place des villes du Finistère.
Située au cœur de la côte Cornouaillaise, à 15 km environ de Pont-l'Abbé, Quimper et Concarneau, et bénéficiant d'un littoral parmi les plus étendus du Finistère (elle inclut l'archipel des Glénan), la ville attire chaque année de nombreux touristes et vacanciers. Avec Bénodet et La Forêt-Fouesnant, Fouesnant forme désormais la « Riviera bretonne », nouvelle appellation touristique.

## Géographie

### Description générale
Le poète Jos Parker célèbre ainsi Fouesnant dans Le livre champêtre en 1893 :
 Le pays que j'habite est un pays charmant (…)

 Comme une conque verte, il entre dans la mer,

 Cerné de sable blanc, baigné par le flot clair :

 C'est le pays du foin.

### Littoral

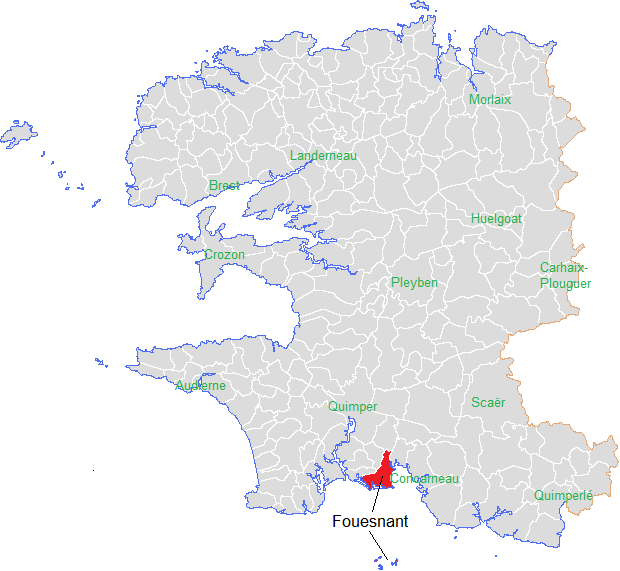
Localisation de la commune de Fouesnant dans le département du Finistère.

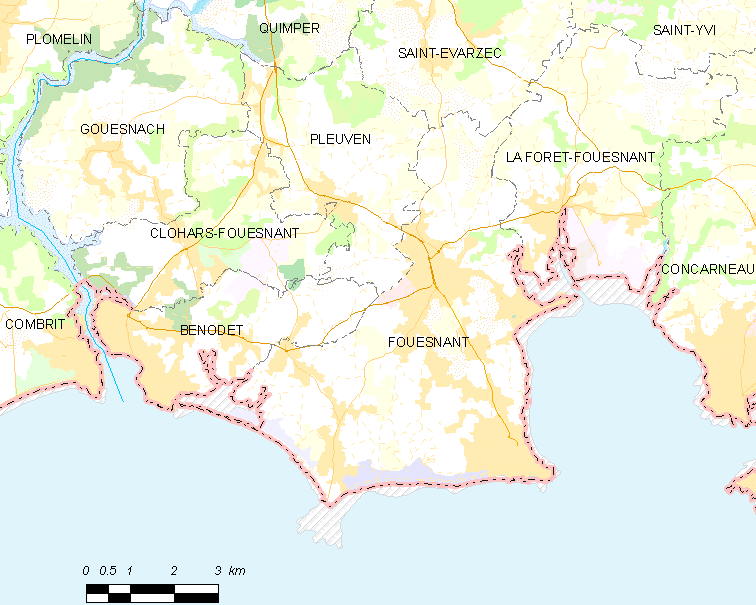
Carte de la commune de Fouesnant et des communes proches.

Cette commune littorale du Sud-Finistère est située à 15 kilomètres au sud de Quimper et à huit kilomètres à l'ouest de Concarneau. La commune est au cœur de la communauté de communes dont elle est le chef-lieu : à l'est se trouve La Forêt-Fouesnant, au nord Saint-Evarzec, à l'ouest Pleuven, Clohars-Fouesnant et Gouesnac'h et enfin au sud-ouest Bénodet. Fouesnant est bordée de 15 kilomètres de côte le long de la baie de La Forêt, du Cap Coz aux marais de Mousterlin et aux dunes de la mer Blanche, en passant par la pointe de Beg Meil.
Le territoire est modérément vallonné, culminant à 67 mètres au rond-point de l'Odet, descendant en pente douce vers le sud-ouest, Beg Meil et Mousterlin ; vers l'est, la pente est plus accentuée vers la baie de La Forêt, l'anse de Penfoulic, et le Cap Coz.
Les côtes présentent des aspects très divers : cordon sableux du Cap Coz (en fait une flèche littorale), côte rocheuse escarpée bordant la baie de La Forêt, jusqu'à Beg Meil.dont la pointe contribue à fermer la baie, tandis que les dunes perchées se prolongent vers Mousterlin. La côte sud de Fouesnant est formée de deux cordons littoraux d'avant-côte de part et d'autre de l'amas rocheux de  la pointe de Mousterlin. Ils ont séparé de la mer les modestes rias qui occupaient les cours inférieurs de plusieurs petits ruisseaux, formant ainsi deux lagunes, celle de Mousterlin, un marais maritime, qui fut transformé en polder vers 1930, et celle de la mer Blanche qui est toujours soumise au régime des marées, paradis des pêcheurs à pied à marée basse. Le grau de la mer Blanche sépare Fouesnant de la pointe du Groasguen, située en Bénodet.

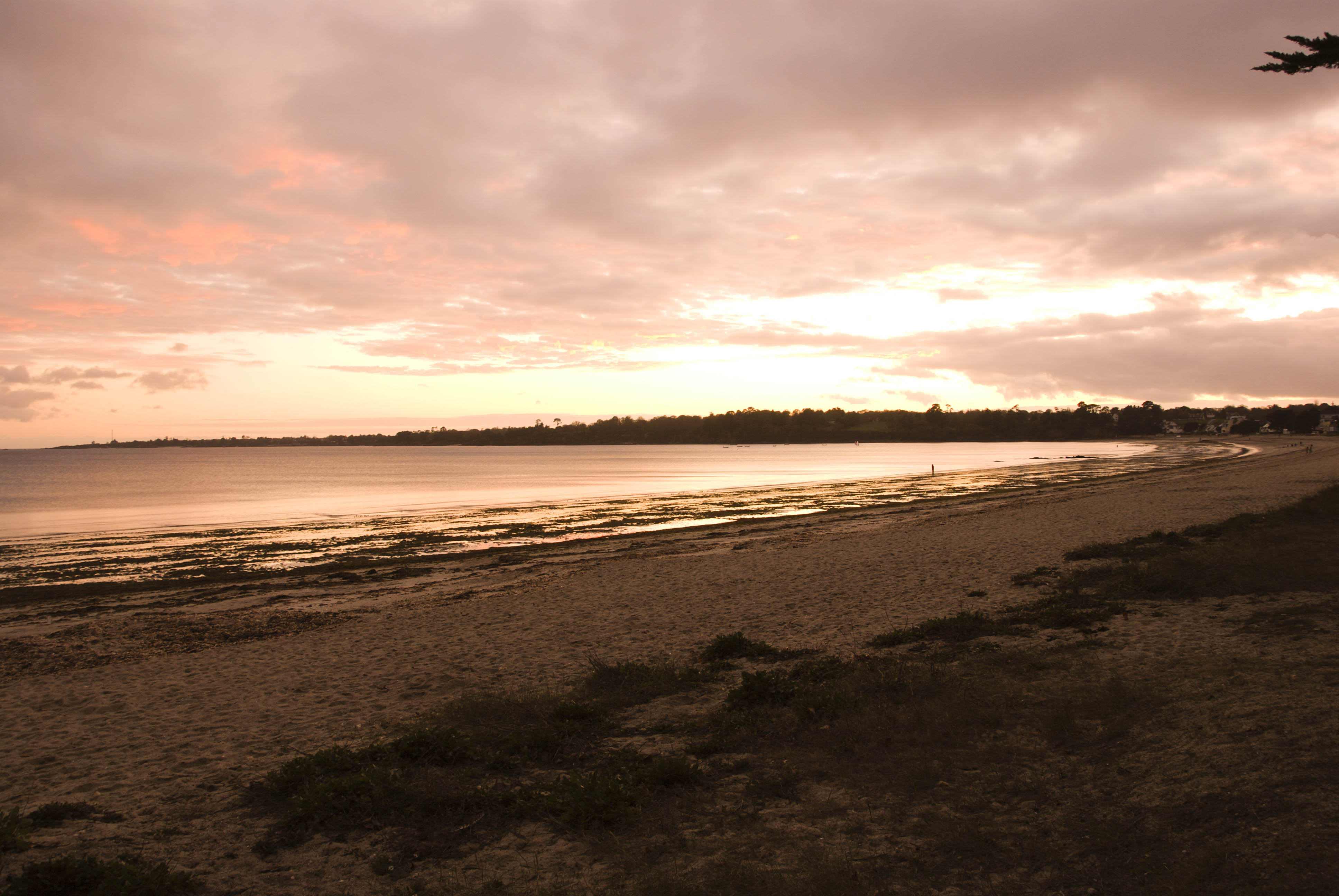
La plage du Cap Coz.
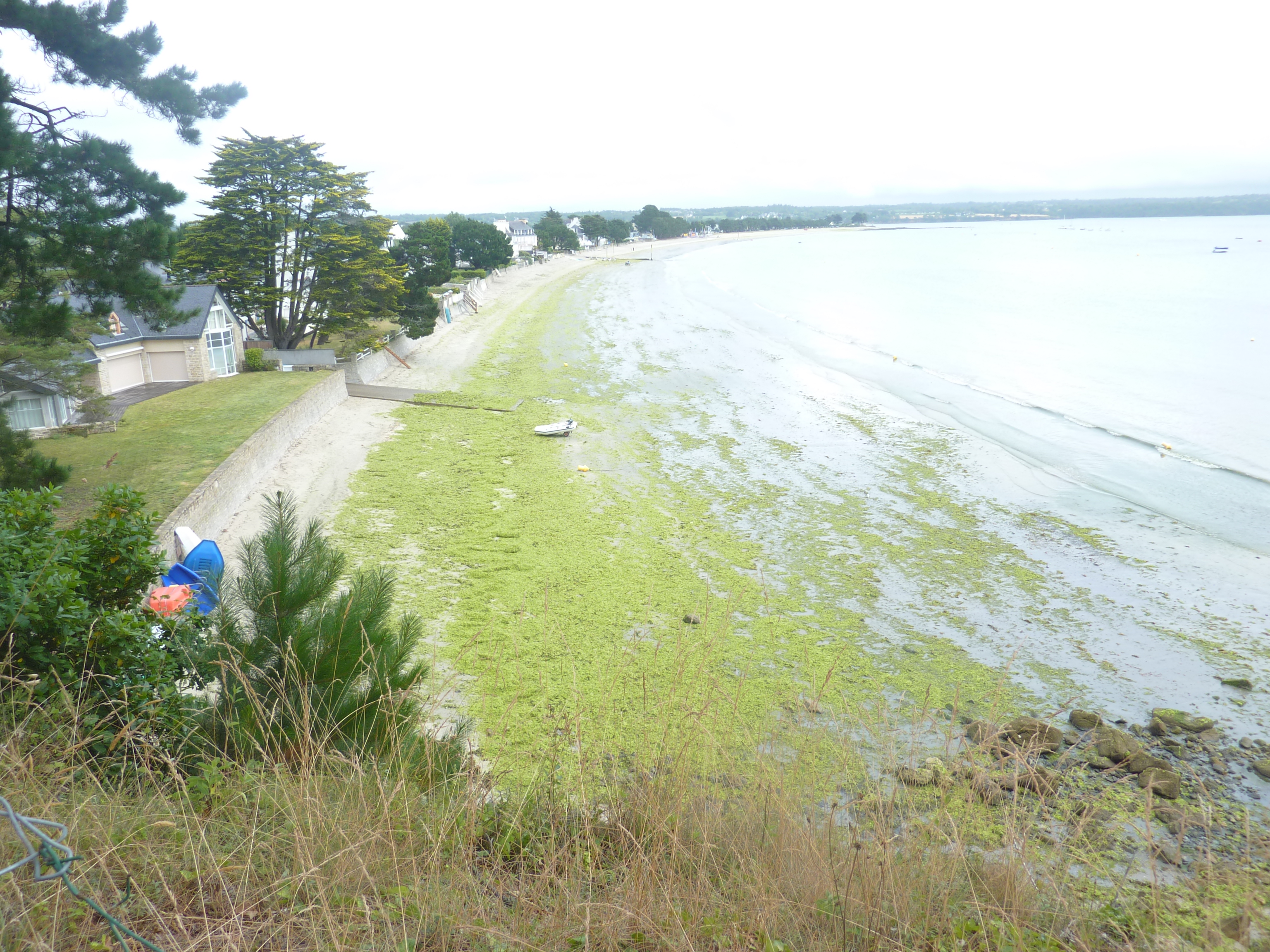
La plage du Cap Coz envahie par les algues vertes en juillet 2013.
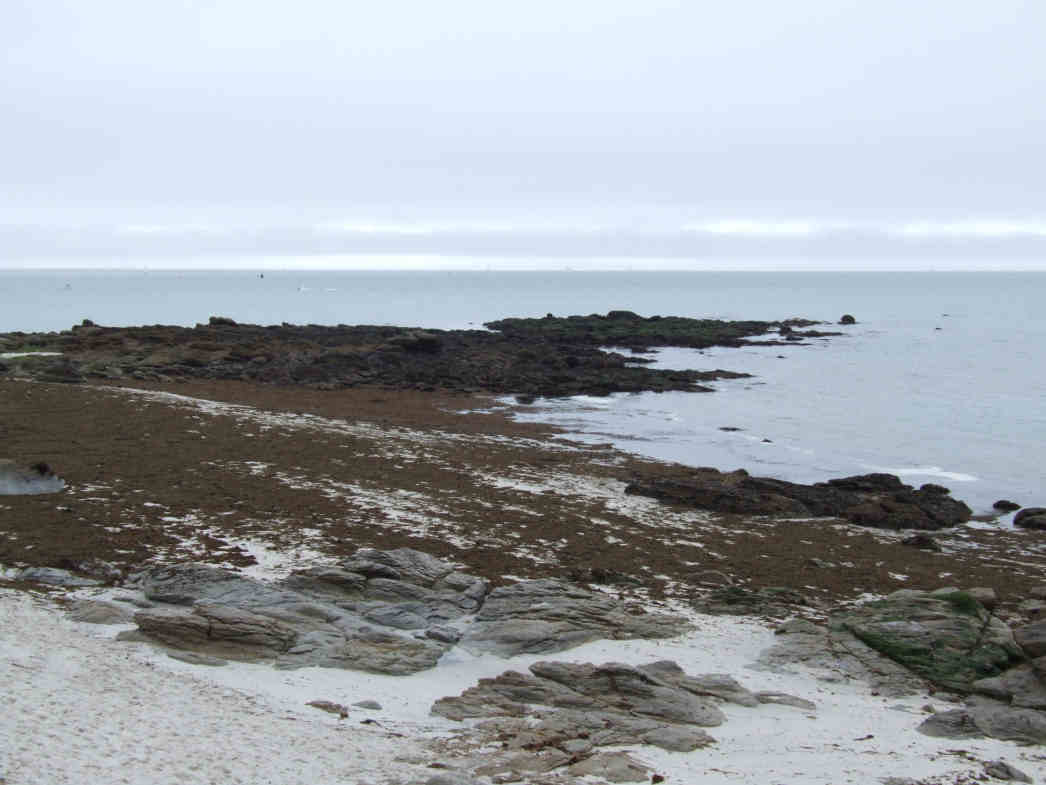
La pointe de Beg Meil.
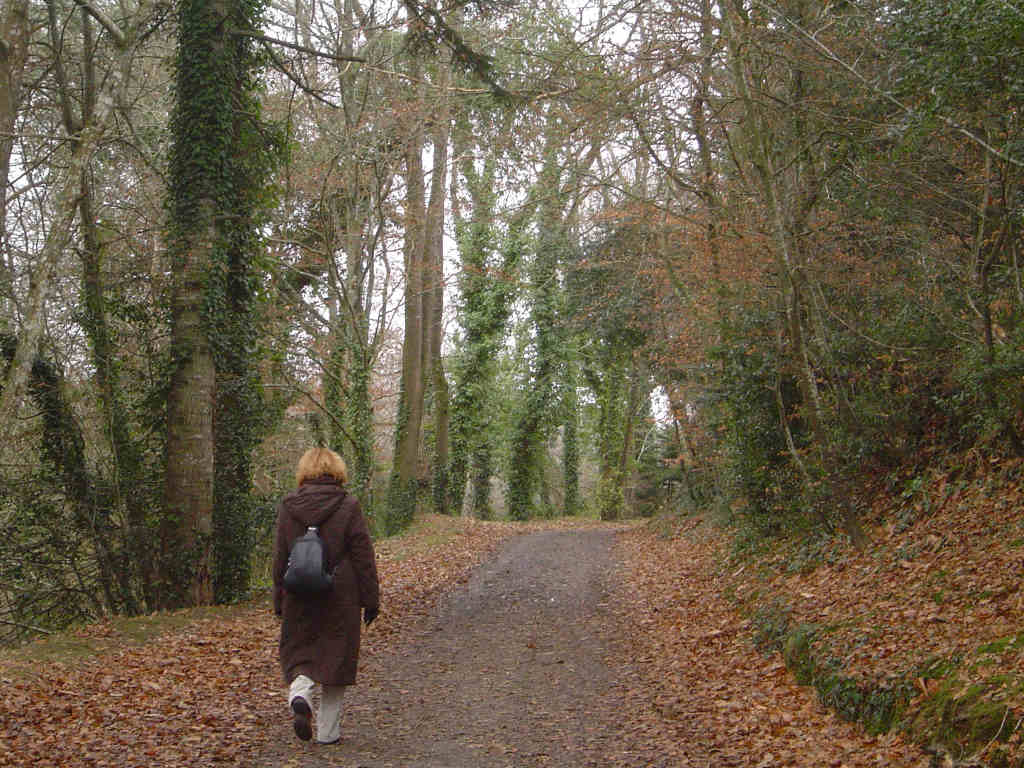
Bois de Penfoulic.
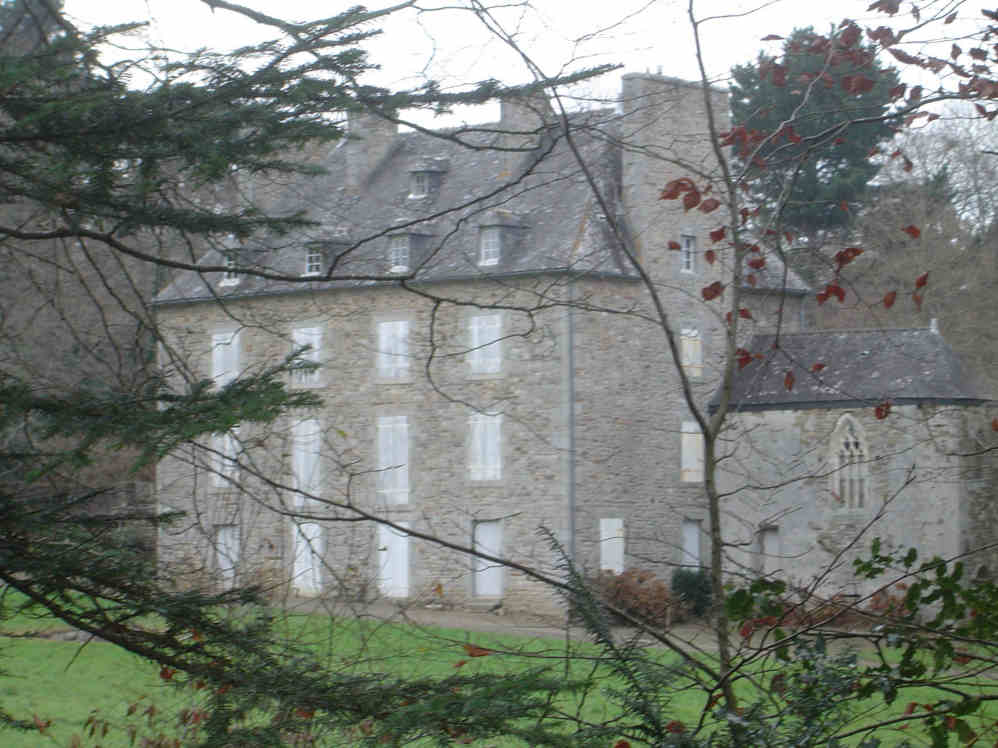
Manoir de Penfoulic.
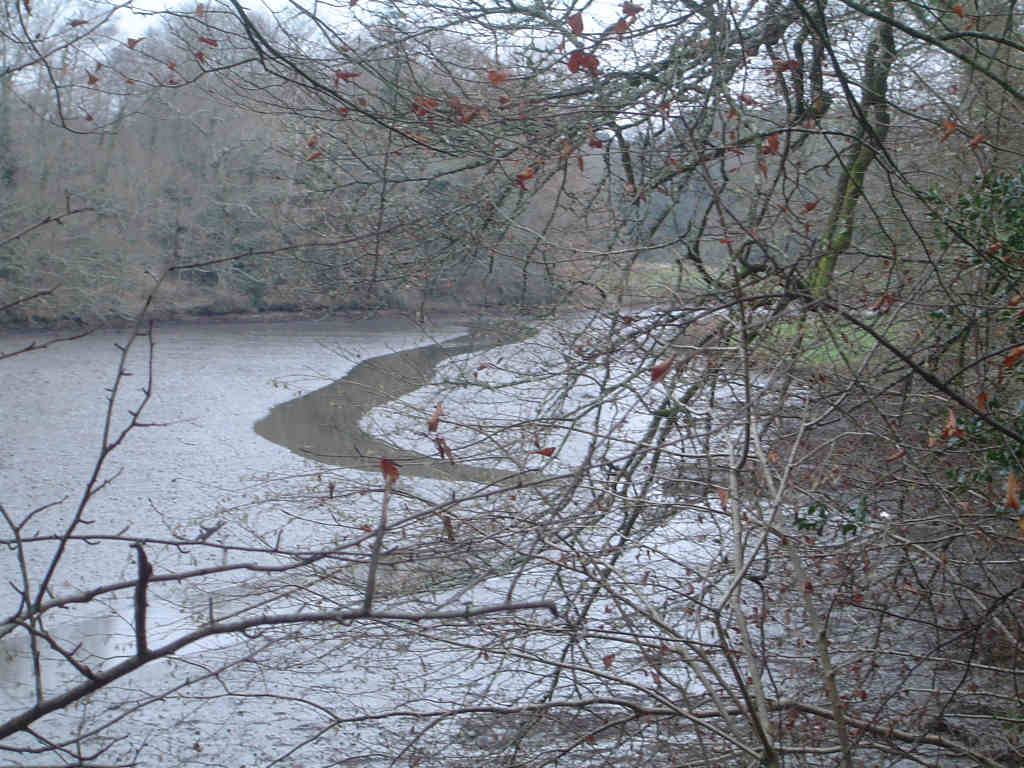
Marais de Penfoulic.
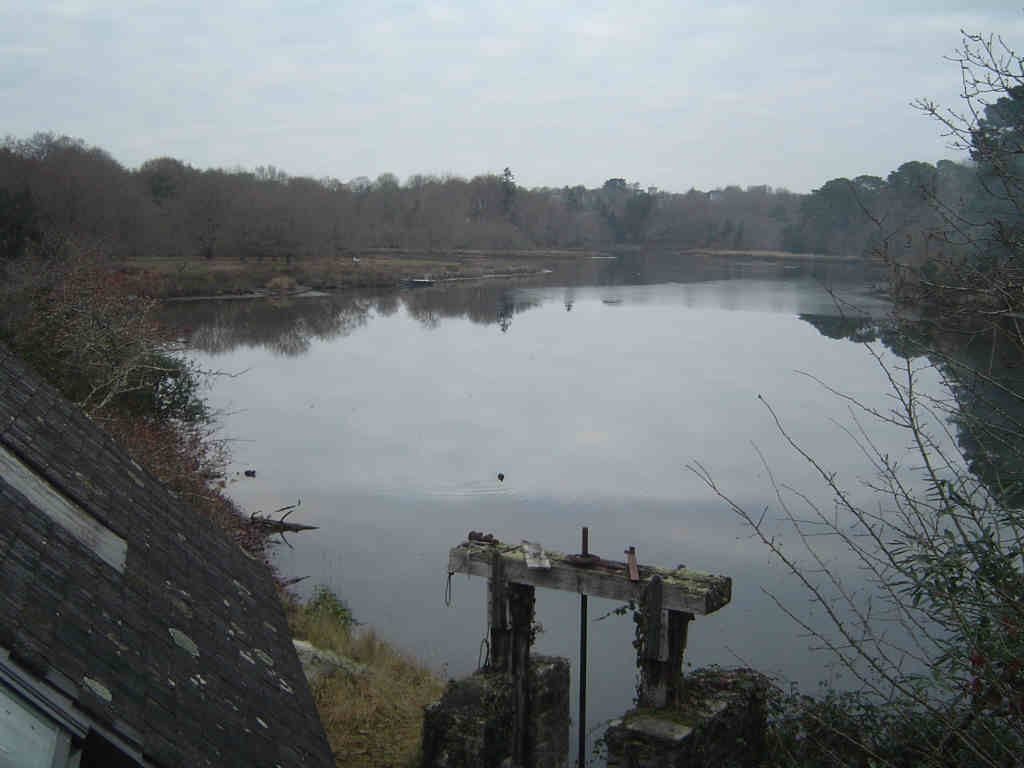
Anse de Penfoulic.
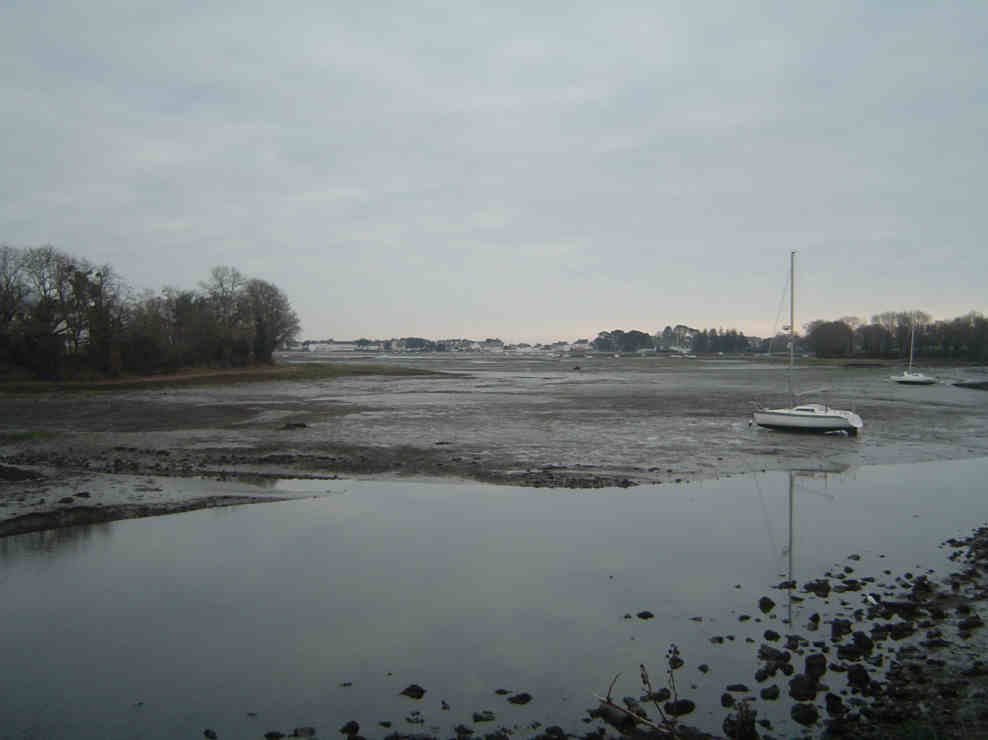
Anse de Penfoulic, le Cap Coz au fond.

Fouesnant-Les Glénan bénéficie du label « Pavillon bleu », attribué depuis 2014 à cinq de ses plages : Maner Coat Clevarec, Cap-Coz, Kerler, Kerambigorn et Saint-Nicolas des Glénan.
En 2019, Fouesnant est la première station balnéaire du Finistère, recevant 18 000 estivants et dépassant les 500 000 nuitées touristiques en un an.

#### Le risque de submersion marine
Selon un index global correspondant à l'agrégation de 5 critères effectué en 2011 par l'Observatoire National des Risques Naturels, Treffiagat est la huitième commune du Finistère la plus exposée au risque de submersion marine avec 11,7 % de sa population totale concernée (1 132 personnes) et 12,78 hectares de bâti exposé au risque de submersion.

#### L'archipel des Glénan
Enfin, Fouesnant possède un vaste ensemble insulaire : l'archipel des Glénan, ensemble d'îlots situés à une quinzaine de kilomètres au sud de la pointe de Mousterlin qui font partie du territoire communal.
Vers l'est, la côte se découpe en criques inaccessibles à marée haute. D'où l'utilité d'un chemin côtier qui dessert ces petites perles en suivant le haut de la falaise, via des méandres dessinés dans la flore arbustive.

### Mousterlin

#### Lapointe de Mousterlin
L'érosion amaigrit les dunes de Mousterlin depuis longtemps si l'on en croit ce témoignage datant de 1893 : 

« À la pointe de Mousterlin (...), on a mesuré la largeur des dunes il y a une cinquantaine d'années. C'était devant une propriété appartenant à M. Garabis. Le mesurage donnait une largeur de 30 mètres ; un second mesurage fait de ces mêmes dunes en 1875 n'accusait plus que 4 mètres. »

En 1917, la Pointe de Mousterlin et le ramassage du goémon sont ainsi décrits par René Bazin :

« (...) C'était la Pointe de Mousterlin, la sauvage et la désolée, presqu'île de sable arrondie à l'extrémité, nuit et jour battue et polie par les lames, et qui devrait céder et couler dans la mer. Mais elle est bien armée. Elle a, pour défendre son museau, une corne comme un espadon, un éperon de roches brunes et de roches noires. Jusqu'où va-t-il ? Dieu seul le sait, et un peu les pêcheurs qui tendent dans les creux leurs casiers à homards, et abritent leurs bateaux derrière les tables de pierres (...) que la mer ne découvre jamais tout à fait. Là, dans l'abîme des eaux qui n'ont jamais la paix, dans les courants qui luttent, et se tordent en remous, et répandent leur écume le long des anses voisines, il y a des forêts d'algues rousses et d'algues transparentes, les unes en forme d'épées, gaufrées le long des bords, d'autres aplaties, souples comme des courroies, d'autres taillées en forme d'arbustes, qui portent au bout des branches des capsules remplies d'air. (...) La tempête les abat, lorsque l'heure est venue. Le flot les soulève et les pousse à la côte. Et entre la Pointe de Beg Meil et celle de Bénodet, où les chênes et les ormes verdoient sur les falaises, la Pointe de Mousterlin s'avance dans le grand large et reçoit tout le fumier de mer qui fera lever les blés (...) dans lequel des fermiers de la côte de Fouesnant, ou du bourg de Clohars, enfoncent leurs fourches jusqu'au manche. Ils enfoncent leurs fourches, ils ont de la peine à les arracher du tas et à les soulever, chargées de ces lanières gluantes qui pendant en banderoles autour des hampes redressées, et qui sont jetées dans les charrettes »

Une plage naturiste se trouve à l'ouest de la pointe de Mousterlin.

### Le Penfoulic et l'étang de Meil C'hoët
Le Penfoulic, minuscule fleuve côtier qui se jette dans la Baie de La Forêt, a été barré par la création en 1969 de l'étang de Meil C'hoët, vaste de 8 000 m² pour 20 000 à 30 000 m³ d'eau qui servait de réserve d'eau pour la ville ; il était devenu un espace naturel faisant entre autres le bonheur des pêcheurs à la ligne. Au nom de la continuité écologique, la digue sera réaménagée et la station de pompage détruite au cours de l'automne 2022 afin de rétablir un cheminement naturel du lit mineur au cœur de l'ancien plan d'eau et favoriser ainsi la circulation des espèces aquatiques,.

### Hydrographie
Pour un article plus général, voir Réseau hydrographique du Finistère.
La commune est située dans le bassin Loire-Bretagne. Elle est drainée par divers petits cours d'eau,.

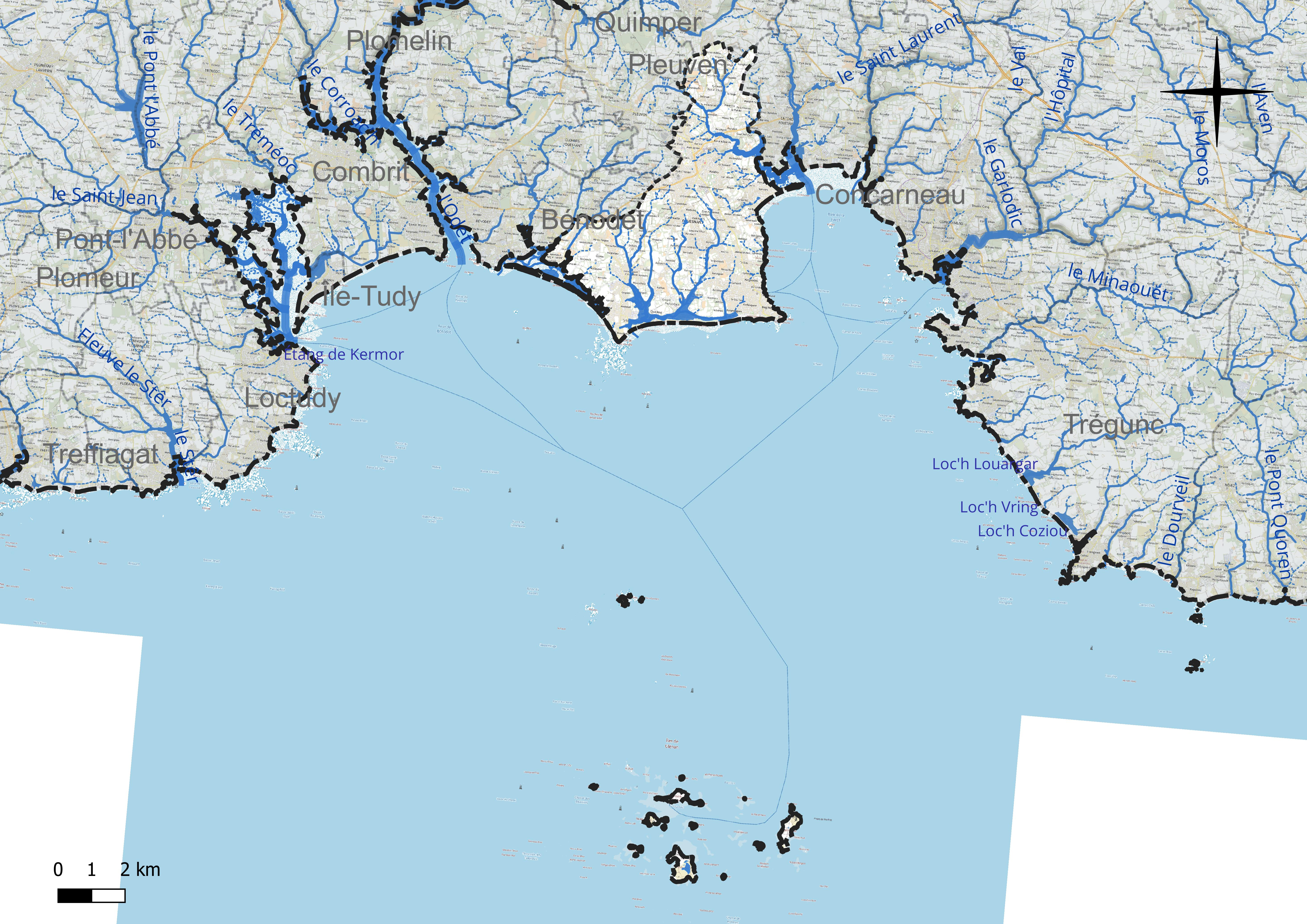
Réseau hydrographique de Fouesnant.

### Climat
Pour des articles plus généraux, voir Climat de la Bretagne et Climat du Finistère.
En 2010, le climat de la commune est de type climat océanique franc, selon une étude du CNRS s'appuyant sur une série de données couvrant la période 1971-2000. En 2020, Météo-France publie une typologie des climats de la France métropolitaine dans laquelle la commune est exposée à un climat océanique et est dans la région climatique Bretagne orientale et méridionale, Pays nantais, Vendée, caractérisée par une faible pluviométrie en été et une bonne insolation. Parallèlement l'observatoire de l'environnement en Bretagne publie en 2020 un zonage climatique de la région Bretagne, s'appuyant sur des données de Météo-France de 2009. La commune est, selon ce zonage, dans la zone « Littoral doux », exposée à un climat venté avec des étés cléments.
Pour la période 1971-2000, la température annuelle moyenne est de 11,9 °C, avec  une amplitude thermique annuelle de 10,7 °C. Le cumul annuel moyen de précipitations est de 1 046 mm, avec 15,3 jours de précipitations en janvier et 8 jours en juillet. Pour la période 1991-2020, la température moyenne annuelle observée sur la station météorologique la plus proche, située sur la commune de Plomelin à 11 km à vol d'oiseau, est de 12,2 °C et le cumul annuel moyen de précipitations est de 1 150,4 mm,. Pour l'avenir, les paramètres climatiques de la commune estimés pour 2050 selon différents scénarios d'émission de gaz à effet de serre sont consultables sur un site dédié publié par Météo-France en novembre 2022.

### La répartition de l'habitat
Fouesnant est une ancienne commune rurale qui a conservé un aspect de bocage avec quatre ensembles urbanisés.
Juché à 60 m d'altitude, et à trois kilomètres de la côte, le bourg de Fouesnant domine la baie de La Forêt. Autour de l'église Saint-Pierre, le centre-ville est à la fois administratif (mairie, gendarmerie, services sociaux), culturel et sportif (médiathèque, Archipel, halle des sports, Balnéides, etc… ), commercial (petits commerces). L'étroite pointe de sable du Cap Coz dépassant à peine le niveau de la mer, est presque entièrement occupée par des constructions. Plusieurs lotissements agrandissent le Cap Coz vers l'intérieur des terres. En face de son extrémité, au fond de la Baie de La Forêt, se trouve la sortie de Port-la-Forêt, le port de La Forêt-Fouesnant. Dès la fin du XIXe siècle, Beg Meil était une station balnéaire réputée où furent construits de nombreux hôtels et villas particulières. Un sémaphore de la Marine nationale opère une veille maritime à la pointe de Beg Meil. Enfin, la pointe de Mousterlin a été l'objet d'une urbanisation plus modérée, formant le hameau de Mousterlin.
Le parc immobilier est constitué pour 80 % de maisons particulières dont près de la moitié sont des résidences secondaires. Des zones artisanales et commerciales très actives (Kervihan, park C'hastel) regroupent, aux limites du centre-ville, des services et des entreprises spécialisées dans l'alimentaire notamment (Tipiak, salaisons, pâtisseries industrielles…).
Depuis 2010, la Chambre de commerce de Fouesnant a étoffé son offre de commerces et de services, avec la création de deux zones commerciales : à l'ouest  le pôle commercial de Penhoat-Salaün et Kervihan, et au sud, la zone de Maner Ker Elo.
Fouesnant est devenue une véritable station balnéaire et touristique développée autour de son ensemble de plages, notamment depuis l'obtention de son label « Pavillon Bleu » garantissant notamment une qualité des eaux de baignade. L'agglomération fait partie de la zone d'extension périurbaine de Quimper où travaille une large partie de la population fouesnantaise.

## Urbanisme

### Typologie
Au 1er janvier 2024, Fouesnant est catégorisée petite ville, selon la nouvelle grille communale de densité à 7 niveaux définie par l'Insee en 2022.
Elle appartient à l'unité urbaine de Fouesnant, une agglomération intra-départementale dont elle est ville-centre,. Par ailleurs la commune fait partie de l'aire d'attraction de Quimper, dont elle est une commune de la couronne,. Cette aire, qui regroupe 58 communes, est catégorisée dans les aires de 200 000 à moins de 700 000 habitants,.
La commune, bordée par l'océan Atlantique, est également une commune littorale au sens de la loi du 3 janvier 1986, dite loi littoral. Des dispositions spécifiques d'urbanisme s'y appliquent dès lors afin de préserver les espaces naturels, les sites, les paysages et l'équilibre écologique du littoral, tel le principe d'inconstructibilité, en dehors des espaces urbanisés, sur la bande littorale des 100 mètres, ou plus si le plan local d'urbanisme le prévoit.

### Occupation des sols
Le tableau ci-dessous présente l'occupation des sols de la commune en 2018, telle qu'elle ressort de la base de données européenne d'occupation biophysique des sols Corine Land Cover (CLC).
| Type d'occupation                                                                   | Pourcentage | Superficie (en hectares) |
| ----------------------------------------------------------------------------------- | ----------- | ------------------------ |
| Tissu urbain discontinu                                                             | 30,5 %      | 990                      |
| Zones industrielles ou commerciales et installations publiques                      | 1,6 %       | 51                       |
| Extractions de matériaux                                                            | 0,4 %       | 14                       |
| Terres arables hors périmètres d' irrigation                                        | 9,1 %       | 296                      |
| Prairies et autres surfaces toujours en herbe                                       | 7,1 %       | 228                      |
| Systèmes culturaux et parcellaires complexes                                        | 38,7 %      | 1255                     |
| Surfaces essentiellement agricoles interrompues par des espaces naturels importants | 3,9 %       | 125                      |
| Forêts de feuillus                                                                  | 0,9 %       | 30                       |
| Landes et broussailles                                                              | 2,9 %       | 95                       |
| Plages, dunes et sable                                                              | 0,7 %       | 24                       |
| Marais maritimes                                                                    | 2,8 %       | 90                       |
| Zones intertidales                                                                  | 1,1 %       | 36                       |
| Mers et océans                                                                      | 0,3 %       | 11                       |
| Source : Corine Land Cover                                                          |             |                          |

## Toponymie
Le nom breton de la commune est Fouenant, prononcé fouenn, et transcrit par Fouen sur les panneaux bilingues à l'entrée de la commune.
La signification du nom n'est pas certaine. Une hypothèse le rattache pour sa deuxième partie au vieux breton nant, vallée (en breton moderne le mot ne signifie plus que « le creux du sillon », mais sa signification initiale est assurée). Une étymologie populaire par le breton foenn, foin, est aberrante (aussi loin que remontent les archives, le pays de Fouesnant n'apparaît jamais comme un pays à foin).
La graphie Fouen/Fouenn peut être considérée comme fautive, mais rend compte de la prononciation réelle (et nullement relâchée) du nom en breton local. En effet, « Fouenant », avec un accent tonique fort sur la première syllabe qui entraîne l'amuïssement de la deuxième voyelle, en l'occurrence le « a », se prononce effectivement [ˈfwɛnən] ou plutôt [fwɛn] après disparition complète de la voyelle muette [ə]. Il faut ajouter que le « t » en finale n'est jamais prononcé après un « n »(comme dans « hent », prononcé [ɛn], ou dans departamant, prononcé [deparˈtãmən]). Un pratiquant authentique du parler local prononcera donc « Fouenant » comme « Fouenn » ou « foenn » (ce qui a pu conduire à l'étymologie populaire associant Fouesnant au foin : le Pays Fouesnantais, Bro Fouenant/Fouenn/Foenn « pays du foin »), mais l'accent tonique se déplace suivant la dérivation et en breton les habitants sont appelés Fouenantiz [fwɛˈnɑ̃ntis]. À la graphie Fouenn, il vaut donc mieux préférer Fouenant [fwɛn] pour que les dérivés du nom ne soient pas des barbarismes (tels que « Fouenniz », etc.).
Sur les documents anciens, on trouve les noms Fuinant (entre 1022 et 1058), Plebs Fuenant (en 1084), Foynant (en 1294), Foenant (en 1324, vers 1330 et en 1368), Fouesnant (en 1382) ou, plus récemment, Foisnant, Foasnant, Foesnan, au XVIIIe siècle.

## Histoire

### Préhistoire et Antiquité
- La présence de deux menhirs sur le territoire communal, l'un à l'intérieur des terres et l'autre sur la pointe de Beg Meil est la marque d'une occupation humaine du territoire à la fin de l'âge du bronze ou au début de l'âge du fer. Les fouilles actuellement en cours sur l'île aux Moutons ont mis en évidence des habitats permanents à diverses époques (Néolithique, âge du fer, période romaine). Sur les Glénan, des coffres funéraires sont aussi la trace d'une présence humaine ancienne.
- Une fibule gallo-romaine a été trouvée à Fouesnant. Elle se trouve au Musée départemental breton de Quimper[27].

### Moyen Âge
La région de Fouesnant - Concarneau formait au haut Moyen Âge le pagus Konk, un pays historique ; c'était un pagus, c'est-à-dire une subdivision administrative de la Cornouaille.
La motte féodale du Henvez (située à 200 mètres au nord de la chapelle Saint-Sébastien) a disparu. Son site est actuellement occupé par des maisons contemporaines, mais le moulin voisin, désormais une maison d'habitation, conserve des vestiges du XVe siècle et le cadastre de 1840 montre encore une parcelle circulaire qui plonge dans sa partie nord dans une profonde douve et qui porte en breton le nom de Lioz ar prison (le « courtil de la prison »). Cela veut dire qu'il y avait donc aux XIe ou XIIe siècles un donjon à motte, comme on peut en voir sur la tapisserie de Bayeux et comme il en existe beaucoup encore dans nos campagnes ou vieux villages. Souvent il n'en reste que la motte qui est une butte artificielle, le donjon ayant été détruit.
Fouesnant fut au XIIIe siècle une importante baronnie (le territoire de Fouesnant est une bannie très importante), dont le siège se trouvait au Bréhoulou, et surtout une châtellenie relevant directement du duc de Bretagne. Eudon (Eudes) de Fouesnant fit bâtir en 1231 une chapelle à Bénodet, sur le territoire de l'ancienne paroisse de Perguet, et la dédia à saint Thomas de Canterbury ; la famille de Fouesnant, dont les aînés de père en fils sont des chevaliers bannerets, fait partie alors des  principales familles nobles de Cornouaille. En 1281, Henry de Fouesnant en est le seigneur, il est cité lors de la convocation de l'ost ducal à Ploërmel en 1294 et doit 2 chevaliers au service du duc, à égalité avec le fief de Pont-l'Abbé et celui de Rostrenen, tous deux chefs-lieux de châtellenies ducales. En mai 1373, les châtellenies et villes de Rosporden et Fouesnant, contrôlées un temps pendant la guerre de Cent Ans par le capitaine de guerre anglais Robert Knolles, sont données à Jean III de Juch par Bertrand Duguesclin, duc de Molina, après la victoire de ce dernier, qui reprit notamment Concarneau. Cette donation est confirmée par le roi Charles V le 22 septembre 1373. Dès 1382, la châtellenie de Fouesnant, ainsi que celles de Châteaulin et Rosporden, fut concédée par le duc Jean III de Monfort, à Jeanne de Retz (née en 1331, décédée le 16 janvier 1406), fille de Gérard V de Retz, laquelle décéda sans postérité. Fouesnant passa alors dans la possession des ducs de Bretagne et le titre de seigneur de Fouesnant n'est plus porté.
Une branche cadette semble avoir subsisté à ce retour. Yvon Foenant est recensé à Pluguffan lors de la Réformation des Fouages de 1426 et en 1444. Le dernier de Fouesnant connu, Jehan de Fouesnant, appartenant à cette branche puînée, est cité dans la montre de 1481.
Par un édit de Charles IX en date du 29 mars 1564, la juridiction royale de Fouesnant est unie et incorporée au siège royal de Quimper. Les principales juridictions anciennes étaient celles de la châtellenie de Cheffontaines, de Locamand, de Bréhoulou, du Plessis (ou Quinquis), de Kergunus, de Lanryon, de Kergantel, du Henvez et de Guériven, de Penfoulic. La juridiction de Kergaradec, située au manoir de Kergaradec en Beg Meil, mentionnée pour la première fois à la Réformation des Fouages de 1426 où Maurice de Languéouez la représente, disposait aussi des droits de haute, moyenne et basse justice. La justice était rendue au bourg de Fouesnant et les fourches patibulaires se trouvaient à Coat-Quintoux. En 1573, la seigneurie de Kergaradec est aux mains de Jean de Kerouait (Kerouant), aussi seigneur du Bréhoulou selon un aveu de 1570, le manoir de Bréhoulou supplantant celui de Kergaradec, qui tombe en ruine. Selon un aveu de 1682, la famille de Plœuc, est alors en possession de cette seigneurie et dispose du droit de prééminence à l'église paroissiale, elle a le droit « de tenir et prendre la coutume sur toutes les denrées qui se vendent et débitent au bourg de Fouesnant le jour de la fête de saint Pierre et de saint Paul et d'avoir de tous temps ses enfeux et tombes en ladite église ». La famille de Plœuc résidait au château du Guilguiffin en Landudec et au château de Kernuz en Pont-l'Abbé, pas à Fouesnant. Par la suite, cette seigneurie passe successivement aux mains des familles Riou (de Kernuz), Lohéac et vers le milieu du XVIIIe siècle d'Escablissac, avant que le manoir de Bréhoulou soit acquis en 1807 par la famille Buzaré qui le légua en 1919 au département du Finistère afin d'y installer une école d'agriculture.

### Époque moderne
En 1648, le père Julien Maunoir, célèbre prédicateur, vint prêcher à Fouesnant.

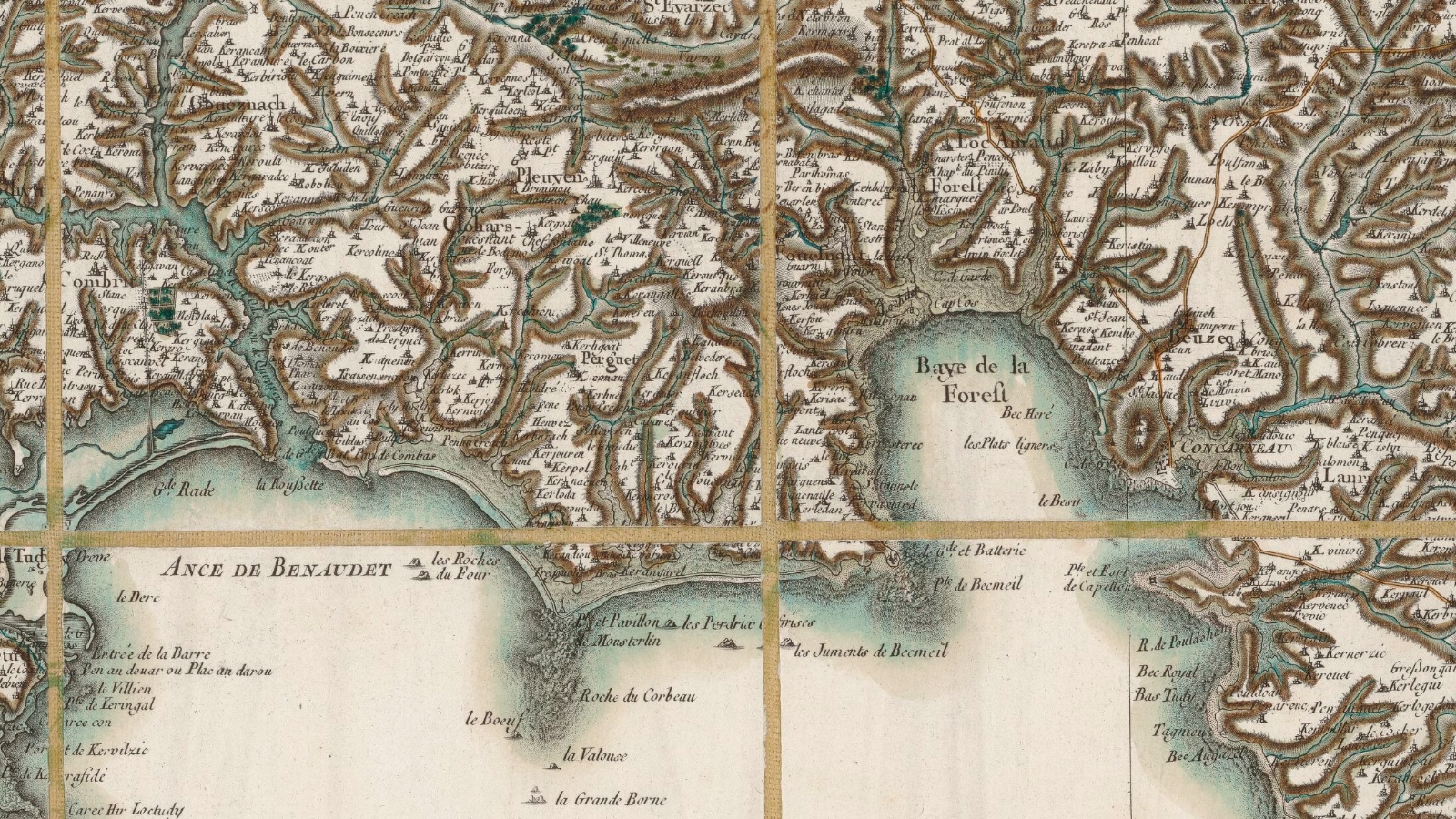
Carte de Cassini (1793) : région de Fouesnant-Bénodet.

En 1759, la paroisse de Fouesnant devait chaque année fournir 26 hommes pour servir de garde-côtes.

#### Les moulins
En 1770, 35 moulins, relevant du droit seigneurial en fonction des banalités, sont attestés dans les limites du canton de Fouesnant. Le moulin de Corran est le plus ancien dont l'existence est attestée dans le cartulaire de Landévennec ; il daterait au moins du Xe siècle. Deux moulins à marée au moins ont existé, l'un à l'emplacement actuel de Port-la-Forêt, l'autre dans l'anse de Penfoulic. Des moulins à vent sont aussi connus au XVIIIe siècle à Kerasploch, Bréhoulou, Ker Elo, Coat Clévarec (ce-dernier fonctionnait encore au XIXe siècle), mais les moulins à eau étaient beaucoup plus nombreux ; si celui de Coat Conan est déjà ruiné en 1600, d'autres ont fonctionné beaucoup plus longtemps comme celui du Henvez dont un contrat d'affermage datant de 1783 est consultable, ou encore ceux de Pénanster et Chef-du-Bois, désormais en La Forêt-Fouesnant, ce dernier ayant fonctionné jusqu'en 1968.
En 1809, huit moulins à eau étaient encore en activité : les moulins de Kervransel, du Henvez, de Chef-de-Bois, du Buis, de Bréhoulou, de Lespont, de Penanster et de Penalen ; plusieurs de ces moulins « ne peuvent moudre toute l'année, tout au plus que le mois des plus grandes eaux ». Un seul moulin à vent fonctionne encore, celui de Coat-Clévarec.

#### Frairies et dîmes
La paroisse de Fouesnant était divisée en frairies : celle du bourg, celles de Sainte-Anne et de la Forêt, de Kerbader, de Lanroz, de Dour-ar-Coat, du Henvez, de Locamand. La dîme était perçue, uniquement à Fouesnant sur les céréales et le lin, dans le cadre des frairies. Par exemple le 30 juin 1782, Jacques Marie Hyroë, recteur de Fouesnant, afferme à Pierre Corentin Le Prédour la dîme « du bourg du dit Fouesnant, autrement dit Saint-Pierre, sur tous les grains décimables en ladite frérie ». Le 21 juin 1782, le même curé a affermé à Germain Le Bars, meunier au moulin du Henvez, la dîme de la frérie du Henvez. Vers le milieu du XVIIIe siècle, un document montre que le produit de ces dîmes était alors livré par charretées au port de La Forêt où un bateau, le Saint-Jean d'Audierne, venait en prendre livraison pour le compte du sieur Simonnet, négociant à Quimper.

### Révolution française

#### Le cahier de doléances de Fouesnant
Le cahier de doléances de Fouesnant, rédigé par Alexandre-Fidèle Parquer, notaire royal de la circonscription de Concarneau, demande la suppression des domaines congéables, la diminution du prix des rentes foncières, l'uniformisation des mesures de capacité, la suppression de la dîme, des corvées en nature, des droits banaux et de certains impôts dus au roi comme le franc-fief, et l'abolition du tirage au sort pour le service de la milice côtière. Il dénonce aussi le renchérissement du prix du baril de rogue (qui sert pour la pêche à la sardine).

#### La baie de La Forêt décrite par Jacques Cambry
Jacques Cambry décrit ainsi la baie de La Forêt :

« La baye de la forêt fournit une prodigieuse quantité de gibiers de mer, canards, barnaches, penru, cannes royales, judeles, oies sauvages, macreuses, plongeons, goélans, bécasses de mer, hérons, cormorans, etc.. »

#### Clergé constitutionnel et clergé réfractaire
François-Marie David, curé et Olivier Sizun, vicaire, insermentés, s'enfuient en Espagne en juillet 1792. Jean-Marie Saouzanet devient le 6 mai 1792 curé constitutionnel de Fouesnant ; il renonça à la prêtrise en 1793, devint marchand de vin, acheta le 29 fructidor an III (15 septembre 1795) les terres du presbytère de Rospiec, vendues comme bien national, et décéda le 14 juillet 1804.

#### Larévolte de Fouesnanten 1792

Jules Girardet : Les Révoltés de Fouesnant ramenés par la garde nationale de Quimper en 1792 (musée des beaux-arts de Quimper).

Cette révolte contre le gouvernement révolutionnaire de l'Assemblée législative est aussi connue sous le nom d'affaire Nédellec (ou affaire Nédélec) du nom de son chef, est considérée comme un prélude à la Chouannerie.
Alain Nédellec (ou Nédélec) est élu juge de paix du canton de Fouesnant le 21 décembre 1790, mais n'acceptant pas les nouvelles lois révolutionnaires, en dépit des sommations qu'il reçoit, il refuse d'exercer sa charge tant qu'il n'aura pas reçu une nomination du roi Louis XVI. Ses biens doivent alors être saisis, mais son beau-père Tanguy Caradec ameute la foule pour l'empêcher. Tanguy Caradec est arrêté le 28 juillet 1791 et Alain Nédélec prend la fuite. Des troubles éclatent alors à Fouesnant et les impôts rentrent mal, ce qui entraîne l'envoi de troupes au milieu de l'année 1792. Alain Nédelec réunit alors ses partisans, armés, près de la chapelle de Kerbader le 8 juillet 1792.
Cette révolte est ainsi racontée par S. A. Nonus, alors inspecteur primaire et officier d'académie :

« Dans le canton de Fouesnant, un juge de paix nommé à l'élection, Alain Nédellec, ancien régisseur du marquis de Cheffontaines, avait soulevé les paysans en les « menaçant d'incendier les propriétés de ceux qui ne se déclaraient pas pour le parti du Roi » et « comme prix de leur concours », leur promettant « le pillage des maisons des patriotes ». Il proclama définitivement la révolte le dimanche 8 juillet 1792 à l'issue de la messe paroissiale et sur la croix du cimetière. L'appel fut entendu « et le lendemain plusieurs centaines de paysans s'étant portés en grand nombre au chef-lieu de canton, Nédellec les réunit dans l'église ; puis, après leur avoir fait jurer de l'aider et de lui être fidèles, il leur remit des armes et des munitions ». Le tocsin sonnait à Pleuven, Perguet, Fouesnant, La Forêt, ainsi qu'à Rosporden et dans plusieurs autres communes ; de toutes parts, on se rendait près de Nédellec. Plusieurs maires y furent conduits de force ; quelques-uns s'étaient échappés. Les patriotes, effrayés, portèrent à Quimper la nouvelle de cette levée de partisans que suivant une nuée de femmes, accoures de tous côtés pour prendre part au pillage. La ville était dépourvue de troupes régulières ; mais le Directoire ordonna d'envoyer sur les lieux cent cinquante gardes nationaux commandés par Vacherot, quinze gendarmes sous les ordres de Daniel de Coloë et une pièce de canon de campagne. »

« Le lendemain, 10 juillet, à quatre heures du matin, on partit de Quimper. La rencontre eut lieu à Fouesnant, à un quart d'heure du bourg. Les insurgés étaient embusqués derrière des fossés. Profitant de l'embarras de la troupe qui défilait dans un chemin creux, ils engagèrent précipitamment l'attaque. Le garde national Lozac'h fut tué, quatre autres blessés ; l'un d'eux, Bodolec, mourut le lendemain. Mais les gardes nationaux s'élancèrent à leur tour ; six des insurgés tombèrent morts, les autres se replièrent sur le bourg, qui fut pris, ou se dispersèrent dans la campagne. Quarante-trois insurgés furent faits prisonniers. Les troupes se cantonnèrent dans l'église, où elles passèrent la nuit avec leurs morts et leurs blessés. Le lendemain, elles rentrèrent à Quimper. »

Les gardes nationaux rentrèrent triomphalement à Quimper, avec deux cadavres et leurs prisonniers (« deux charrettes de paysans pris ou blessés suivaient la troupe »). Alain Nédellec fut pris cinq mois plus tard, condamné à mort par le tribunal criminel du Finistère  le 16 mars 1793 et guillotiné à Quimper le 20 mars 1793. Il fut le premier à être guillotiné dans cette ville. Dix autres Fouesnantais (Tanguy Caradec, Jacques Quiniou, Thomas Bolloré, Corentin Le Faou, Pierre Josse, Allain Le Grannec, Allain Calvez, René Bouard, Paul Creven, Pierre Nédellec), accusés d'actes de sédition, furent acquittés.

#### Les années 1793 à 1799 dans le canton de Fouesnant
La levée en masse, l'enrôlement des volontaires, les comités de surveillance révolutionnaire (il en est créé un dans chaque commune du canton), la remise en état des batteries côtières de Mousterlin, de Beg Meil, de Bénodet et de Fort Cigogne, la réquisition générale (y compris la levée des chevaux) et les désertions (35 déserteurs sont recensés en 1793 dans le canton de Fouesnant), la liste des émigrés du canton ont été étudiés dans un article de Jean Dénès et Yvette Le Gouill.
Le 4 thermidor an III (22 juillet 1795), une colonne de 1 200 hommes commandée par le général Meunier, furent logés à Fouesnant (400 d'entre eux à Locamand) et commirent de nombreux désordres et ravages à Fouesnant et Locamand. Le district de Quimper vota une indemnité de 1 800 livres à la commune de Fouesnant.
Quinze émigrés ont été recensés dans le canton : dix sont des membres de la famille de Cheffontaines dont le marquis Jonathas Ier Marie Hyacinthe de Penfentenyo ; les cinq autres émigrés sont des prêtres réfractaires de Fouesnant, Pleuven et Perguet. D'autres nobles émigrés, bien que n'habitant pas sur place, possédaient des biens dans la commune, qui furent vendus comme biens nationaux, par exemple ceux d'Ange-Joseph de Guernizac, notamment des biens de l'ancienne seigneurie du Stang dont le manoir de Lanroz et les chapelles Saint-Sébastien, Saint-Révérend et Saint-Jean, vendus le 14 messidor an IV (2 juillet 1796) ; ceux également de Joseph-Noël-Louis-Marie et Louis-François-Marie de Kernilis, deux frères membres notoires de la chouannerie, qui ne se soumirent aux lois de la République qu'en pluviôse an VIII (janvier-février 1800), comme la chapelle Sainte-Anne, vendue en juillet 1796 ; ceux aussi de Toussaint-Fidèle Le Borgne de Kermorvan, notamment le manoir de Penfoulic, vendu le 29 pluviôse an II (17 février 1794) et deux domaines congéables dépendant de l'ancien manoir de Penfoulic, vendus le 26 vendémiaire an VI (17 octobre 1797), mais achetés par son épouse Marie-Magdeleine Le Dall ; ceux du comte Pierre-Marie de Piré de Rosnivynen, dont sept domaines congéables ; ceux de Jonathas Ier Marie Hyacinthe de Penfentenyo, dont six domaines congéables ; ceux de Jean-Marie Tréouret de Kerstrat achetés pour la plupart par Pierre-Alexandre Bellet, marchand-épicier à Quimper, pour le compte de Céleste Tréouret de Kerstrat, sœur de l'émigré, en 1798-1799.
En vertu de lois décidées contre les pilleurs d'épaves pendant la Révolution française, les habitants des communes de Perguet et de Fouesnant sont condamnées solidairement à payer 4 500 francs de dommages intérêts et 4 500 francs d'amende pour avoir pillé un navire le 21 pluviose an II (9 février 1794). Le 1er floréal an IV (20 avril 1796), quinze habitants de Fouesnant, Clohars-Fouesnant et Perguet comparaissent devant le tribunal correctionnel de Quimper, accusés d'avoir pillé et volé des barriques de vin et de liqueur, ainsi que des cordages, lors d'un naufrage survenu à Mousterlin.

### LeXIXesiècle

#### Une très forte natalité
Jacques Bertillon a étudié la natalité à Fouesnant pendant le XIXe siècle : le taux de natalité oscille selon les décennies entre 36,3 pour mille et 44,9 pour mille, nettement supérieure au taux de mortalité qui varie selon les décennies entre 39,4 pour mille (au début du siècle) et 19,1 pour mille (à la fin du siècle). Il attribue cette forte natalité (le taux de fécondité est alors de 3,8 à 5,5 enfants par femme), accompagnée d'une forte nuptialité, à une coutume locale : lorsqu'un Fouesnantais revient du service militaire, il peut choisir à sa convenance un morceau de lande, d'un quart à deux hectares de superficie, qu'il loue à titre de domaine congéable pour trente ou quarante ans à son propriétaire qui n'a garde de refuser, ce qui lui permet de fonder une famille car « il tire de sa propre terre la plus grande partie de sa nourriture et celle de ses enfants ». Il ajoute qu'à Fouesnant « les ménages riches ont à peu près autant d'enfants que les plus pauvres ».

#### Les problèmes posés par le cimetière de Fouesnant en 1804
Le maire de Fouesnant écrit dans un rapport adressé au Préfet du Finistère daté du 23 prairial an XII (10 août 1804), à propos du cimetière situé alors dans le placître entourant l'église :

« Il me paraît indispensable, malgré les criailleries de nos superstitieux et dévôts de supprimer le cimetière actuel du chef-lieu, toujours plein actuellement, encombré depuis l'épidémie de l'hyver dernier, malgré le détestable usage de mettre les cadavres côte à côte, cimetière qui touche pour ainsi dire aux portes de la plupart des habitations du bourg, dont les murs ruinés laissent l'entrée libre aux animaux, couvert d'arbres très touffus qui l'offusquent et ferment à l'air la circulation dans l'église et dont les exhalaisons putrides se font communément sentir dans les longues chaleurs de l'été. »

La décision de créer un nouveau cimetière, implanté dans le « Verger du presbytère », devenu bien communal, fut prise seulement en 1910 et celle de transformer l'ancien cimetière entourant l'église en place publique en 1921.

#### Les menaces anglaises
En 1807, plusieurs navires anglais mouillent dans l'archipel des Glénan et harcèlent la côte proche. Dans la nuit du 22 au 23 janvier 1807, la batterie de Beg Meil est attaquée par une soixantaine d'Anglais. L'assaut provoque la mort du commandant du fort, mais les Anglais sont repoussés. En février, des chaloupes anglaises volent du bétail sur l'île Saint-Nicolas et en juillet Le Vétéran, armé de 80 canons, commandé par Jérôme Bonaparte, pourchassé dans la Baie de la Forêt par l'escadre de l'amiral Keith, doit se réfugier à Concarneau. En janvier 1813, un navire corsaire anglais, le Strennous, mouille aux Glénan et attaque des chaloupes de Concarneau.

#### La reconnaissance de la domanialité des marais de Fouesnant
Le 6 novembre 1847, le préfet du Finistère prend un arrêté déclarant la domanialité des « marais de Fouesnant », se fondant sur le fait « que ces marais, couverts et découverts par les eaux pendant les nouvelles et pleines lunes, étaient des rivages de la mer » et qu'ils ne peuvent donc pas « échapper à la définition précise de l'ordonnance de 1681, laquelle déclare bord et rivage de la mer, faisant parte du domaine public, tout le terrain que la mer couvre et découvre pendant les nouvelles et pleines lunes, et jusqu'où le grand flot de mars peut s'étendre sur les grèves ». Une soixantaine de personnes déposent une requête en annulation de cette décision qui, à leurs yeux, « porte atteinte aux droits de propriété des requérants » devant le Conseil d'État le 15 novembre 1849, mais cette requête est rejetée par le Conseil d'État le 30 juin 1853.

#### Les dangers de la foudre et les travaux auXIXesiècle
Des travaux importants, avec pose d'une première pierre, débutèrent à l'église paroissiale Saint-Pierre-et-Saint-Paul le 3 février 1754. En 1781, le tonnerre tomba sur le clocher de l'église. Dans une délibération du 30 août 1846, le Conseil municipal « justement effrayé des funestes effets du tonnerre sur plusieurs points de la commune et notamment au bourg même de Fouesnant, où un incendie heureusement arrêté dans ses progrès eût pu consumer la moitié du bourg, et voyant que la hauteur de l'église et de son clocher l'expose plus particulièrement à être frappé par la foudre, émet le vœu qu'un paratonnerre soit placé sur le clocher ». La même demande est à nouveau formulée le 22 février 1848 et aboutit cette fois-ci, malgré les appréhensions du Conseil de fabrique.
En 1846, on abattit les cinq vieux chênes qui décoraient la place de l'église et en 1880 un vieux reliquaire, menaçant ruine, qui se trouvait à l'un des angles du cimetière, lequel, situé dans l'enclos paroissial autour de l'église, était trop peu étendu (15 ares 08) pour la population communale.

#### Vie rurale et agriculture pendant leXIXesiècle
Jean-François Brousmiche décrit ainsi la vie rurale à Fouesnant dans Voyage dans le Finistère en 1829, 1830 et 1831 :

« Les maisons des fermiers sont presque toutes d'une grande propreté. (...) Beaucoup de propriétaires résident sur leurs terres dans le canton de Fouesnant, ce qui produit un avantage réel pour le pays. De nouvelles méthodes de culture sont introduites par eux. Toutes les espèces de grains sont ici cultivées avec soin ; les pommiers y sont l'objet d'un soin tout spécial. (...) On voit dans le pays de Fouesnant beaucoup de prairies artificielles, ce qui augmente les fourrages et les rend abondants. (...) Le cultivateur aisé se nourrit bien dans ce canton. Il mange fréquemment de la viande, du porc surtout. De grandes pannes de lard (...) sont suspendues dans la chambre où se prennent les repas ; elles sont près de la cheminée et elles en reçoivent la fumée ; on coupe des tranches de ce lard, avec lequel on fait de la soupe; les andouilles de Fouesnant ont une réputation qui n'est pas usurpée. »

« Quant au pauvre laboureur, au journalier, sa nourriture est celle commune au peuple entier de ce département. Un pain de seigle non-épuré, mélangé de son et de farine, souvent même de détritus de pailles mêlés à un grain non vanné ; des bouillies d'avoine, du sarrasin, des crêpes et de la pomme de terre. Bien rarement le pauvre mange de la viande. (...) »

Jean-François Brousmiche regrette par ailleurs que « les mœurs ont considérablement dégénéré dans le canton de Fouesnant depuis l'entrée du vaisseau Le Vétéran à Concarneau », son nombreux équipage faisant de Fouesnant « le but de leurs excursions, et de graves atteintes furent portées par eux à la pureté des femmes, qui cédèrent à des séductions (...) ». Il décrit aussi « un nombre considérable de marins » dans le canton de Fouesnant. « Ces marins montent les bateaux de Concarneau dans la saison de pêche ; l'hiver, ils la font eux-mêmes sur la côte. Quimper est la ville où ils vont porter et vendre leur poisson. »

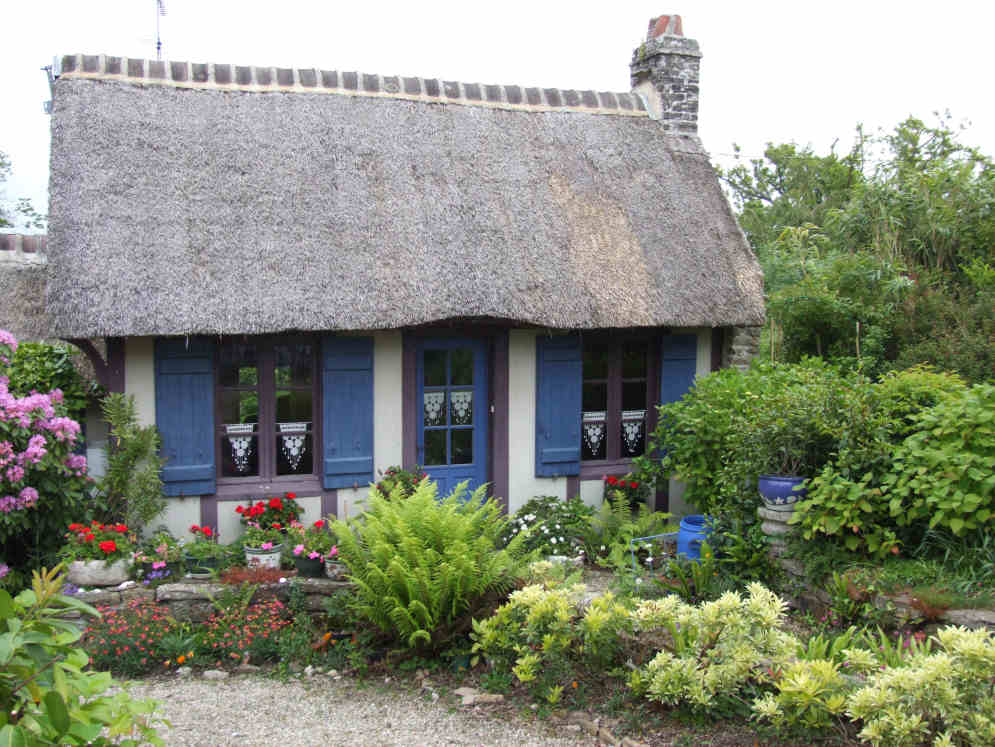
Une chaumière à Fouesnant.

En 1837, selon un tableau dressé par le maire de l'époque, Louis Jacques Nicou, les principales cultures sont le seigle (380 ha), l'avoine (340 ha), le sarrasin (325 ha), les pommes de terre (277 ha), le froment (275 ha), le chanvre (26 ha), l'orge (23 ha), etc. prairies naturelles occupent 75 ha, les bois 125 ha, les jachères 160 ha. Les bovins sont au nombre de 2 000 environ, dont 1 000 vaches, 400 bœufs et 600 veaux ; les ovins environ 400, les porcs 300, les chevaux 450.
Les cultivateurs de Fouesnant étaient nourris de la manière suivante : ils avaient de la viande (du lard) trois fois par semaine, le matin, au déjeuner, les lundis, mardis et jeudis ; à midi, on leur servait de la bouillie d'avoine (yod kerch) avec du lait ou du cidre comme boisson. Le vendredi de chaque semaine, la bouillie était remplacée par des galettes de blé noir ; et la dernière galette du repas était beurrée ; on était très regardant sur le beurre à cette époque, car on trouvait à le vendre sur le marché, et cela donnait quelque argent au ménage. (…) Aux repas du soir, aux soupers, on avait des pommes de terre en robe, des sardines pressées et du pain noir sec (du pain de seigle, « bara segal »). On donnait quelquefois aussi du sel pour manger les pommes de terre, encore s'en montrait-on assez avare. (…) Pendant le carême, on faisait maigre (…). C'est pour cela que le jour du Mardi gras on donnait du lard, à discrétion, à tous les gens de la ferme. À la Mi-Carême, dans certains ménages, il était d'usage de servir des « pastiou » aux repas.

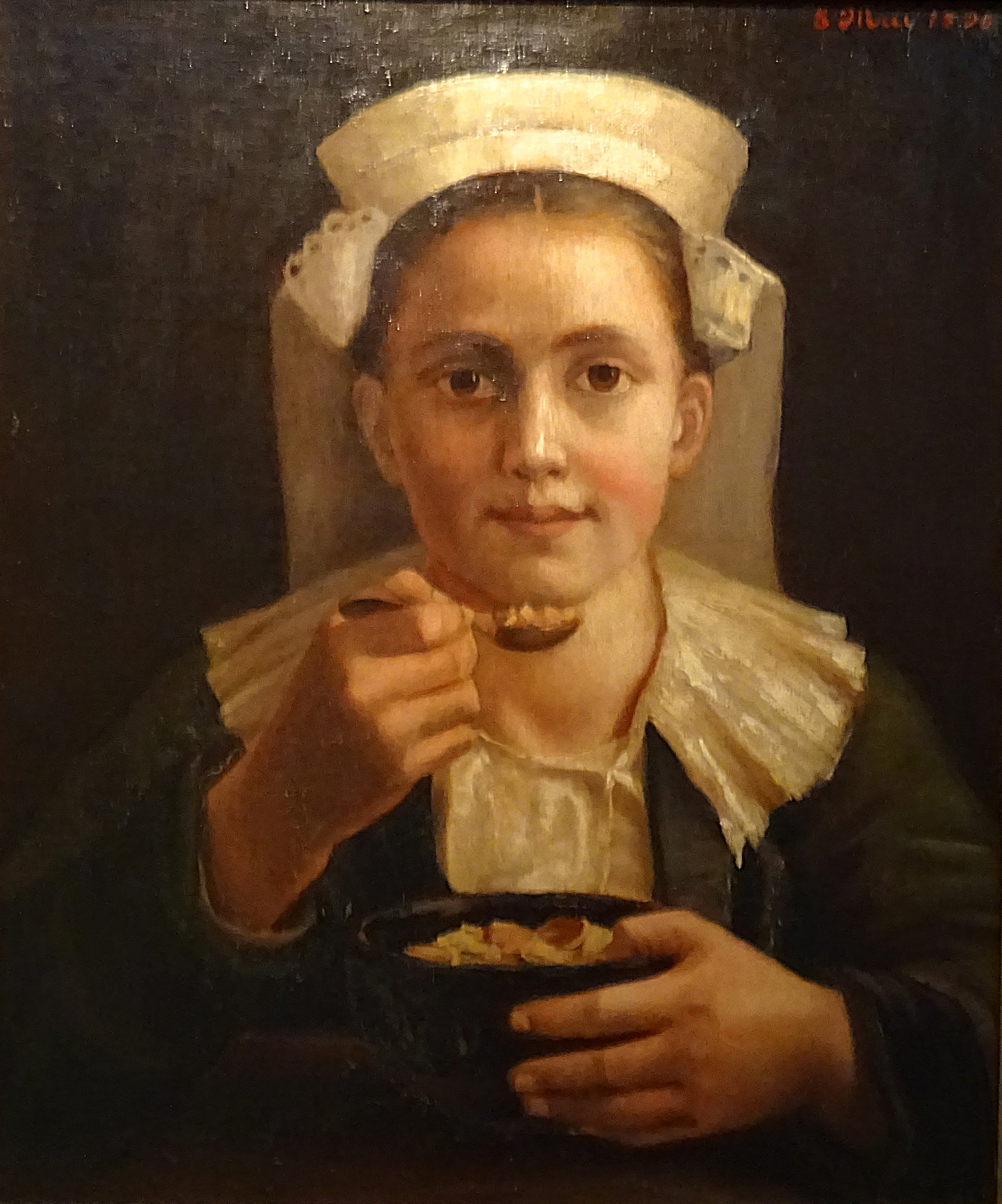
Mademoiselle Guillemot : Portrait d'une fouesnantaise (1896, collection particulière).

Une enquête agricole publiée en 1867 donne l'indication suivante : « Le littoral de Quimper à Fouesnant se livre à la grosse culture maraîchère, pommes de terre, carottes, oignons. (…) »
La sécheresse de 1893 provoqua l'organisation d'une procession partie de l'église paroissiale et allant jusqu'à la chapelle Sainte-Anne, à laquelle participèrent 3 000 fidèles. « Le lundi 19 juin 1893, à six heures du matin, la procession sortait de l'église paroissiale au chant des litanies. (...) Depuis quelque temps, la sécheresse faisait sentir ses cruelles atteintes. Les gazons rougis, le sol crevassé, les bestiaux mourants d'inanition montraient assez le besoin d'implorer la miséricorde divine ».
Gustave Geffroy, dans Le Tour du monde décrit ainsi Fouesnant vers 1904 : 

« Fouesnant, au nord-ouest de la baie de la Forest, est un bourg solide, où la vie afflue, le jour du marché, sur la place proche du cimetière et de l'église. On y voit des porcs grands comme des petits ânes. On y vend du beurre en quantité et des amas de pommes : le cidre de Fouesnant est réputé et il mérite de l'être. »

#### Les diaboliques de Fouesnant
Le 4 avril 1855 furent guillotinés publiquement à Quimper devant une foule considérable Charles Fleuter, 59 ans, homme brutal, débauché et s'adonnant à la boisson, père de sept enfants dont cinq issus d'un premier mariage, commanditaire du meurtre, et Marie-Jeanne Caradec, 42 ans, une mendiante qui tua pour quelques francs le 26 avril 1854, dans l'écurie de la ferme du Vouden en Fouesnant, Marie-Jeanne Fleuter, 23 ans, jeune épouse de Charles Fleuter. Marie-Jeanne Kerfosse, jeune domestique de cette même ferme, une des maîtresses de Charles Fleuter, complice de ce meurtre, fut acquittée par les jurés de la Cour d'assises du Finistère. L'affaire est connue sous le nom des « diaboliques de Fouesnant ».

#### L'endiguement des marais de Penfoulic
En 1865, Félix du Poulpiquet achète un lais de mer dans l'anse de Penfoulic et obtient en 1868 une concession d'endigage : une digue et des canaux sont construits entre 1870 et 1878, dans le but de mener une expérience d'élevage de poissons de mer, qui d'ailleurs échoua. La digue et les canaux, abandonnés, existent toujours.

#### Les naufrages
De nombreux naufrages sont survenus dans les parages des Glénan et au large de Mousterlin. Par ailleurs, le 16 avril 1894, le Saint-Joseph, chaloupe de pêche, coula dans la Baie de La Forêt, provoquant la noyade de trois pêcheurs fouesnantais : Joseph-Corentin Le Loc'h, patron-pêcheur ; Pierre Cariou, matelot ; Louis-Yves Carric, mousse.

#### L'approvisionnement en eau du bourg de Fouesnant

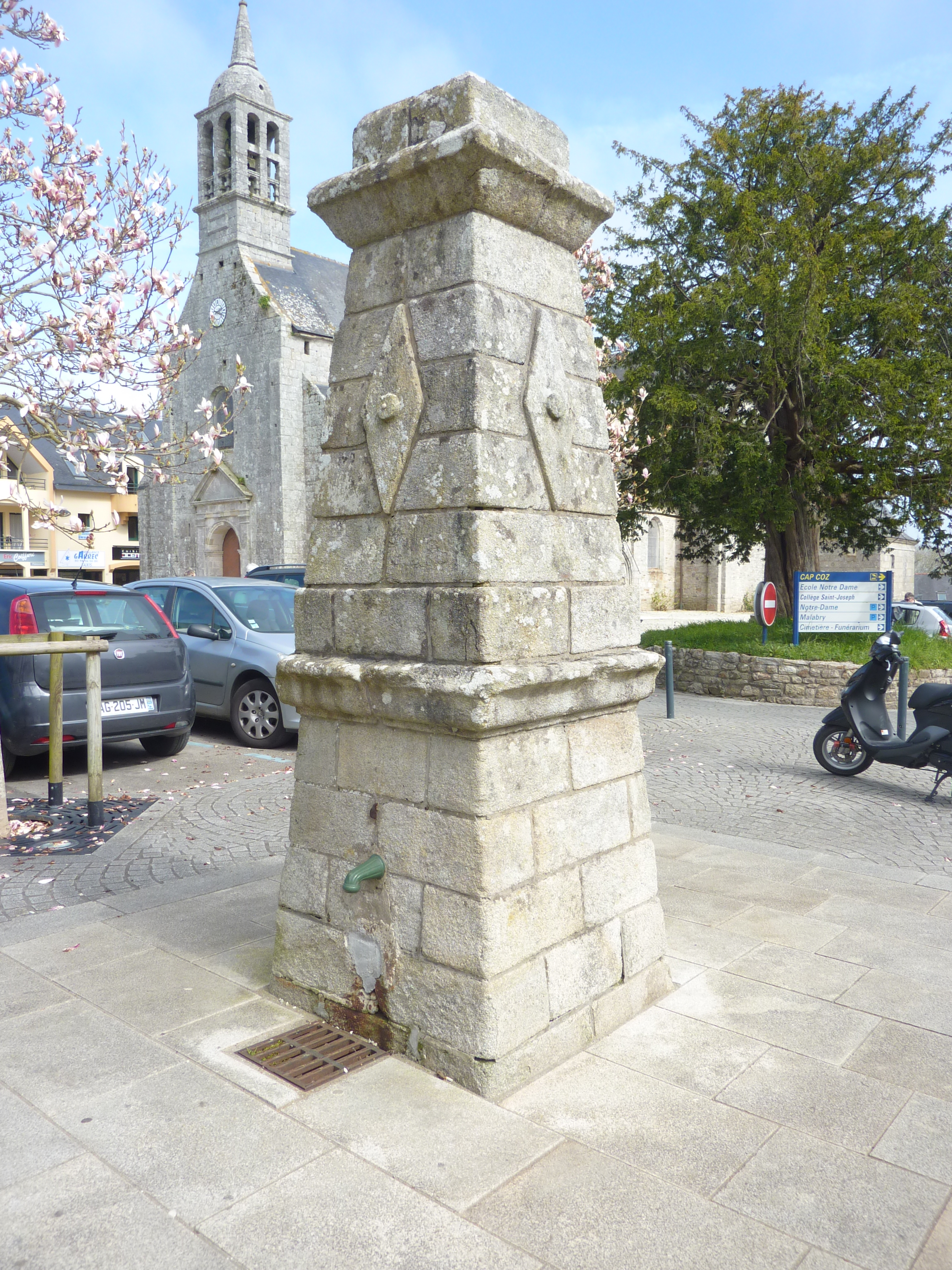
Fouesnant : la fontaine publique construite en 1883.

Henri Monod décrit, dans un livre publié en 1892, les conditions sanitaires de l'approvisionnement en eau du bourg de Fouesnant :

« Avant 1883, les habitants de ce bourg se servaient, pour leur alimentation, d'un puits et d'une fontaine, situés dans le bourg même. Le puits dit du Peuquer possède une eau de bonne qualité, mais on est obligé de la puiser avec un seau que l'on élève au moyen d'un treuil, ce qui est incommode. Aussi peu de personnes s'en servent-elles. La fontaine Saint-Pierre, située derrière l'église, qui fournit l'eau pour le lavoir public, servait autrefois à l'alimentation de tout le bourg ; mais on a reconnu que ses eaux étaient souillées. En effet, la provenance de ces eaux suffit à expliquer leur mauvaise qualité : elles ont leur source sous le cimetière qui entoure l'église. En outre, ladite fontaine se trouvant en contre-bas des habitations, ses eaux se mélangeaient aux eaux de pluie qui étaient souillées elles-mêmes par tous les immondices trouvés sur leur parcours. C'est pour porter remède à cette situation dangereuse que la commune de Fouesnant a fait construire, en 1883, une fontaine sur la place du bourg. Les eaux de cette fontaine proviennent d'une source qui se trouve à 3,50 m en contre-haut, à 200 m au sud du bourg. (...) Les eaux du réservoir sont amenées à la fontaine publique au moyen d'un tuyautage (...) en fonte (...). Les eaux de la source alimentant la fontaine publique ont été recueillies dans un réservoir (...) d'une profondeur de quatre mètres. La source est très abondante. Depuis longtemps, le robinet ne fonctionne plus, et l'eau coule jour et nuit. »

#### L'épidémie de choléra de 1885-1886, les conditions sanitaires et la mendicité
En 1849-1850, une épidémie de variole sévit à Fouesnant.
Le choléra frappe le hameau de Sainte-Anne en Fouesnant entre le 26 décembre 1885 et le 9 janvier 1886, frappant 12 personnes et faisant 3 morts parmi les 49 habitants du hameau, le reste de la commune étant épargné.

« Un maçon du hameau de Sainte-Anne travaillait au bourg de Gouesnach, à huit kilomètres de son domicile, qu'il regagnait tous les soirs. Le jour de Noël, étant à Gouesnach, il se sentit souffrant et voulut rentrer. En route, il fut pris d'une faiblesse extrême, obligé de s'arrêter. Un voiturier le trouva sur le chemin et le transporta chez lui. Il y mourait le lendemain. Onze jours après, le 6 janvier 1686, dans ce même hameau de Sainte-Anne, une femme mourait du choléra. Son mari était pris et mourait le 9 janvier. (...) Deux autres cas eurent lieu au même hameau de Sainte-Anne, tous deux suivis de guérison. »

« Les lits, aujourd'hui clos, sont des espèces de cages où l'air ne peut pas être renouvelé convenablement. On en rencontre encore à deux étages. Ce sont de vrais nids à microbes où se perpétuent les germes morbides. On commence à les abandonner, il est vrai, et l'on en fait presque plus. (...) Le canton de Fouesnant qui, il y a dix ans à peine, n'avait point de médecin, en a aujourd'hui (en 1908) deux, et un pharmacien, qui résident tous trois au chef-lieu de canton ». Le canton de Fouesnant fut en effet dépourvu de médecin et de pharmacien jusqu'en novembre 1871, date à laquelle un service de consultations médicales fut mis en place deux jours par semaine. En 1876, pour la première fois semble-t-il, une sage-femme vint s'installer à Fouesnant.
En 1893, le choléra fit encore 2 morts à Fouesnant.
Le 3 décembre 1900, un bureau de bienfaisance est créé à Fouesnant, grâce à un don de 1 000 francs d'Arthur et Alfred Buzaré et la mendicité, jusque-là importante, désormais interdite dans la commune. Les mendiants étaient auparavant nombreux, beaucoup venant à la belle saison quand les touristes sont là. Ceux de la commune « il faut voir les pauvres, à Fouesnant, le premier vendredi de chaque mois qui est leur jour de quête. Ils visitent généralement les mêmes ménages, « en chœur », récitent leurs prières à la pore de la maison, chapeau bas, attendant patiemment l'aumône à laquelle ils sont habitués. (...) Les plus malins (...), ceux qui passent pour être sorciers, sont craints des villageois qui ont peur qu'ils ne leur jettent « un sort » (...). L'on charge quelque pauvresse, si l'enfant a mal au ventre par exemple, d'aller laver la chemise du jeune éphèbe dans une fontaine attenant à une chapelle (...) ; elle remplit un flacon qu'elle apporte au malade qui devra en boire pour son prompt rétablissement ».
Maurice Montégut a aussi décrit la mendicité à Fouesnant lors d'un pardon en 1894 :

« Nous tombâmes à Fouesnant un jour de procession carillonnée. Et là encore, la haie des mendigots, les chevaux pris aux brides, une foule hurlante réclamant des aumônes au nom de la charité, une main tendue, l'autre serrant une pierre ou un bâton. Mais, dans la gloire du soleil, autour de la chapelle, sous des arbres tricentenaires, se déroulait le cortège, psalmodiant sa prière : couleur et mélodie impressionnaient nos âmes, pourtant archipaïennes et révoltées, soulevées de dégoût par les plaies exposées et la sauvagerie de ces grouillants morceaux d'hommes. »

Une épidémie de rage sévit à la fin du XIXe siècle et au début du XXe siècle : un arrêté du maire en date du 15 mars 1895 prescrit d'abattre les chiens mordus par un chien atteint d'« hydrophobie furieuse », un autre arrêté en date du 14 février 1904 interdit la circulation des chiens non muselés ou non tenus en laisse à cause de cas de rage.

#### La scission de la commune de La Forêt
En 1831, l'enclave de Ménez Raden (20 ha, 5 habitants), qui faisait partie de la commune de Fouesnant, est réunie à la commune de Saint-Évarzec. Fouesnant cède par la loi du 24 juillet 1873 une partie de son territoire, qui devient la commune de La Forêt, désormais La Forêt-Fouesnant.

#### Les fêtes
Fest-an-Arbel, la « Fête de l'armoire » avait toujours lieu la veille du mariage religieux. Les proches parents étaient conviés à cette fête. L'armoire, provenant généralement de la maison de celui des fiancés qui allait quitter sa maison natale, ornée de rubans voyants et surmontée d'un gros bouquet de fleurs, était lentement  hissée sur une charrette qui, tirée par un cheval enrubanné, accompagnée de joueurs de binious, se dirigeait, suivie par les invités et parents présents, vers la demeure où logeraient les futurs époux, où ils étaient attendus par la famille et les amis de l'autre conjoint et où se tenait un souper bruyant, fait de crêpes beurrées et de gâteaux, accompagné de forces libations, de coups de pistolets, de luttes bretonnes et d'un semblant de lutte pour faire entrer l'armoire dans le futur domicile conjugal entre les membres des familles de chacun des deux  fiancés, la tradition disant que le conjoint apportant le meuble « portera la culotte » dans le futur ménage !
Autrefois, quand les chemins étaient peu praticables et les chars à bancs peu connus, les cavaliers prenaient leurs cavalières en croupe (« ar droncel »), les femmes devant relever leurs jupes (« a dronce o dillad ») avant de se mettre en route et se servant d'un « montoir » (un marche-pied) pour s'asseoir sur le cheval.

#### L'enseignement auXIXesiècle
En 1824, 19 élèves seulement sont scolarisés dans l'école de Fouesnant. En 1834, l'école n'est fréquentée régulièrement que par six ou sept enfants du bourg, alors que le nombre des garçons et filles en âge d'être scolarisés est respectivement de 160 et 170. En 1836, le préfet du Finistère écrit : « L'utilité d'une école à Fouesnant n'est pas une priorité. Le dernier instituteur, Monsieur Lescoat ayant été dans la nécessité de s'en aller ou de se résigner à mourir de faim. (...) L'école n'a ni table ni banc. Les élèves possèdent une planchette qu'ils posent sur leurs genoux ».
À part quelques familles aisées dont les enfants suivaient des cours dans des écoles congréganistes, principalement au Likès de Quimper, la population du pays fouesnantais était plongée dans la plus grande ignorance. Le 5 février 1832, une délibération du conseil municipal évoque l'intention d'ouvrir une école, qui ouvre, avec une vingtaine d'inscrits, dans un local « composé seulement d'un rez-de-chaussée sans être planchéié, avec grenier au-dessus, n'a que deux ouvertures au nord, une porte vitrée et une petite fenêtre, ce qui le prive de lumière et de chaleur », appartenant au maire de l'époque, Parker. Une autre délibération du même conseil municipal en date du 1er septembre 1833 indique que 12 élèves fréquentent l'école « malgré (sic) que le conseil par sa délibération du 5 février 1832 avait désigné pour y entrer sans payer 80 enfants indigents ». En 1834, seulement 6 ou 7 enfants fréquentent l'école ! Dans une délibération du 6 février 1836, certains conseillers municipaux disent qu' « il vaudrait mieux que la commune emploie ses faibles ressources aux réparations urgentes de ses chemins vicinaux ». Le principe de la construction d'une maison d'école est enfin décidé lors d'une délibération du 27 septembre 1840, mais dans sa délibération du 11 mai 1843, le conseil municipal n'accorde qu'une subvention de 2 500 francs pour la construction d'une nouvelle école de garçons, « considérant que le nombre des élèves (...) n'a jamais dépassé le chiffre de 15 à 20 (...) » et que « le mauvais état de ses chemins vicinaux nécessite de grands sacrifices ». La construction de cette école, dénommée par la suite l'« École des Frères » car c'était une école congréganiste tenue par les Frères de Ploërmel, est finalement décidée le 10 avril 1846, le bâtiment abritant aussi un prétoire de justice de paix. En 1851, sœur Marie-Dominique (Jeanne-Marie-Caroline-Léocadie de Poulpiquet), de la Congrégation des Filles du Saint-Esprit, ouvre une école primaire de filles ainsi qu'un pensionnat.
Par contre une école existait déjà au Haut-Fouesnant (La Forêt-Fouesnant), qui comptait 42 élèves en 1832, les habitants de ce lieu-dit, plus proche de Concarneau « sentent et reconnaissent le besoin de donner de l'éducation à leurs enfants ».
En 1856, selon un rapport de l'inspecteur des écoles primaires, parmi les enfants âgés de 7 à 13 ans, 176 garçons et 28 filles fréquentent les écoles de la commune ; 184 garçons et 217 filles ne reçoivent aucune instruction. Lors du recensement de 1866, à Fouesnant, 3 205 personnes ne savent ni lire ni écrire, 141 personnes savent seulement lire et 96 habitants savent lire et écrire.
L'école privée Saint-Joseph ouvre en 1872. Le 24 septembre 1872, le conseil municipal, présidé alors par Corentin Merrien, souhaite l'agrandissement de l'école « pour mettre en mesure l'école de recevoir des pensionnaires » et demande une subvention au préfet, « vu les sacrifices que la commune s'impose pour favoriser la création d'un pensionnat qui lui parait le seul moyen de donner à la campagne un grand développement à l'école ». Le 15 décembre 1883, l'inspecteur d'académie signale qu'il n'y a pas d'école publique de filles à Fouesnant et que l'école publique des garçons, installée dans un bâtiment où se trouvent déjà la mairie et la justice de paix, est « incommode, humide, insuffisante et (....) ne dispose pas de cour ». La construction d'une nouvelle école, laïque et mixte, est décidée (pour 56 élèves par classe!) le 18 juin 1882 et les travaux s'achèvent en décembre 1886), en précisant la nécessité de créer une école de hameau à Lestrizivit (à 4 km du bourg, en direction de Mousterlin). L'école Saint-Joseph devient laïque en 1881, mais redevient privée en 1889. Le 11 avril 1886 est décidée la construction d'un internat (des dortoirs au-dessus des classes), « dans le but d'empêcher le mouvement vers les écoles congréganistes de Quimper » (35 garçons de la commune y étaient alors scolarisés), car « ne pas le faire serait donner au parti conservateur l'occasion de se livrer à ses invectives contre le parti républicain. (...) Monsieur le Préfet, le paysan de Fouesnant tient beaucoup à ce que ses enfants fassent 3 à 4 ans d'internat, afin de bien apprendre le français ». Ne pas le faire serait favoriser le parti conservateur qui « s'en réjouit déjà [car] (...) les sœurs ayant un établissement d'internes enlèveront à l'instruction laïque ses élèves ». Le 15 décembre 1883, l'inspecteur d'académie signale qu'il n'y a pas d'école publique de filles à Fouesnant et que l'école publique des garçons, installée dans un bâtiment où se trouvent déjà la mairie et la justice de paix, est « incommode, humide, insuffisante et (....) ne dispose pas de cour ».
En 1902 encore, malgré les lois Jules Ferry de 1881 sur la gratuité et l'obligation de l'enseignement, et la création d'écoles de hameau, 43,3 % des enfants ne fréquentaient l'école qu'irrégulièrement, les raisons alléguées par les parents tant l'éloignement de l'école, le mauvais état des chemins, le mauvais temps, l'indigence (manque de vêtements, de nourriture, etc.) , les travaux de la ferme, la maladie, l'ignorance de la langue française et le trop peu de prix attaché à l'instruction, selon l'instituteur  Jean Kernéis. En 1903, les deux classes de l'école privée Saint-Joseph, laïcisée cette année-là, totalisent 130 élèves, dont 31 internes.
Une mission paroissiale s'est déroulée à Fouesnant du 15 au 28 juin 1890 selon une inscription apposée sur le calvaire situé près de l'église paroissiale.

### LeXXesiècle

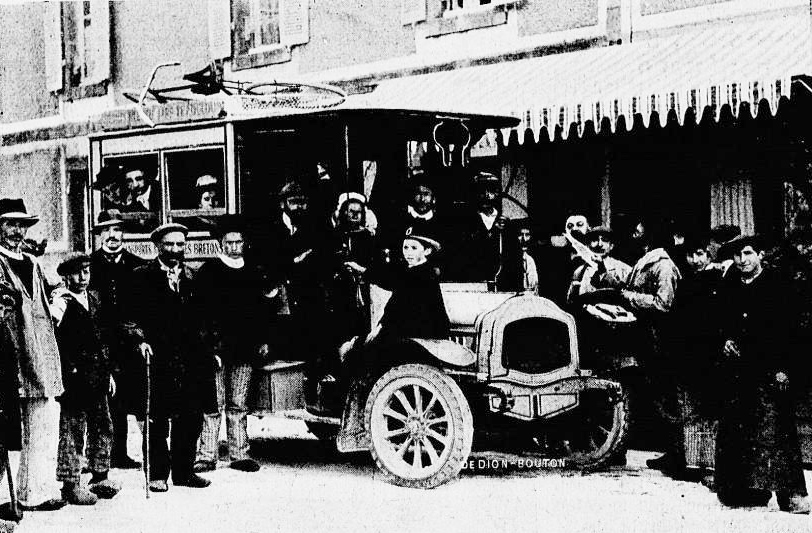
L'autobus de Dion-Bouton faisant le service entre Quimper, Bénodet, Fouesnant et Beg Meil vers 1910.

Louis Hémon, qui fut député puis sénateur, fut aussi conseiller général du canton de Fouesnant entre 1892 et 1912, et conseiller municipal de Fouesnant.

#### Les querelles liées à la laïcité
En réponse à une enquête épiscopale organisée en 1902 par Mgr Dubillard, évêque de Quimper et de Léon en raison de la politique alors menée par le gouvernement d'Émile Combes contre l'utilisation du breton par les membres du clergé, le recteur de Fouesnant écrit que « la presque totalité des paroissiens ne connaissant que le breton, ou le comprenant bien », l'on prêche en breton.
En vertu de la loi du 1er juillet 1901, les écoles congréganistes de Fouesnant, tenues par les frères de Ploërmel (garçons) et les Filles du Saint-Esprit (filles) sont fermées par un décret signé en août 1902. En août 1902, l'expulsion des Sœurs des Filles du Saint-Esprit qui dirigeaient l'école privée sise au bourg, et le 2 mars 1906, les inventaires des biens du clergé et des fabriques, tant à l'église paroissiale qu'à la chapelle de Kerbader, ainsi que le lendemain à la chapelle Sainte-Anne, donnèrent lieu à des faits de résistance de la part des fidèles, les entrées de ces divers édifices ayant été barricadées et il fallut le concours de la force publique pour pouvoir y pénétrer. Le 24 août 1902, le « Bulletin des congrégations » écrit :

« Toute la population était présente au crochetage de l'école des sœurs. 25 gendarmes à cheval, 4 gendarmes à pied, 2 commissaires et un crocheteur trouvent le mur extérieur garni de plus de 300 femmes et d'une centaine d'hommes déterminés à une énergique résistance. Après les sommations restées sans réponse, une première charge de cavalerie est sans résultat ; les chevaux reculent pour prendre plus d'élan. Alors les hommes prennent les chevaux par la bride, font reculer en les frappant aux naseaux. La troupe doit faire de longs efforts pour déblayer la porte, où le crocheteur commence sa triste besogne. M. Poulpiquet, par-dessus le mur, fait aux commissaires la lecture de l'article 184 du Code pénal, applicable aux violateurs de domicile. Le crocheteur met plusieurs heures à accomplir son travail. (...) Il reçoit des seaux d'eau, de cidre, de la boue (...), une dame lui jette à la figure le contenu d'un encrier. (...) Enfin une brèche est faite : dans la cour, les deux commissaires se sont trouvés en face de 200 femmes garnissant le mur de la maison pour barrer de nouveau la route aux exécuteurs. (...) Enfin, après trois heures de résistance, les sœurs sont expulsées et conduites triomphalement à l'église. »

Pour pallier cette fermeture, Joseph de Poulpiquet de Brescanvel et son épouse, Christiane de la Jonchère déclarent le 14 septembre 1902 l'ouverture d'une école libre et d'un pensionnat privé, avec l'annexe d'une classe enfantine, au bourg de Fouesnant.
Le journal La Croix du 9 juin 1903 écrit : 

« Des commissaires de police, envoyés par le gouvernement, viennent de se rendre dans ceux des établissements enseignants du Finistère dirigés par les anciens Frères de Ploërmel, qui devaient se fermer le 31 mai dernier, pour voir si la fermeture avait eu lieu réellement. (...) À Fouesnant (...), les commissaires ont trouvé les Frères revêtus d'habits laïques, continuant à faire l'école, se déclarant sécularisés et libres, par conséquent, d'enseigner. »

En vertu de la loi de séparation des Églises et de l'État, en octobre 1907, les prêtres du presbytère de Fouesnant sont expulsés, le même jour que ceux de La Forest et de Bénodet, « Soixante gendarmes à cheval assuraient l'ordre ».

#### Description de Fouesnant en 1902

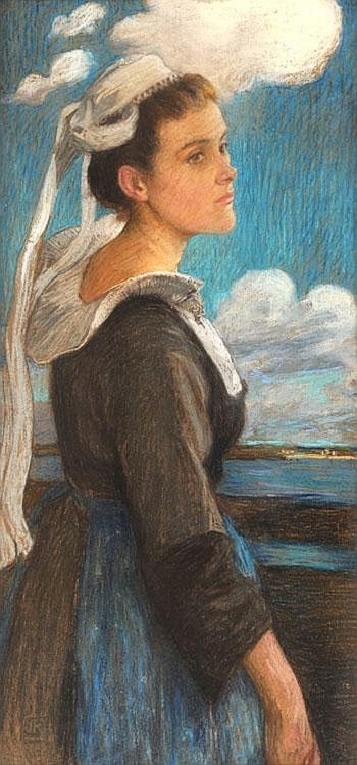
Jeune Fouesnantaise (John Recknagel, 1908, pastel).

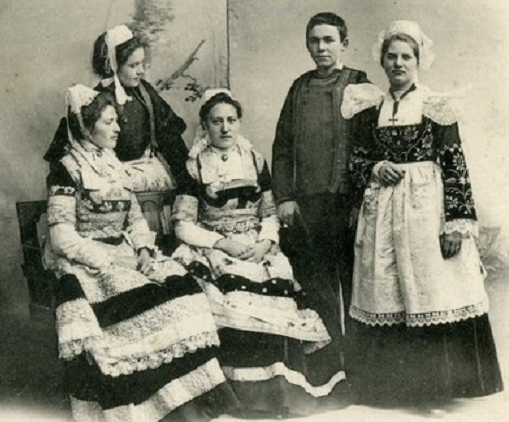
Mariés de Fouesnant au début du XXe siècle.

André Suarès décrit ainsi Fouesnant en 1902 dans Le livre de l'Émeraude :

« Dans la saison des fraises (...), la verte baie de La Forêt s'ouvre, en Fouesnant, comme un lac. Les bois sont semés dans tout le pays, depuis la rivière de Quimper jusqu'à l'Isole et à l'Ellé, ces eaux aux noms si doux. Au bon vieux temps, il est à croire qu'ils n'ont fait qu'une seule forêt ; la roche est encore vêtue de branches au bord même de la vague. Cette Bretagne champêtre respire le tendre calme de la feuille mariée au flot. Elle est pastorale comme dans les tableaux de Constable. »

Parlant des Fouesnantaises, le même auteur les décrit ainsi :

« La plupart de ces Bretonnes ont une grâce monacale ; le parfum de leur charme est ancien. Les coiffes paysannes ne sont que les hennins portés jadis par les grandes dames ; et la jeune fille de Fouesnant rappelle à la fois les Bernoises de Holbein et Flora la Romaine qui tant fut belle et qui est morte. »

#### Vie agricole et habitat rural au début duXXesiècle
Lors du recensement du 4 mars 1906, pour une superficie totale de 3 268 ha, les terres labourables recouvraient 2 185 ha (66,9 %), dont 310 ha de blé, 179 ha de seigle, 52 ha d'orge, 303 ha de sarrasin, 636 ha d'avoine, 157 ha de pommes de terre, 117 ha de racines fourragères, 213 ha de trèfle et 114 ha en prés naturels ; les herbages, pâturages et pacages 747 ha (21,8 %) et les divers 336 ha (10,3 %) ; la commune possédait alors environ 600 chevaux, 2 800 bovins, 2 500 porcs et 200 moutons ainsi que des parcs à huîtres au Cap Coz et à moules à Penfoulic. Quelques pêcheurs au casier et au filet (homards, crevettes). La commune produisait aussi alors un peu de chanvre et du miel et le cidre du pays était renommé. Des marchés « au beurre et aux œufs » (mais vendant aussi des volailles et en saison du gibier) se tenaient le mercredi et le vendredi, ainsi qu'un marché au poisson chaque dimanche matin… quand il y en avait.
On recensait en 1906 à Fouesnant 313 exploitations agricoles en faire-valoir direct, dont 250 « labourées par le propriétaire à l'aide de ses bras et ceux des membres de sa famille », et 63 plus importantes, cultivées à l'aide de chevaux, d'instruments aratoires divers et le concours d'ouvriers agricoles. En plus, une centaine de paysans exploitaient des fermes, dont une trentaine de domaniers.
« A part quelques pêcheuses de palourdes et de crevettes, et aussi quelques marins-pêcheurs des environs de Kerbader, Beg-Meil, le Cap-Coz et Mousterlin, tout le monde vit du produit des champs, ou mieux du fruit des vergers. Dans la partie privilégiée de ce canton bordant la mer, quand la pomme va, tout va, car Fouesnant est un don de Pomone. (…) Le cidre de Fouesnant (…) se vend près du double de celui d'ailleurs ».
Frédéric Le Guyader a célébré le cidre de Fouesnant dans « La chanson du cidre » : 
Homme heureux, saluez et buvez, maintenant

O buveur, vous buvez du cidre de Fouesnant !
« Le logement du cultivateur fouesnantais est bien simple. (…) Des penty qui nous rappellent à s'y méprendre (…) ces maisons gauloises où fut reçu Posidonius, construites en terre et bois, maintenues par des poteaux, revêtues de claies et couvertes d'une toiture (…) en chaume ou en paille, pétrie dans l'argile. Ces maisons, des plus primitives, sont aérées par une porte basse et une lucarne étroite et se composent généralement d'une pièce unique (…), parfois divisée en deux parties par une modeste cloison en genêt ou par un mur de refend en torchis, l'un des bouts du bâtiment servant de logement à la vache ou au porc que possède la famille. Quelques-uns sont couverts d'ardoise, mais le plus souvent ils sont abrités par des toits de chaume. Les paysans plus aisés vivent dans des maisons plus confortables, mieux exposées, mieux éclairées et couvertes en ardoise. Dans ces maisons on trouve un mobilier dénotant déjà une certaine aisance, en particulier des lits-clos bien cirés. De nombreux anciens manoirs existent encore comme Coat-Clévarec (propriété au XVIe siècle de l'écuyer Sébastien de Landanet), Le Quinquis (dit plus souvent du Plessix), le Mur, le Henvez, Kervransel, Coat-Conan, Poulfan, Penfoulic, Bréhoulou, Lespont (qui n'est plus qu'une ruine, mais appartenait en 1671 à M. de Kerret, seigneur de Coatlus), Kergaradec, etc. De nombreuses maisons bourgeoises ont été construites, particulièrement en bord de mer, parfois en reprenant d'anciennes maisons paysannes : par exemple le professeur Guyon, membre de l'Institut, possède la propriété de Bot-Conan (Sceptre du chefen breton) où un château de style Louis XIII a remplacé la petite chaumière qu'habitaient les anciens propriétaires ».

#### La modeGiz Fouen
La giz fouen est une mode vestimentaire qui s'étend de l'Odet jusqu'au Faouët et jusqu'à Quimperlé : la mode propre au pays Fouesnantais en est l'une des neuf variantes. Cette mode vestimentaire du pays fouesnantais au début du XXe siècle est décrite sur un site Internet.
Gustave Geffroy décrit ainsi le costume des femmes de Fouesnant vers 1904 :

« Les femmes de Fouesnant (..) sont des "belles", c'est-à-dire des femmes d'air avenant, de taille élevée et bien droite, et magnifiquement parées quand la circonstance l'exige. Leur costume alors, de lignes simples, une jupe, un tablier à brides, un corsage, est surchargé de broderies sur la gorge et aux manches, broderies d'or, d'argent, de soies de couleur, du plus harmonieux effet. Il y a de ces costumes qui sont des chefs-d'œuvre de l'ancien temps, et la femme qui en porte semble une statue sainte, raidie et étincelante, sortie pour la procession. Aussi marche-t-elle à pas comptés, consciente de son importance. Sa coiffe, retenue par une bride, avance sur le front ; les ailes retombent de chaque côté du visage. »

Jean Kernéis décrit ainsi le costume fouesnantais en 1908 : « Pour les hommes, le costume comprend une culotte à pans que serre une jolie ceinture de couleur. Cette culotte, jadis en grosse toile, est actuellement en drap ou en coton (…). Le gilet, aussi en drap, est recouvert d'une veste appelée « corf-chupen », lequel « corf-chupen » est lui-même abrité par un « chupen » piqué inusable. (…) Le costume des femmes (…) est en drap ou en mérinos noir. Et ces tissus, tout passementés de larges velours, quelquefois brodés, font mieux ressortir les fines figures des paysannes qui les portent (…), dont le visage est gracieusement encadré par une coiffe en fine dentelle et un grand col tuyauté ».

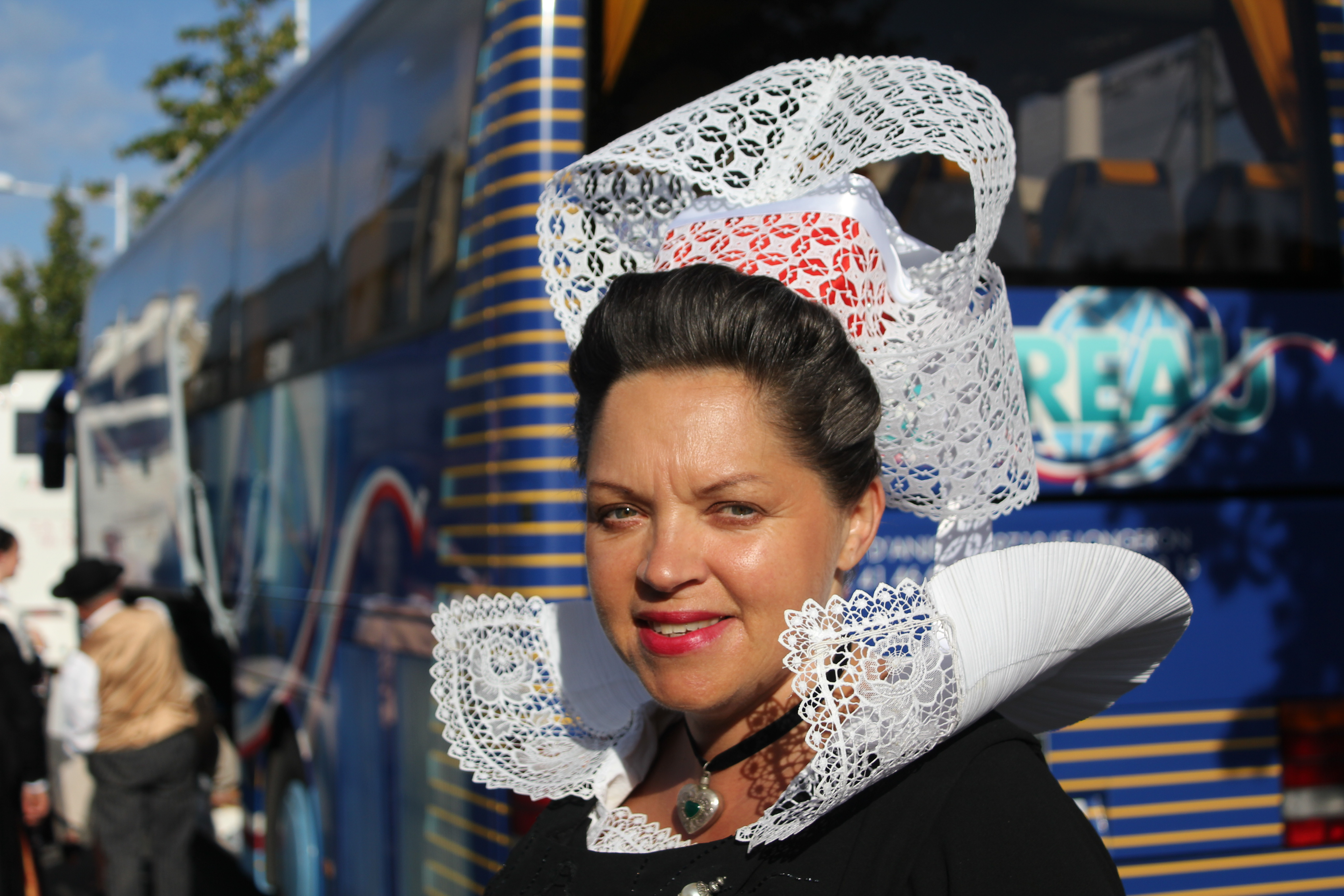
Coiffe de Fouesnant, Finistère (face).
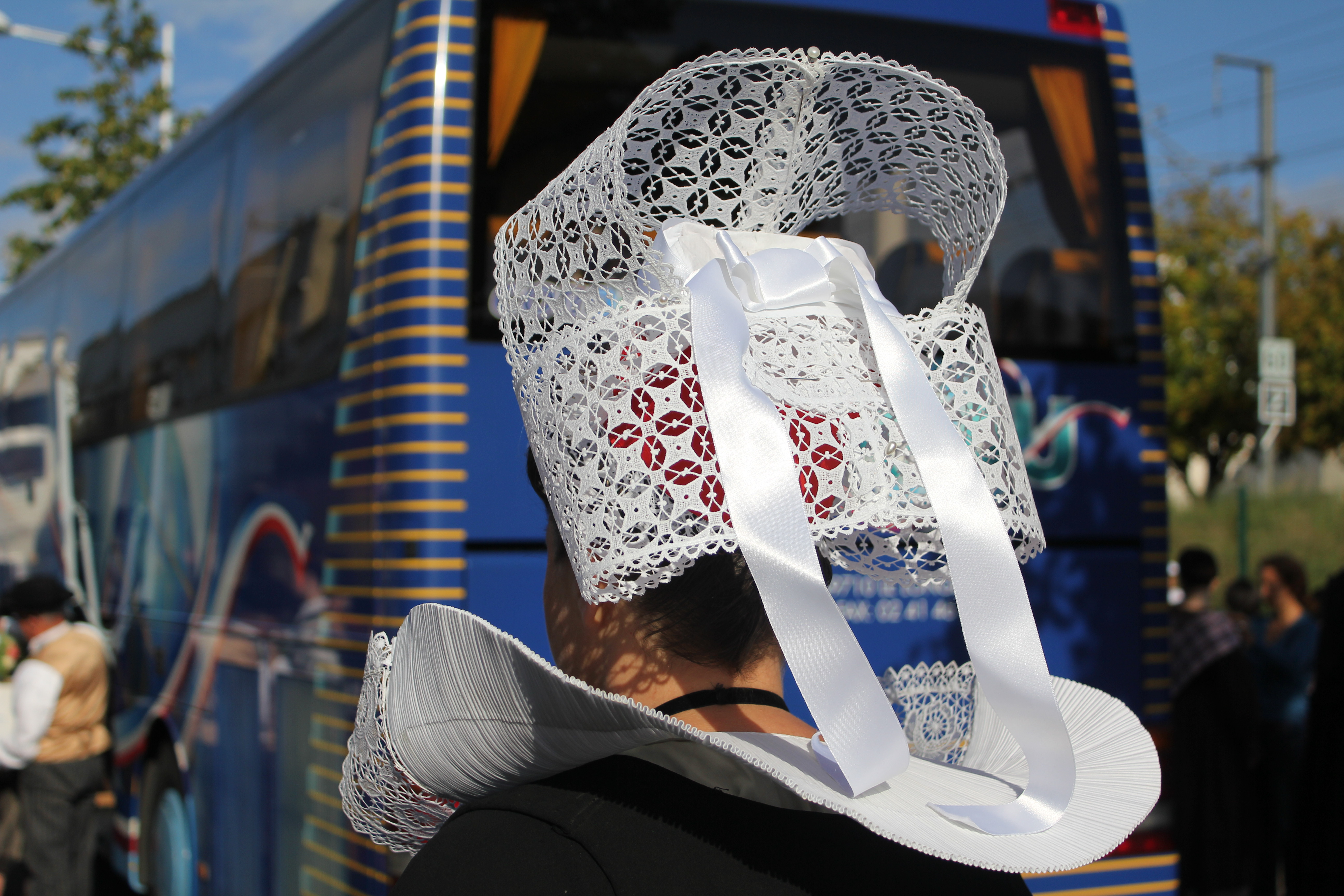
Coiffe de Fouesnant, Finistère (dos).
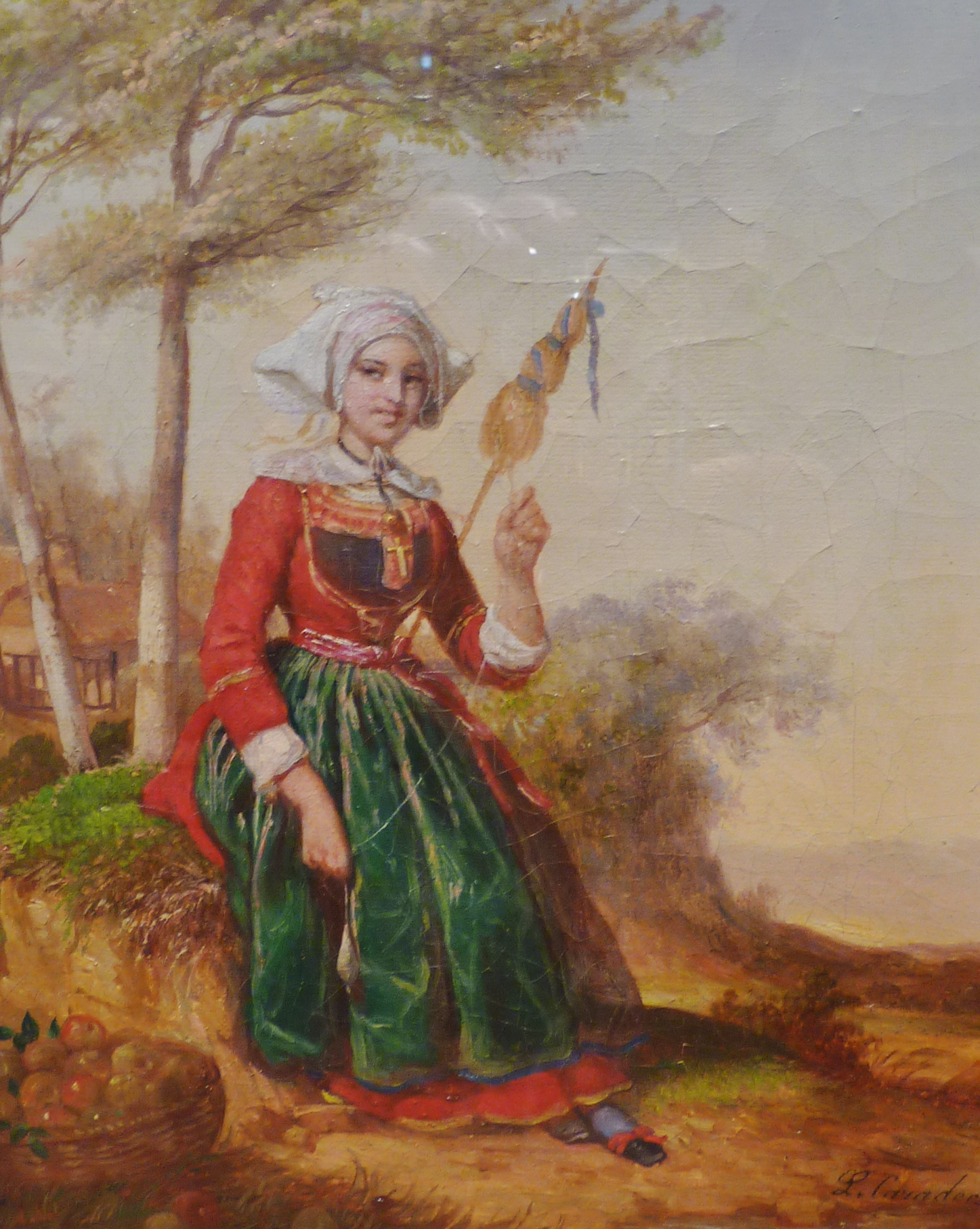
Louis Caradec : Fileuse de Rosporden - Fouesnant (musée départemental breton, Quimper.
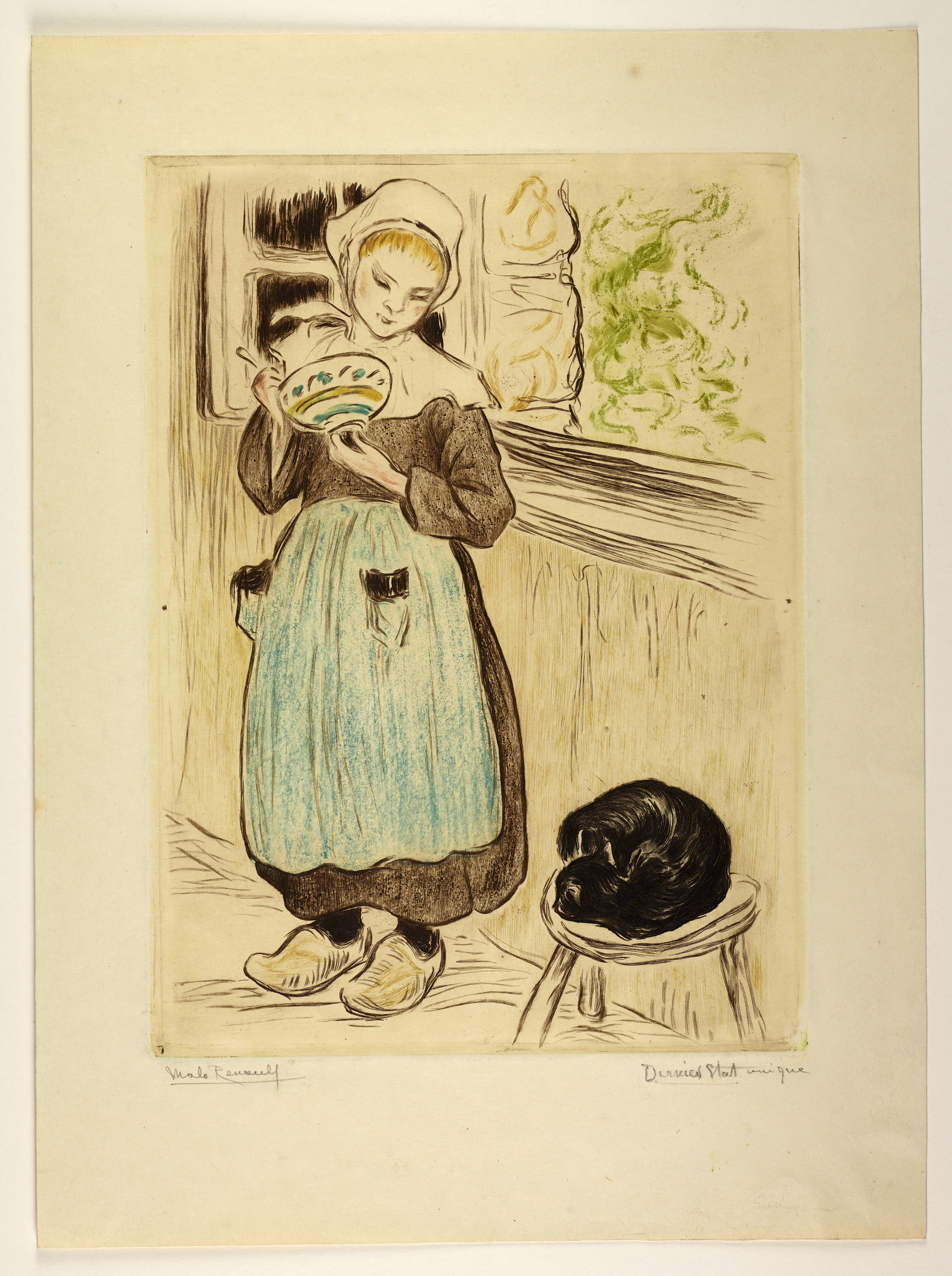
Jeune femme en habit de Fouesnant, eau-forte, musée de Bretagne

#### Les transports au début duXXesiècle
« De Quimper à Fouesnant on se rend en voiture. Deux voitures font le service entre ces deux localités. Elles quittent : Fouesnant le matin, à sept heures ; Quimper le soir, à trois heures. Durée du trajet : deux heures environ. Prix : 1 fr 50 aller et retour.
Un arrêté du maire en date du 28 mars 1901, « considérant que le dépôt de matériaux divers sur la voie publique dans la traversée du bourg et le stationnement parfois prolongé de voitures non attelées gênent la circulation et peuvent occasionner des accidents, (...) interdit le stationnement de voitures non attelées sur les places publiques et les rues » ; un autre arrêté en date du 25 août 1904 interdit la traversée du bourg par les véhicules automobiles à une vitesse dépassant dix kilomètres à l'heure en raison du peu de largeur de la rue principale.

#### Les débuts du tourisme

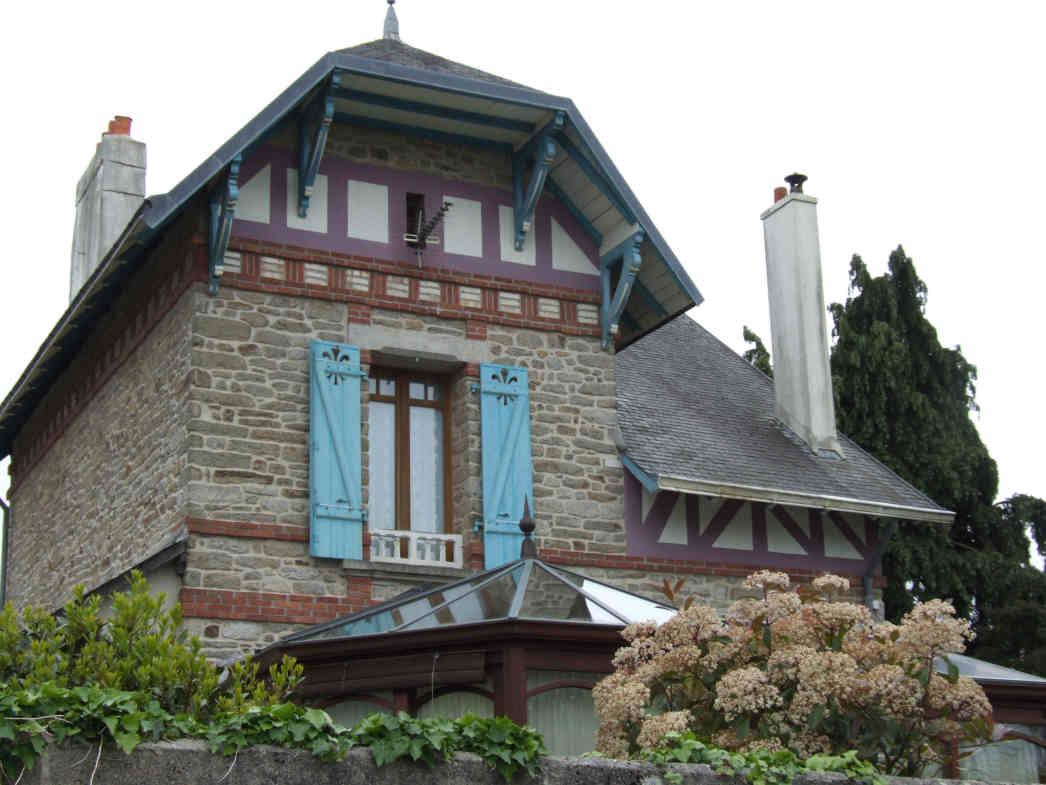
Villa du début du XXe siècle dans le bourg de Fouesnant.

La situation littorale de la commune explique que dès les dernières décennies du XIXe siècle,ainsi que pendant la Belle Époque, un tourisme de villégiature se développe, particulièrement à Beg Meil et au Cap Coz. Des villas cossues se construisent, par exemple la villa Ker Breiz Izel d'Auguste Welsch en 1913 ou le château de Bot-Conan construit en 1899 par l'architecte Paul Lagrave pour le docteur Guyon.

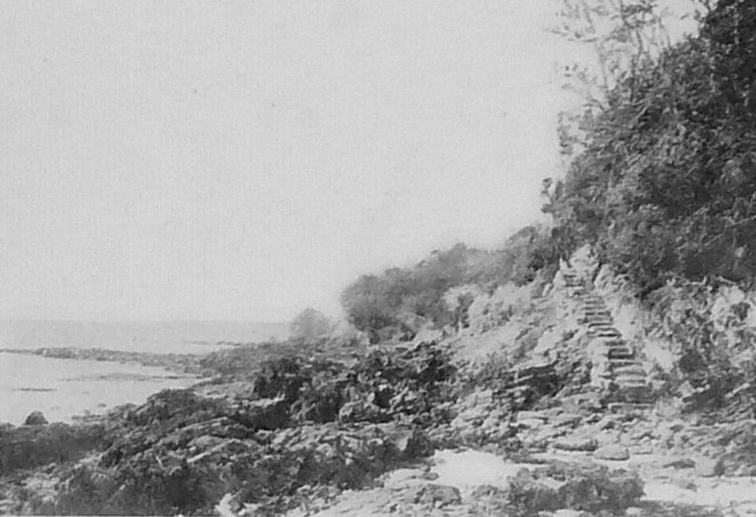
La côte entre le Cap Coz et Beg Meil près du château de Bot-Conan au début du XXe siècle.
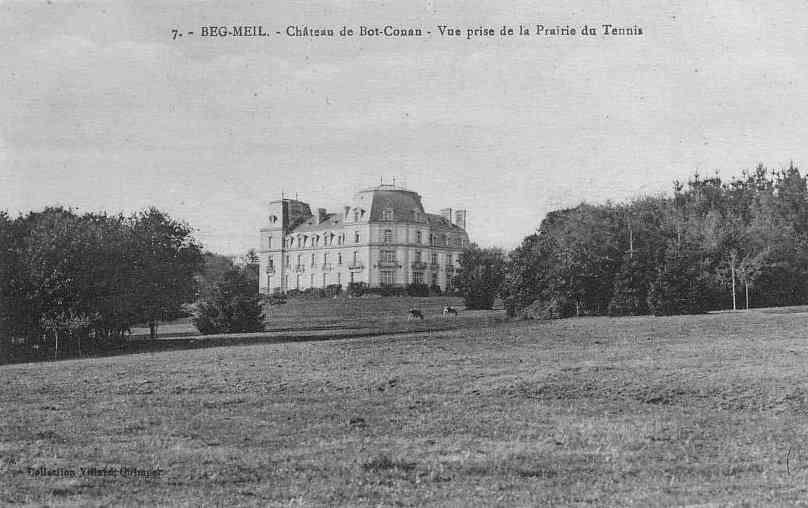
Le château de Bot-Conan (probablement vers 1920, carte postale Villard).
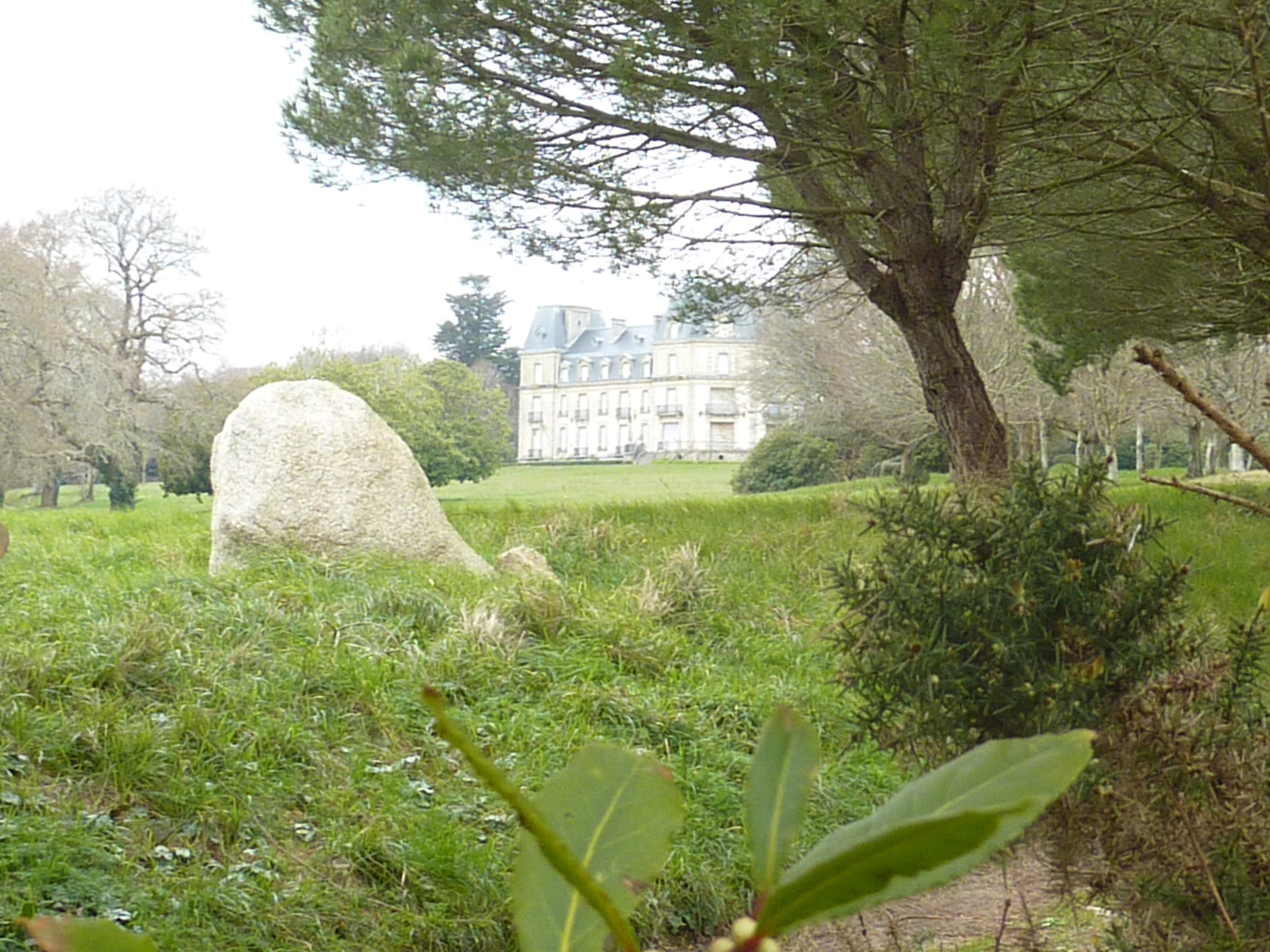
Le château de Bot-Conan (entre le Cap Coz et Beg Meil).

La "Fête des pommiers" est créée en 1912 ; les premières années ce fut principalement une célébration religieuse. Au fil du temps, des danses bretonnes, des costumes bretons, des jeux Bretons et la célébration du cidre s'y sont ajoutés. Le choix d'une reine et de demoiselles d'honneur fut remplacée en 1924 par celle de "Fleurs de pommiers", des jeunes filles portant le costume traditionnel, qui représentent la commune dans de nombreuses manifestations au fil de l'année, en particulier lors de la saison estivale. Le cercle de danses "Ar Pintigen Foën" et le bagad "Bagad Bro Foën" participent chaque année à la fête.

#### Description du Pardon de Sainte-Anne au début duXXesiècle

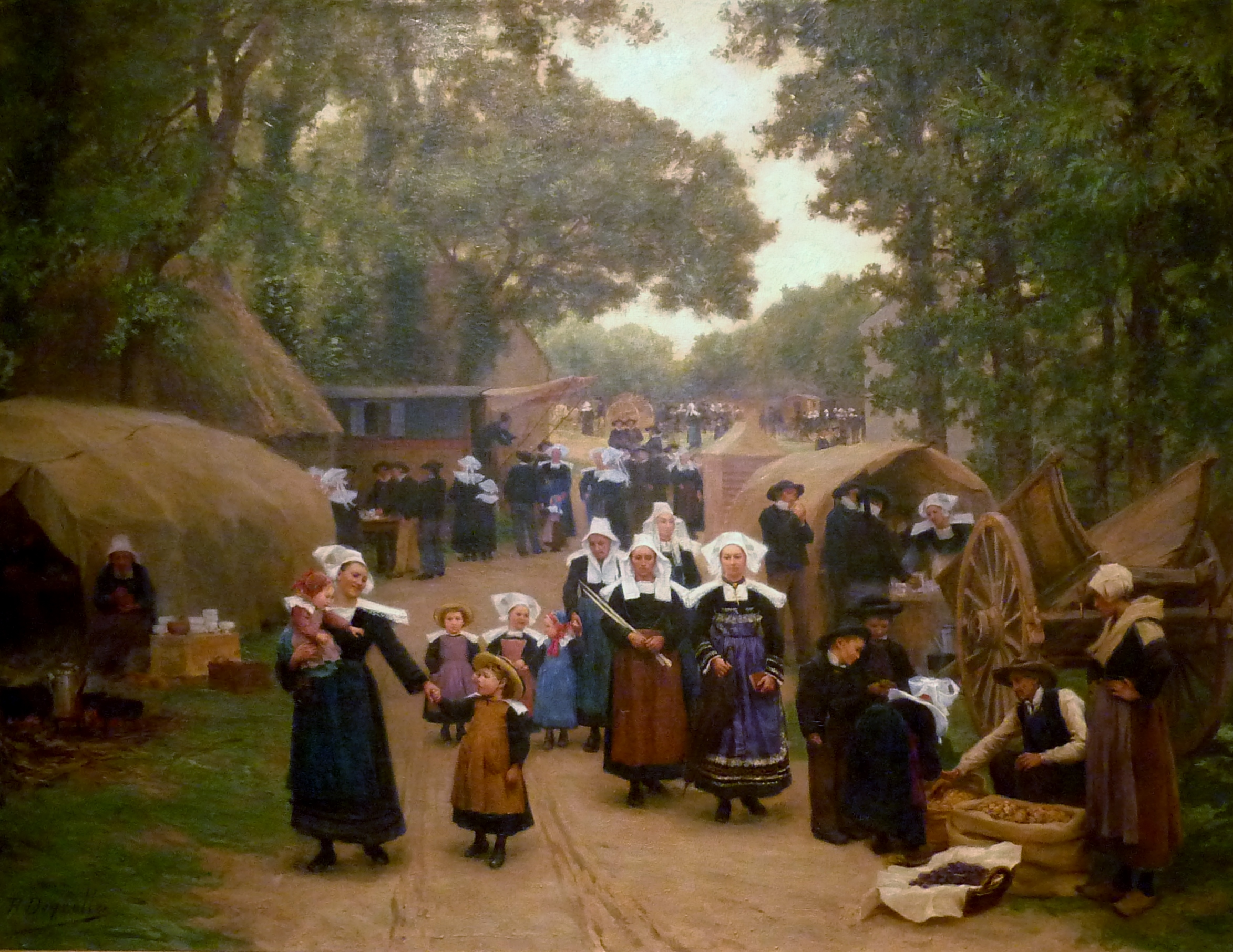
Théophile Deyrolle : L'arrivée au pardon de Fouenant (1892, huile sur toile, musée des beaux-arts de Brest).

Georges Philippar a décrit ainsi le « Pardon » de Sainte-Anne pendant la Première Guerre mondiale dans un texte daté du 28 juillet 1918 :

« Comme de coutume, on est venu de loin, en voiture, à pied, voire en bateau, de Concarneau et de Rosporden, de Bénodet et de Quimper, d'Elliant et de Clohars, de Saint-Evarzec et de Pont-l'Abbé, de Melgven et de Perguet, de Mousterlin et de Saint-Ivy ; mais c'est la guerre, l'affluence est moins considérable que jadis. (...) Tout autour, grand concours de peuple, véritable foule qui se presse, et parfois se bouscule légèrement. Beaucoup de beaux costumes bretons. Les couleurs foncées dominent naturellement. Les cols et les coiffes, avec leurs rubans variés, font des taches blanches, claires ; les tabliers relèvent l'ensemble de leurs notes gaies. Les hommes ont maintenant des coiffures bien différentes de celles d'autrefois. Elles ne s'ornent plus de rubans de velours pendant par derrière sur les épaules. La calotte, particulièrement haute, de ces chapeaux nouveau style, est ceinte de velours noir plis haut encore, rehaussé d'une boucle d'argent. Beaucoup d'enfants. (...). »

« À Sainte-Anne-de-Fouesnant, le profane se même très fortement et intimement au sacré, comme cela est fréquent dans les assemblées de cette sorte ; survivance sans doute de temps très anciens. Aussi, aux environs immédiats de cette église a lieu une perpétuelle procession de fidèles qui passent, un cierge à la main, en récitant des prières, les baraques foraines, les petites boutiques, les éventaires où l'on vend surtout des riens brillants et multicolores : clinquant et papier de soie, les jeux, les roulottes, les cirques et même, malheureusement, les « débits » et les « cinémas » sont nombreux. Les marchands et les forains s'évertuent. Les uns font leur boniment, les autres crient tout simplement un prix : « daouennec, daouennec ! » ( « deux sous ») par exemple. La musique aiguë et précipitée d'une parade vibre. Les détonations d'un tir se font entendre. Des enfants crient, d'autres utilisent les instruments bruyants dont ils ont fait l'acquisition. (...). Par les portes ouvertes de l'église, des bouffées d'encens s'échappent avec des strophes de cantiques. Ces parfums et ces sons religieux s'en viennent se confondre, se perdre, dans les senteurs et les rumeurs de la fête populaire. »

#### La Première Guerre mondiale

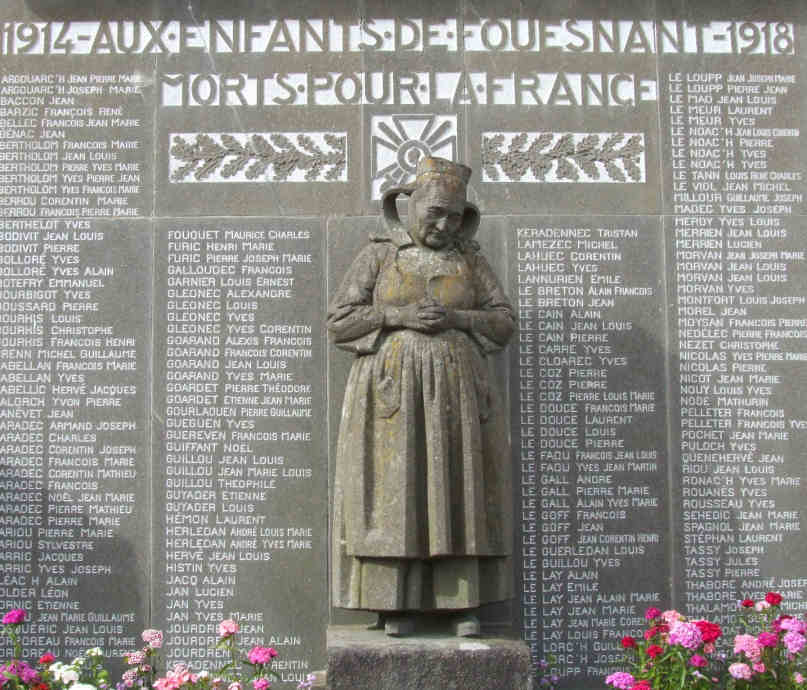
Fouesnant : le monument aux morts.

183 Fouesnantais sont morts pour la France pendant la Première Guerre mondiale. Le monument aux morts, sculpté par René Quillivic, en pierre de kersanton, fut décidé en 1921, mais achevé seulement le 29 février 1924 ; il choisit comme modèle Marie Jeanne Nézet qui avait perdu trois fils et dont un quatrième fils ainsi que son gendre avaient été gazés. Marcelle Duba lui a consacré un poème dont voici un court extrait :
 C'est la vieille maman de la terre bretonne

 Qui pleure sur ses fils tombés au champ d'honneur

 Visage buriné par l'âge et la douleur (...)

#### L'Entre-deux-guerres
L'école d'agriculture de Bréhoulou ouvrit officiellement ses portes le 15 novembre 1924, mais en fait elle ne fonctionna réellement qu'à partir de janvier 1926 car les travaux n'étaient pas achevés. Son but est de former « des agriculteurs intelligents et compétents ». Le domaine de Bréhoulou avait été donné au département du Finistère par Alfred Buzaré « pour que soit réalisée une ferme d'agriculture à Fouesnant ». Scolarisant chaque année une quarantaine d'élèves, l'école fonctionne avec une vingtaine de vaches de race bretonne pie noir, des cochons et du matériel moderne
(une moissonneuse-lieuse est achetée dès 1925).
Par décret du 30 septembre 1925, la justice de paix de Fouesnant, de même que celle de Briec, est rattachée à la justice de paix de Quimper.
En 1925 le canton de Fouesnant comptait 2 400 hectares de vergers de pommiers, alors qu'en 1980 il n'en restait plus que 170 hectares ; cette culture s'est à nouveau développée depuis.
En 1925, la société Le Bon et Cie commence l'électrification du bourg de Fouesnant et du hameau de Beg Meil. En 1927 est décidé l'éclairage public de la rue principale du bourg de Fouesnant. Le 1er juillet 1928 est créée l'« Union sportive Fouesnant-Bréhoulou ». La même année est construite l'école mixte du hameau de Mousterlin et créée une « Caisse locale d'assurances mutuelles agricoles contre les accidents ». En 1935 commence la construction d'un réseau d'égout dans le bourg de Fouesnant et en 1937 est décidée la deuxième tranche du réseau électrique communal.

#### La Seconde Guerre mondiale

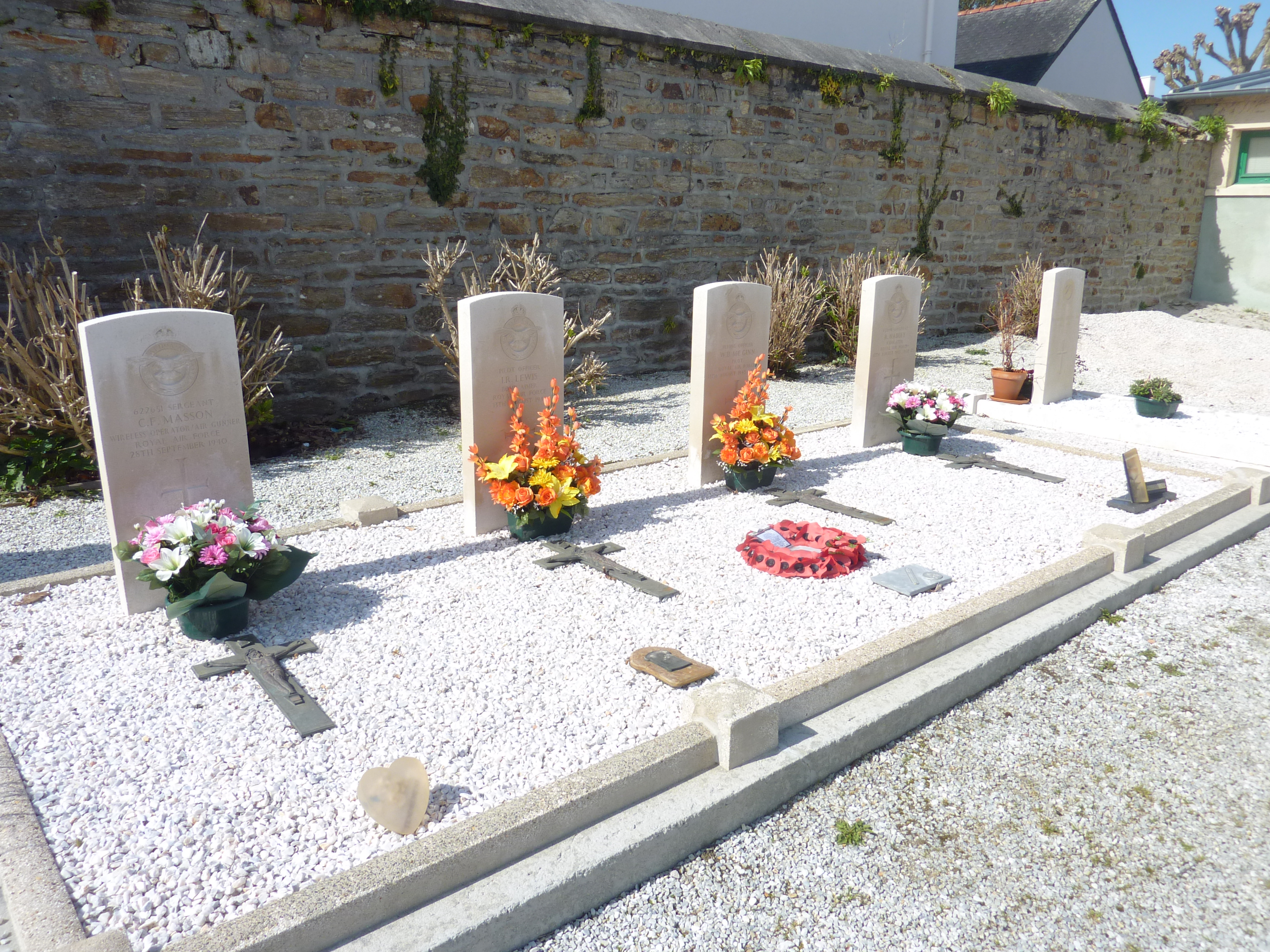
Le carré militaire dans le cimetière de Fouesnant : tombes des aviateurs anglais tués pendant la Seconde guerre mondiale.

Un livre de Jean René Canevet est consacré à « La guerre 1939-1945 à Fouesnant : historique et anecdotes ».
Une épidémie de diphtérie se produit à Fouesnant entre le 22 novembre 1939 et le 18 décembre 1939. De nombreux réfugiés arrivent à Fouesnant lors de la Débâcle en mai 1940, s'installant dans les divers hôtels ainsi que dans les villas privées, souvent réquisitionnées. En pleine débâcle, le gouvernement français dirigé par Paul Reynaud, alors réfugié à Tours, envisage un moment de s'installer dans la région de Quimper pour tenter d'y organiser un « réduit breton » et des préparatifs pour l'accueillir sont même effectués à Beg Meil, en particulier au manoir de Bot-Conan. Finalement le gouvernement choisit Bordeaux.
Des familles juives se réfugient à Beg Meil pendant la drôle de guerre, en particulier des membres des familles Vidal-Naquet, Brunschvig et Lang-Verte. De nombreux autres réfugiés vinrent par la suite, venant principalement de Brest, de Lorient et de l'île de Groix.
Les Allemands arrivent à Fouesnant le 20 juin 1940, occupant tout de suite le bourg, Mousterlin, Beg Meil, le Cap Coz ; ils réquisitionnent aussitôt l'école d'agriculture du Bréhoulou où ils installent un poste de commandement (kommandantur) fort d'environ 400 soldats et installent une batterie anti-aérienne, ainsi que 4 bunkers, plusieurs casemates et un poste d'observation sur le château d'eau construit par eux ; la Kriegsmarine occupe les îles Glénan ; d'autres s'installent à Beg Meil (où ils occupent l'hôtel Thalamot, l'hôtel des Dunes, l'hôtel de la Plage, la villa Bolloré, la villa Kertost, où s'installe la Kommandantur locale, les manoirs de Lanroz et de Bot-Conan, etc.), à Mousterlin (l'hôtel de la Pointe est réquisitionné), au Cap Coz (où ils occupent l'hôtel Celtique et l'hôtel Bellevue, ainsi que des villas, par exemple la villa Ker ar Gwez, propriété de la famille Lesieur et la villa de Kerhour, qui devient le siège local de l'organisation Todt) ; en tout environ 900 hommes. Des blockhaus sont installés en bord de mer (par exemple pour Mousterlin à Cleut Rouz et au niveau de la ferme du Grand Large ; d'autres au Vorlen et à la pointe de Beg Meil, etc.) et des chevaux de frise sur les plages ; des mines sont installées dans les dunes ; un filet anti-sous-marin est installé dans la Baie de La Forêt. Des bateaux sont aussi réquisitionnés par les Allemands, par exemple la vedette Jeanne Yvonne, qui assurait une liaison entre Beg Meil et Concarneau. Les vacances en bord de mer sont interdites, à quelques exceptions près, Fouesnant faisant partie de la zone interdite littorale. De nombreux Fouesnantais sont prisonniers en Allemagne. Les Allemands installent une forge dans le Bois de Penfoulic, au pied de l'« arbre-girafe ».
Le 28 septembre 1940, le corps de l'aviateur anglais Charles Frederick Masson, opérateur radio et mitrailleur du Beaufort no N1149 abattu par la flak allemande lors d'une opération de mouillage de mines, est enterré dans le carré militaire du cimetière de Fouesnant. Le 29 juin 1943, les chalutiers à voile Fleur de Lisieux et Pierre Marcel rentrent à Concarneau en ayant à leur bord quatre aviateurs américains recueillis en mer la veille, à quatorze milles marins à l'ouest de l'archipel des Glénan. Ils sont confiés à la police locale. Dans la nuit du 12 au 13 août 1943, un avion anglais Wellington no HF483 est abattu par la flak allemande lors d'une mission de largage de mines sur Lorient près de Beg-Meil (les corps des 3 aviateurs anglais sont recueillis et enterrés au carré militaire du cimetière de Fouesnant).
L'U.S. Fouesnant, un club d'athlétisme, est créé en 1942. La même année, une « école bretonnante » ouvre pendant l'été à Beg Meil : « Ici bien sûr, il est défendu de parler français ».
Pour l'ensemble de la guerre, la gendarmerie de Fouesnant a établi une liste de 23 cambriolages et vols à main armée commis dans le canton, attribués à la Résistance (parmi eux, plusieurs cambriolages de mairies du canton destinés à obtenir des tickets de ravitaillement pour les réfractaires du STO et les résistants) ; un sabotage, celui de la voie ferrée Quimper-Rosporden le 27 juin 1944 est aussi mentionné. Le nombre des réfractaires au STO est estimé pour le canton à 350 hommes. Plusieurs personnes recherchées par la Gestapo pour faits de résistance ou évasion d'un stalag furent prévenues par les gendarmes ; un gendarme, Louis Bocquenet, commandant provisoire de la brigade, rejoignit le maquis de Rosporden le 7 juin 1944 et participa à divers combats en juillet et août 1944. Jean Donnard, chef de la résistance à Bannalec, ayant fait sauter un train de munition, fut caché à l'hôtel d'Armorique à Fouesnant avec la complicité de la gendarmerie. La 7e compagnie FFI, commandée par Mathieu Donnart, était en partie composée de Fouesnantais et Bénodétois.

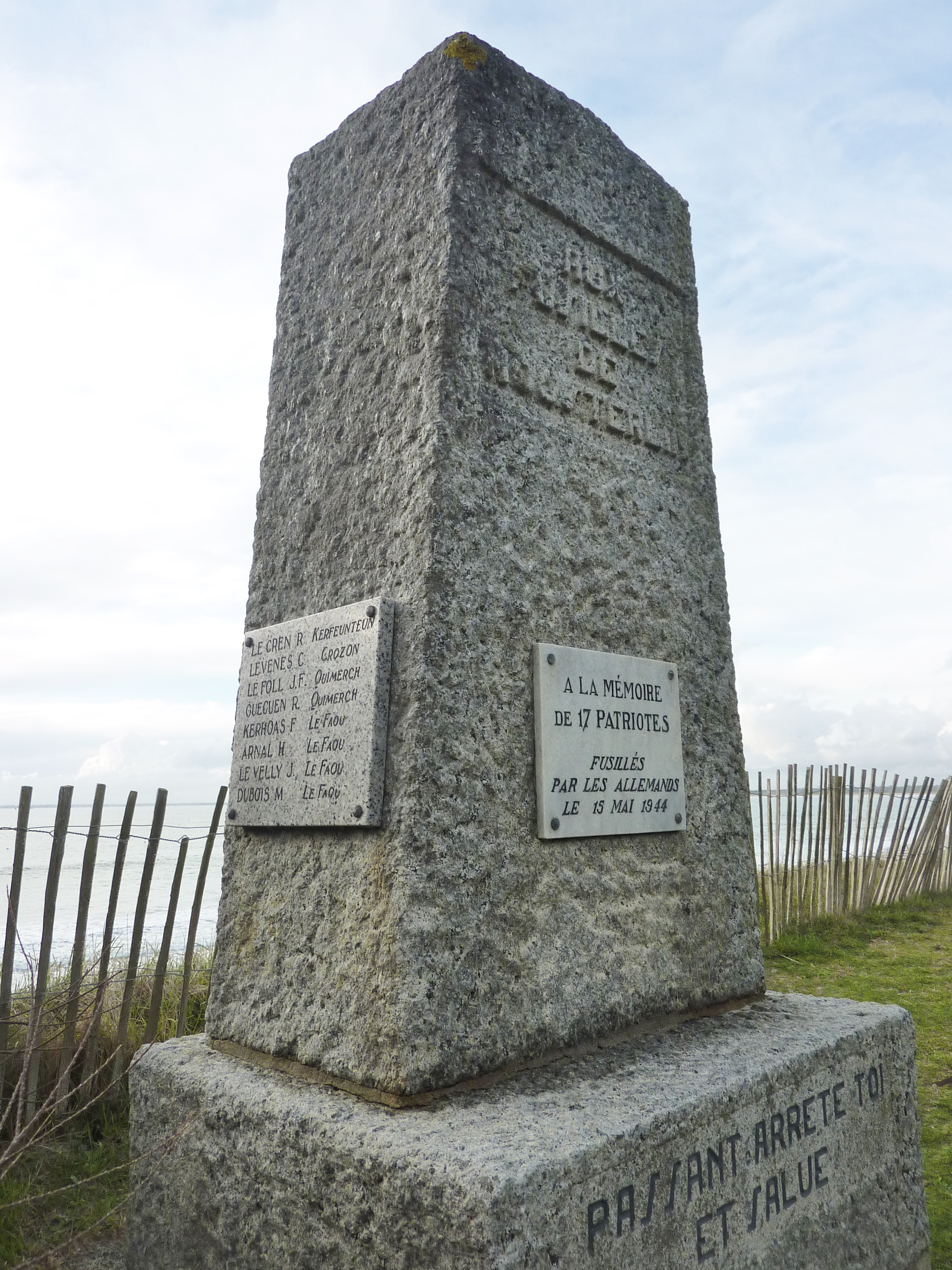
Dunes de Mousterlin : le monument en mémoire des 17 fusillés du 15 mai 1944.

Le 15 mai 1944, 15 hommes (des résistants du groupe Vengeance, des FTPF du maquis de Pen-ar-Pont ainsi que deux déserteurs russes de la Wehrmacht), sont fusillés par les Allemands dans les dunes domaniales de Mousterlin. Deux autres exécutions ont lieu, l'une le 23 juillet, l'autre le 10 août. Le 5 août 1944, les Allemands tirent sur un attroupement de marins à la cale de Beg Meil, tuant deux personnes, Alain Le Berre et Louis Guiffant. Le même jour, un groupe d'enfants revenant de la plage de Beg Meil apprend à tort le départ des Allemands de Fouesnant et se met à chanter la Marseillaise ; les frères et prêtres, dont l'abbé Squiban, qui les encadrent, sont arrêtés. Le 11 août 1944 de violents combats ont lieu dans le canton entre les FFI et FTP d'une part, les Allemands en débâcle d'autre part ; 17 maisons et 4 fermes de Fouesnant sont alors incendiées. Après le départ des troupes allemandes, plusieurs femmes de Fouesnant sont tondues en public, parfois pour d'obscures raisons.
Les Allemands, qui avaient réquisitionné et occupaient l'Hôtel de la Pointe à Mousterlin, le détruisirent avant leur départ. Il fut reconstruit après la Seconde Guerre mondiale. Le 10 décembre 1944, 87 réfugiés venus de l'Île de Groix arrivent à Fouesnant.
En tout 34 Fouesnantais sont morts pour la France pendant la Seconde Guerre mondiale ; parmi eux Jean Boussard, déporté et décédé au camp de concentration de Dora (Allemagne) le 21 février 1944.
Un groupe de 95 prisonniers de guerre allemands, venus de Brest, logés à l'école de Bréhoulou, participèrent au déminage des dunes et plages de la commune ; ce déminage ne fut achevé qu'en 1947 ; certaines plages comme celles de Bot-Conan et de la Roche Percée étaient restées libres d'accès car elles n'avaient pas été minées par les Allemands.

#### L'après Seconde Guerre mondiale
Pillé en 1945, Bréhoulou est reconstruit et réhabilité ; le premier tracteur est acheté en 1946 ; depuis l'établissement n'a cessé de se développer, créant  notamment un internat, devenant un lycée ouvert depuis 1965 aux filières générales tout en restant un outil de formation professionnelle agricole et, depuis 1983, aquacole.
Un fouesnantais (Jean Louis Pellelaouen) est mort pour la France pendant la guerre d'Indochine et deux (André Baccon, Claude de Rocquigny) pendant la guerre d'Algérie.
L'école privée Saint-Joseph devient un collège en 1954.
Louis Le Calvez, ancien résistant, devient maire le 11 juin 1952 et le reste jusqu'au 24 mars 1989 ; pendant ses mandats sont achevés l'électrification et l'adduction d'eau dans la commune et construis le centre culturel et le centre aquatique des Balnéides.
La nouvelle mairie de Fouesnant est inaugurée en octobre 1967. Georges Pompidou est venu séjourner à plusieurs reprises au château de Kernaeret pendant son mandat présidentiel.
En juillet 1968 est inauguré le village de vacances « Le Renouveau », d'une capacité d'accueil de près de 750 places (dont 570 lits dans la partie en dur) en dépit de vives controverses liées entre autres à son architecture très originale : les deux architectes Henri Mouette (1927-1995) et Pierre Székely (1923-2001) ont imaginé des logements de type "bulles" avec de nombreuses références au monde marin et sous-marin.
Dans la nuit du 15 au 16 octobre 1987, un ouragan dévastateur, avec des pointes de vent à plus de 200 km/h, dévaste le littoral, en particulier les dunes domaniales de Mousterlin et les dunes de Beg Meil dont la partie boisée est ravagée.
En 1992, Fouesnant était la commune bretonne ayant la plus forte capacité d'accueil en nombre de places de camping après plus de 3 600 emplacements.
Le 28 décembre 1993 est créée la « communauté de communes du Pays fouesnantais » dont le siège se trouve à Fouesnant; elle gère entre autres la déchetterie ou  « Pôle de déchets de Kerambris », qui comprend en particulier un centre de tri sélectif agrandi et modernisé, inauguré le 12 décembre 1998 et une usine de traitement des algues vertes inaugurée le 8 juillet 2013.
Le 31 mai 1996, le président de la République Jacques Chirac est venu, depuis Quimper, à Fouesnant participer à un colloque : « Innovation en matière de gestion locale ». C'est le seul chef d'état français à avoir fait une visite officielle à Fouesnant.

### LeXXIesiècle
Roger Le Goff est maire de Fouesnant depuis 1989.
En 20 ans, de 2000 à 2020, Fouesnant s'est considérablement transformé : le gros  village est devenu une ville avec la création de nombreux lotissements (y compris pour de nombreux résidents secondaires) et de zones commerciales.
Les échouage d'algues vertes , notamment sur la plage du Cap Coz, posent, surtout depuis les années 2000, de sérieux problèmes.
Le projet de construction d'une centrale photovoltaïque de 4,63 ha sur l'ancien site de déchets de Kerambris (fermé depuis la mise en service de la nouvelle déchèterie) a été déclaré illégal au regard de la Loi Littoral par la préfecture et cette décision confirmée par le tribunal administratif de Nantes au motif que le terrain a été reclassé zone agricole. Le président de la communauté de communes et maire de Fouesnant, Roger Le Goff, juge la décision d'autant plus incompréhensible que « ce terrain a une épaisseur de 12 mètres de déchets en sous-sol, représentant 130 000 tonnes d'ordures ménagères issues du Pays Fouesnantais déposées ici jusqu'en 1995 » et « ne pourra de toute façon jamais remis en culture ».

## Politique et administration

### Liste des maires
Liste des maires successifs :

### Jumelages
Meerbusch (Allemagne) depuis 1967. Le jumelage entre Fouesnant et la commune située près de Düsseldorf en Rhénanie-du-Nord-Westphalie, est très vivant.
Le jumelage Fouesnant-Meerbusch organise de nombreux échanges : scolaires, sportifs, chorales, artistes…
Le jumelage fut créé à l'origine avec la petite commune de Strümp. Celle-ci s'est regroupée avec sept autres en 1970, donnant ainsi naissance à la ville de Meerbusch.
Blog du jumelage en français et allemand : https://fouesnantmeerbusch.wordpress.com/

## Population et société

### Démographie

#### Évolution démographique
En 1779, selon Jean Ogée, la paroisse de Fouesnant, y compris la trève de La Forêt, compte 2 150 communiants.
L'évolution du nombre d'habitants est connue à travers les recensements de la population effectués dans la commune depuis 1793. Pour les communes de moins de 10 000 habitants, une enquête de recensement portant sur toute la population est réalisée tous les cinq ans, les populations de référence des années intermédiaires étant quant à elles estimées par interpolation ou extrapolation. Pour la commune, le premier recensement exhaustif entrant dans le cadre du nouveau dispositif a été réalisé en 2005.
En 2022, la commune comptait 10 204 habitants, en évolution de +7,18 % par rapport à 2016 (Finistère : +2,16 %, France hors Mayotte : +2,11 %). Le maximum de la population a été atteint en 2007 avec 9 793 habitants.
| 1793  | 1800  | 1806  | 1821  | 1831  | 1836  | 1841  | 1846  | 1851  |
| ----- | ----- | ----- | ----- | ----- | ----- | ----- | ----- | ----- |
| 2 573 | 2 541 | 2 385 | 2 543 | 3 120 | 3 246 | 3 172 | 3 224 | 3 363 |

| 1856  | 1861  | 1866  | 1872  | 1876  | 1881  | 1886  | 1891  | 1896  |
| ----- | ----- | ----- | ----- | ----- | ----- | ----- | ----- | ----- |
| 3 466 | 3 335 | 3 442 | 3 461 | 2 178 | 2 225 | 2 543 | 2 776 | 2 911 |

| 1901  | 1906  | 1911  | 1921  | 1926  | 1931  | 1936  | 1946  | 1954  |
| ----- | ----- | ----- | ----- | ----- | ----- | ----- | ----- | ----- |
| 3 214 | 3 350 | 3 411 | 3 260 | 3 452 | 3 499 | 3 468 | 3 537 | 3 580 |

| 1962  | 1968  | 1975  | 1982  | 1990  | 1999  | 2005  | 2006  | 2010  |
| ----- | ----- | ----- | ----- | ----- | ----- | ----- | ----- | ----- |
| 3 758 | 3 962 | 4 653 | 5 239 | 6 524 | 8 076 | 9 403 | 9 716 | 9 155 |

| 2015  | 2020   | 2022   | - | - | - | - | - | - |
| ----- | ------ | ------ | - | - | - | - | - | - |
| 9 569 | 10 060 | 10 204 | - | - | - | - | - | - |

#### Pyramide des âges
La population de la commune est relativement âgée.
En 2018, le taux de personnes d'un âge inférieur à 30 ans s'élève à 22,4 %, soit en dessous de la moyenne départementale (32,5 %). À l'inverse, le taux de personnes d'âge supérieur à 60 ans est de 43,6 % la même année, alors qu'il est de 29,8 % au niveau départemental.
En 2018, la commune comptait 4 601 hommes pour 5 067 femmes, soit un taux de 52,41 % de femmes, légèrement supérieur au taux départemental (51,41 %).
Les pyramides des âges de la commune et du département s'établissent comme suit.
| Hommes | Classe d’âge | Femmes |
| ------ | ------------ | ------ |
| 1,1    | 90 ou +      | 2,6    |
| 12,4   | 75-89 ans    | 15,1   |
| 27,7   | 60-74 ans    | 28,1   |
| 21,6   | 45-59 ans    | 21,3   |
| 13,0   | 30-44 ans    | 12,1   |
| 12,0   | 15-29 ans    | 9,6    |
| 12,2   | 0-14 ans     | 11,0   |

| Hommes | Classe d’âge | Femmes |
| ------ | ------------ | ------ |
| 0,7    | 90 ou +      | 2,2    |
| 7,8    | 75-89 ans    | 11,5   |
| 19,2   | 60-74 ans    | 20,1   |
| 20,8   | 45-59 ans    | 19,7   |
| 17,7   | 30-44 ans    | 16,6   |
| 17,1   | 15-29 ans    | 14,7   |
| 16,8   | 0-14 ans     | 15,2   |

### Enseignement

#### Les établissements d'enseignement

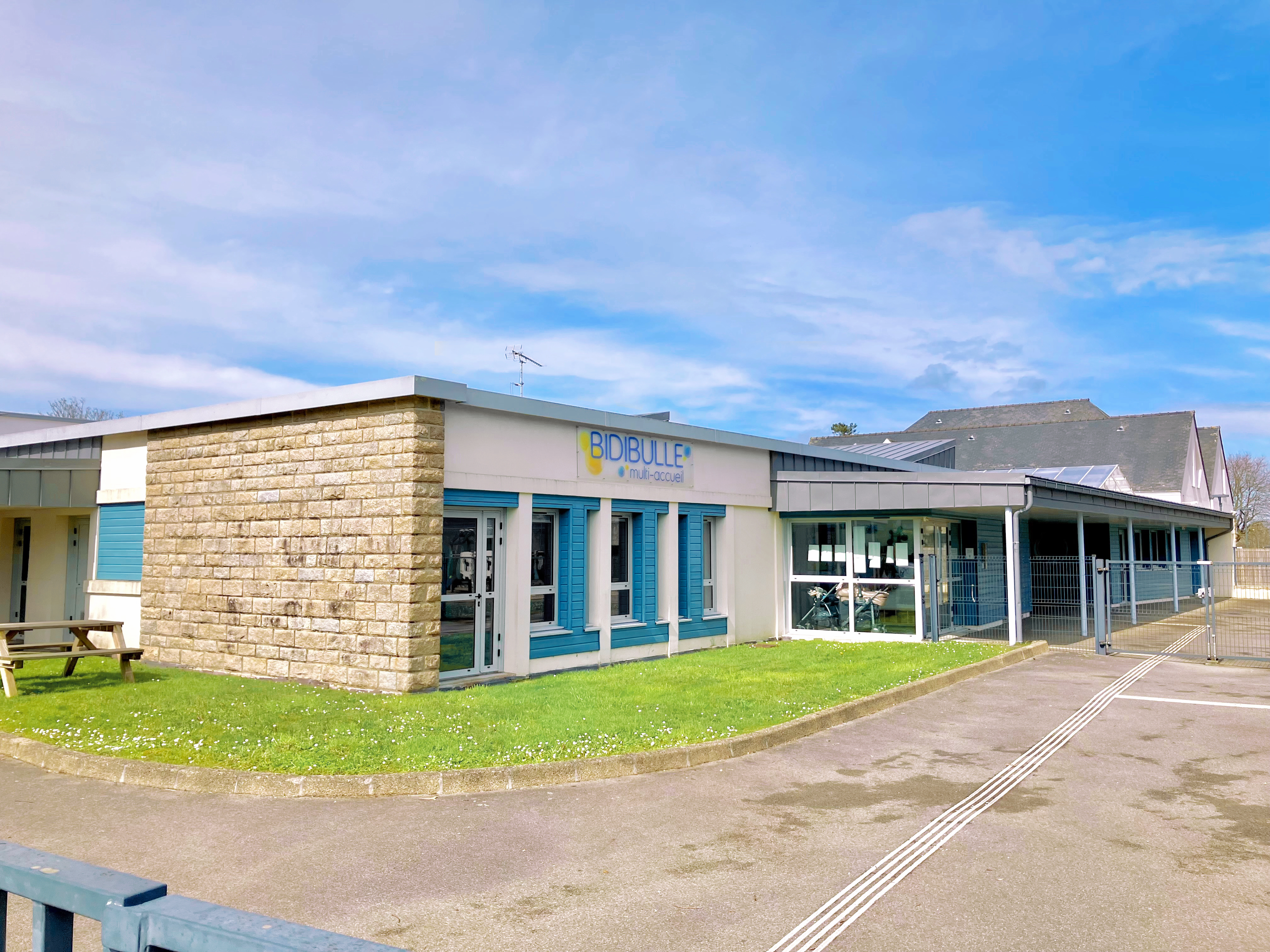
Bidibulle, la crèche multi-accueil pour les enfants de Fouesnant.

- Fouesnant possède quatre écoles primaires et maternelles : trois écoles publiques (l'école maternelle « La Garenne » et l'école élémentaire de Kerourgué[163], au bourg, et l'école primaire de Mousterlin. L'école primaire du Quinquis, située à Beg Meil, a fermé en 2012 ; une école privée, « Notre-Dame d'Espérance »[164].
- Deux collèges, l'un public, le « collège de Kervihan »[165], l'autre privé, le « collège Saint-Joseph »[166].

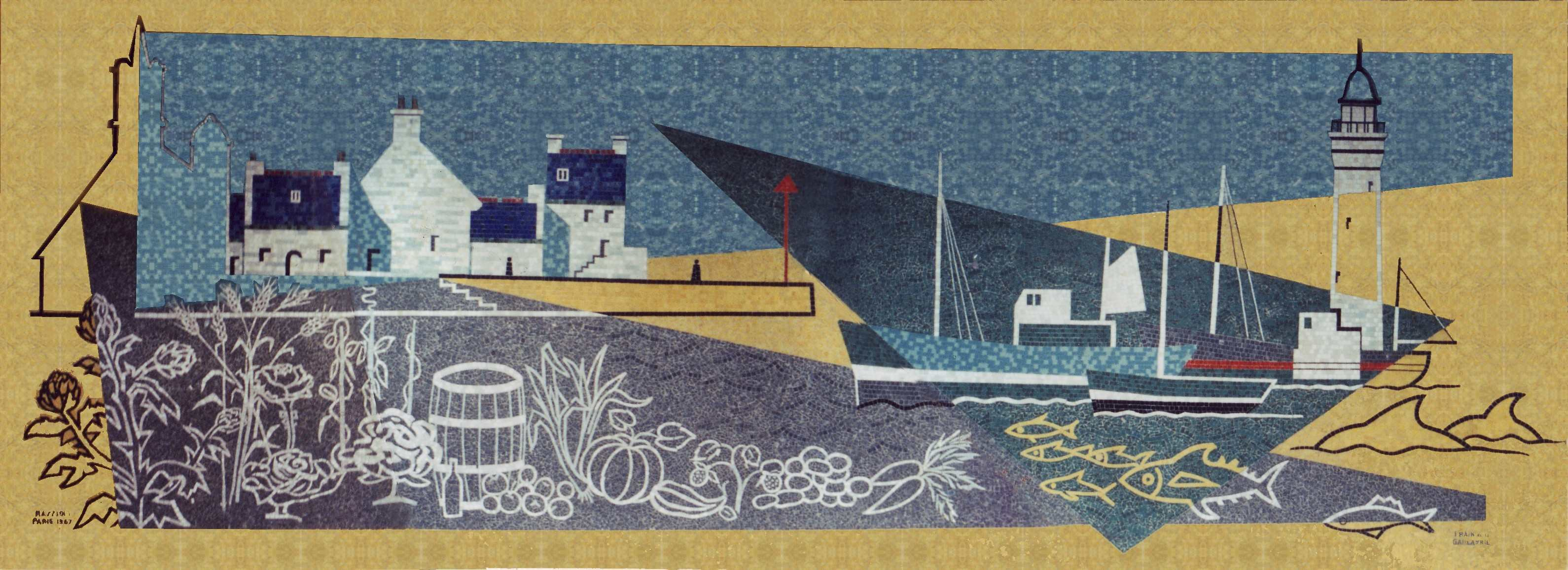
Fresque du lycée agricole de Brehoulou.

- Un lycée agricole et aquacole public, le lycée de Bréhoulou[167], possédant une grande mosaïque, œuvre du peintre Christian Frain de la Gaulayrie en 1966, et Mazzioli, mosaïste en 1967.

Par ailleurs, le CEMPAMA (Centre d'Études du Milieu et de Pédagogie Appliquée du Ministère de l'Agriculture), premier lycée spécialisé en aquaculture  propose des stages de formation, Il a ouvert en juillet 1973 à Beg Meil dans l'ancien « Grand Hôtel », après une dizaine d'années de gestation. Source Robert Tessier, 1er directeur du centre. Le CEMPEMA a été rattaché en 2006 au campus de Rennes d'Agrocampus Ouest.

#### Langue bretonne
Une classe bilingue a été ouverte à l'école Notre Dame à la rentrée 2013. 66 enfants y sont inscrits (soit 9,6 % des enfants de la commune scolarisés dans le primaire).

### Manifestations culturelles et festivités

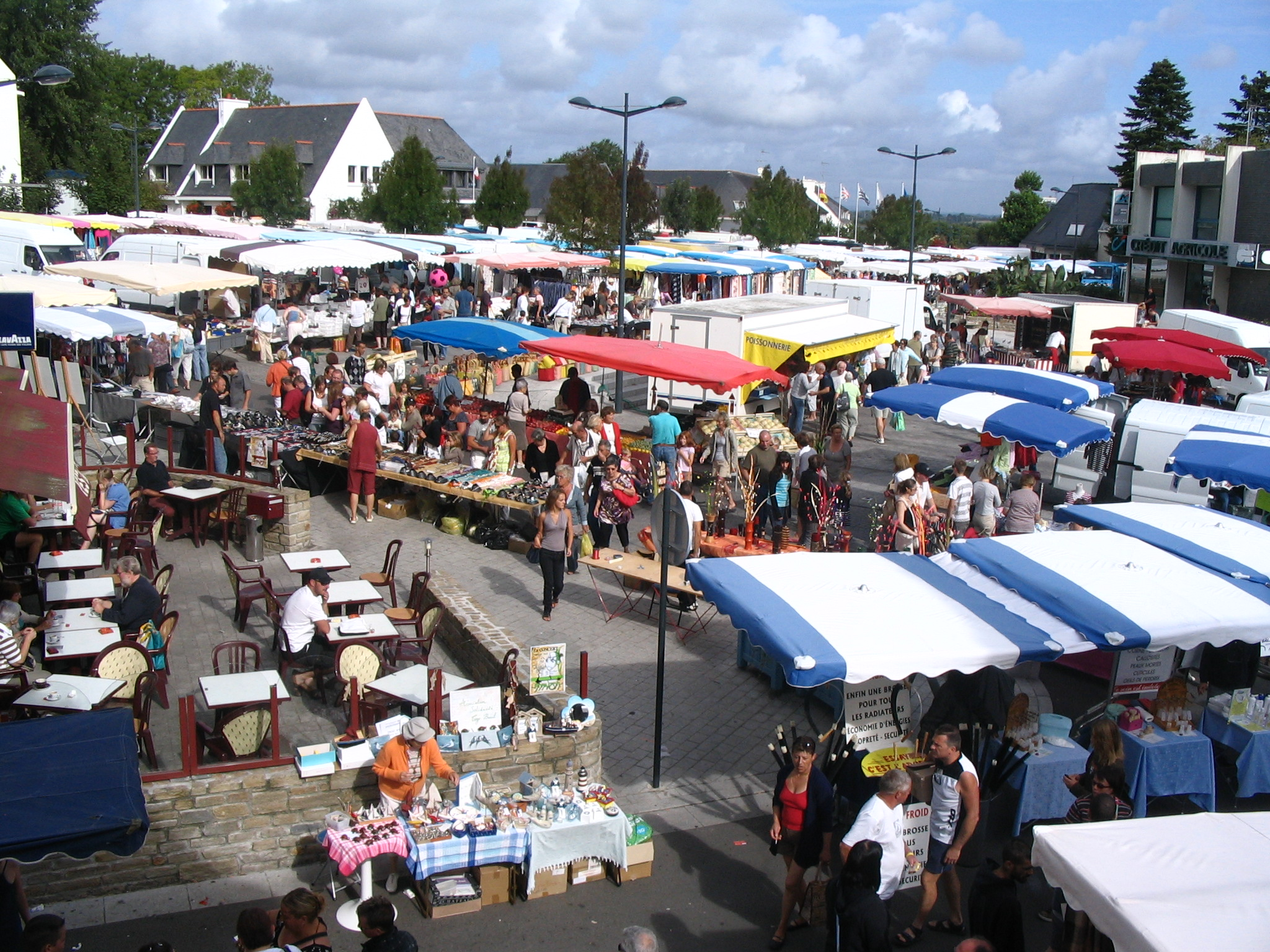
Jour de marché, rue de Cornouaille.

- Chaque été, la « Fête des Pommiers se déroule chaque troisième dimanche de juillet[171].
- Le Pardon de Sainte Anne, le premier dimanche après la Sainte-Anne (26 juillet).
- Le Pardon de Saint-Guénolé (Fête de la mer)[172], célébré traditionnellement chaque deuxième dimanche d'août.
- Le Pardon des Glénan, tombé en désuétude depuis plus d'un siècle, fut réactivé à l'initiative du recteur de Fouesnant en 1988 et est, depuis, organisé chaque année au début du mois de septembre sur l'Île Saint-Nicolas[173].
- Depuis 2004, tous les étés, le Festidreuz, festival de chansons françaises, se tient sur le site de Kerchann[174].
- Le bagad Bro Foën a été créé en 1996.

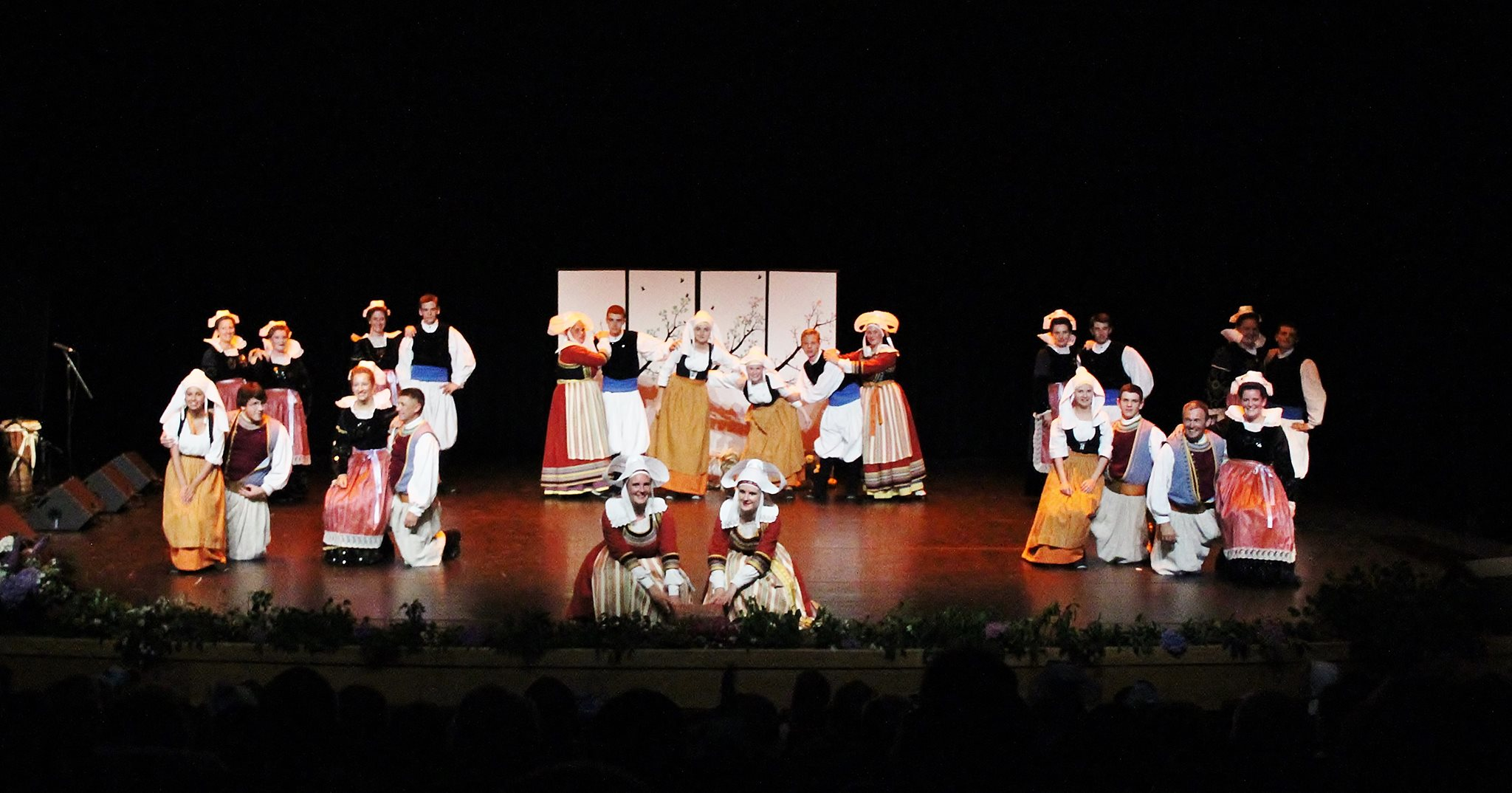
Cercle celtique de Fouesnant.

- Le cercle celtique Ar Pintiged Foen (les petits pinsons de Fouesnant) doit son nom à sa création en 1966 comme un des premiers cercle celtique enfants. En 2020, il comprend trois sections, enfants, adolescents et un groupe scénique adulte qui évolue en première catégorie affiliée à la confédération Warl' Eur.

## Culture locale et patrimoine

### Lieux et monuments

#### Église Saint-Pierre-et-Saint-Paul

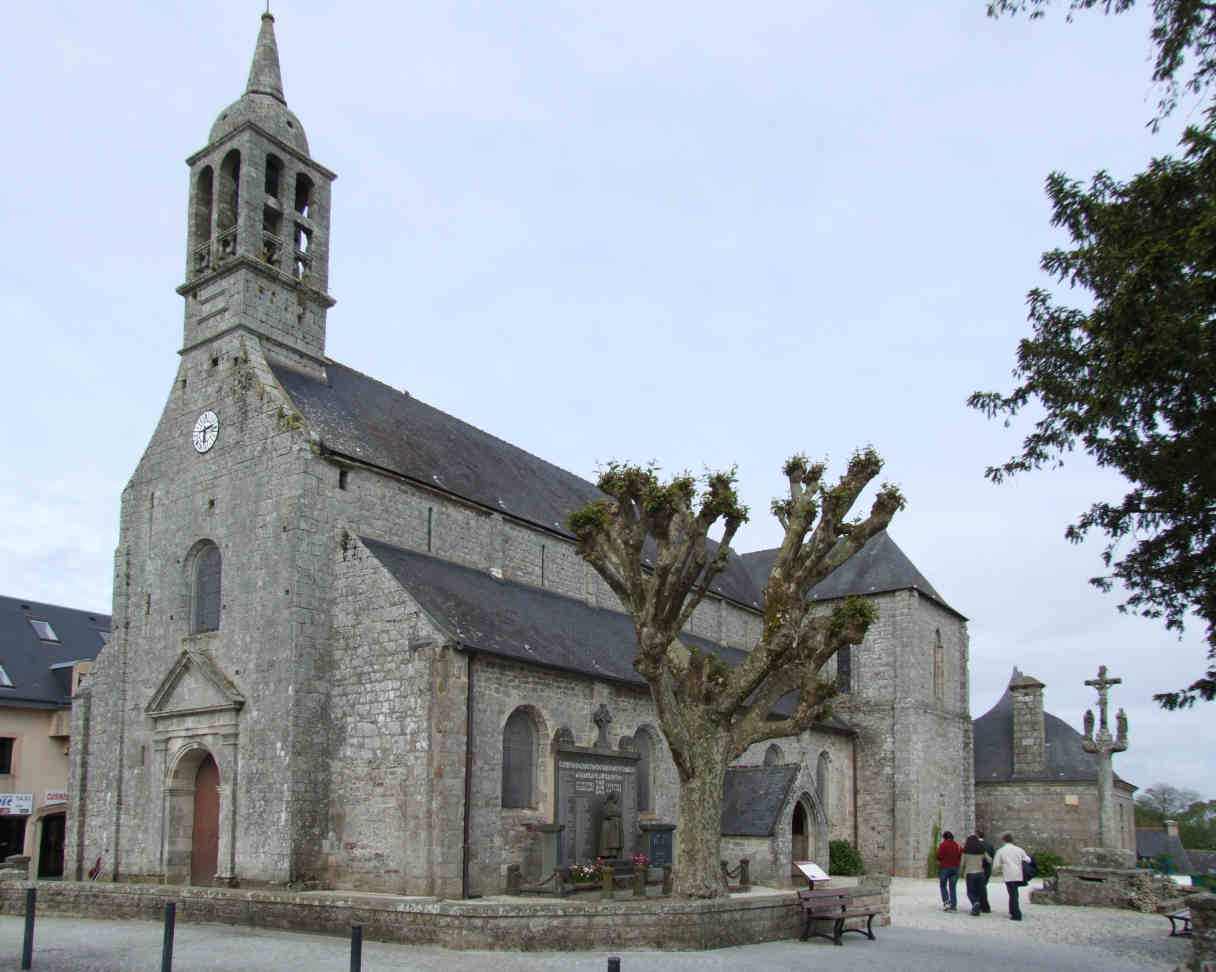
L'église Saint-Pierre-et-Saint-Paul de Fouesnant.

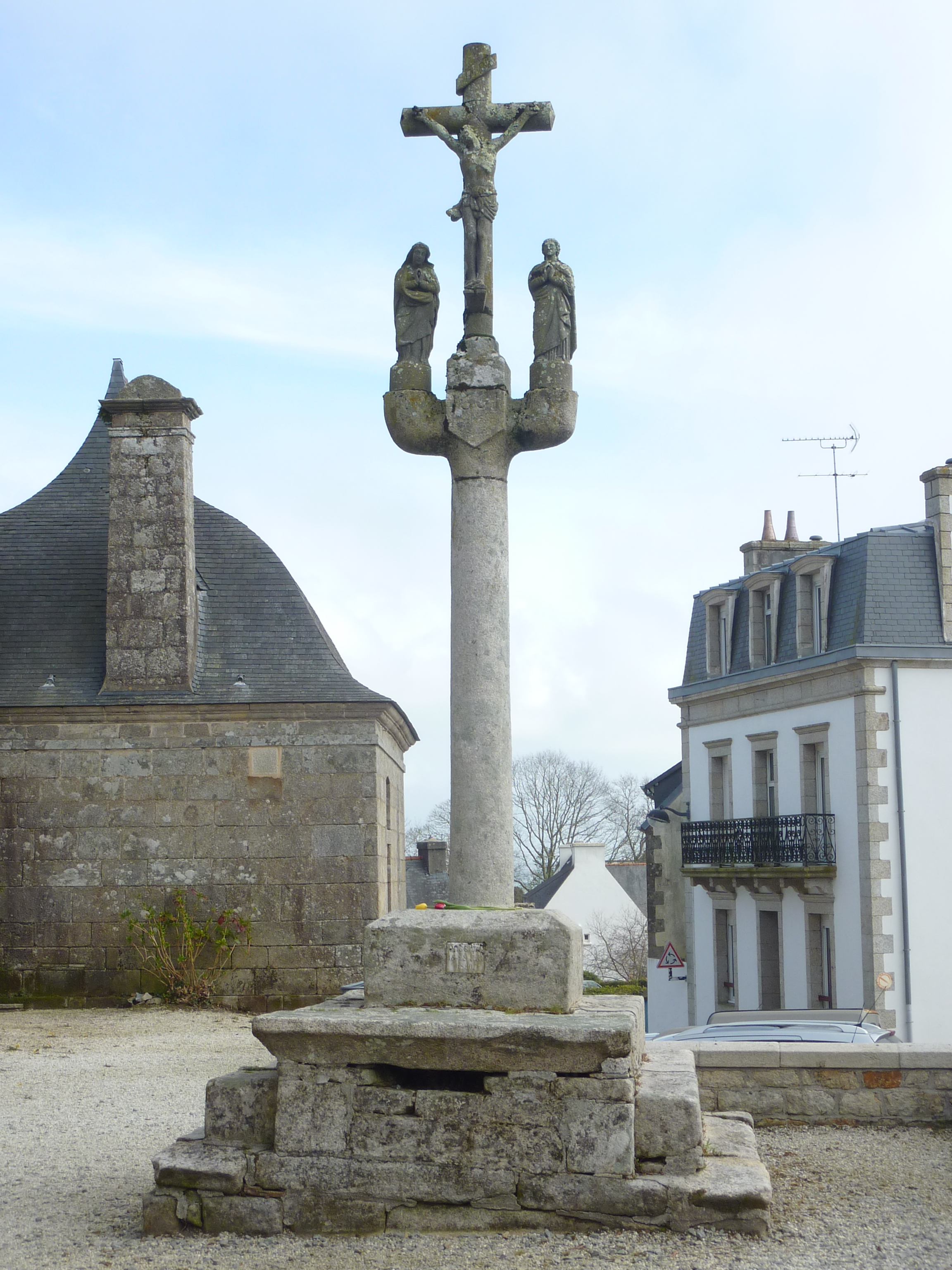
Fouesnant : le calvaire près d l'église paroissiale Saint-Pierre-et-Saint-Paul.

L'église Saint-Pierre-et-Saint-Paul a été construite à la fin du XIe siècle, remaniée au XVIIIe siècle à la suite de l'effondrement de sa tour-lanterne, elle est un parfait exemple de l'architecture romane. Sa nef de cinq travées est entièrement lambrissée et les fenêtres en forme de meurtrière sont percées dans l'axe des arcades. Les colonnes sont coiffées de chapiteaux ornés de feuilles d'acanthe, d'étoiles et de personnages. Une sacristie extérieure à la toiture en forme de carène, réalisée au XVIIIe siècle flanque l'édifice au sud. L'église Saint-Pierre est classée Monument historique depuis 1930.
Sur le placître, un calvaire du XVIIe siècle porte les statues de la Vierge et de saint Jean.
Sur le flanc ouest de l'église se trouve le monument aux morts de la guerre de 1914-1918, réalisé, dans un style sobre et émouvant par le sculpteur René Quillivic : une femme en deuil portant la coiffe de Fouesnant prie pour ses morts (voir la partie « Première Guerre mondiale »).
L'if situé au sud-ouest de l'église, à l'emplacement de l'ancien cimetière, a entre 260 et 300 ans ; son tronc mesure plus de 2,80 mètres de circonférence à 1,30 mètre du sol.

#### Chapelle Sainte-Anne
Un acte notarié du 16 août 1680 concerne l'acquisition du placître qui précède la construction en 1685 de la chapelle, liée à une « Légende de Sainte-Anne » (aux environs de 1680, Sainte Anne serait apparue en plein mois d'août dans un paysage hivernal, la neige tombant malgré un ciel bleu, demandant l'édification d'une chapelle à cet endroit) avec l'aide financière des fidèles sur un site ancien de rassemblements et de pardons très fréquenté par les marins. Le 25 août 1698  « a été procédé à la bénédiction de deux cloches sur la chapelle Sainte-Anne de Fouesnant par noble et discret messire Louis Deshayeyx, puissant sieur, recteur de la paroisse de Saint-Mollien. La chapelle est reconstruite à partir du  14 octobre 1753, la première pierre du nouveau sanctuaire étant posée par Alain Dordelin, officier des vaisseaux de la  Compagnie des Indes et dame Marie Dordelin, épouse de Joseph Bouvet, capitaine des vaisseaux de la Compagnie des Indes.La flèche endommagée fut reconstruite en 1883. Au nord de l'enclos, on trouve une fontaine de dévotion et son bassin. Un pardon solidement ancré dans la tradition y est célébré chaque année, le suivant la Sainte-Anne (26 juillet). Elle est classée au titre des monuments historiques par arrêté du 27 mars 1914.

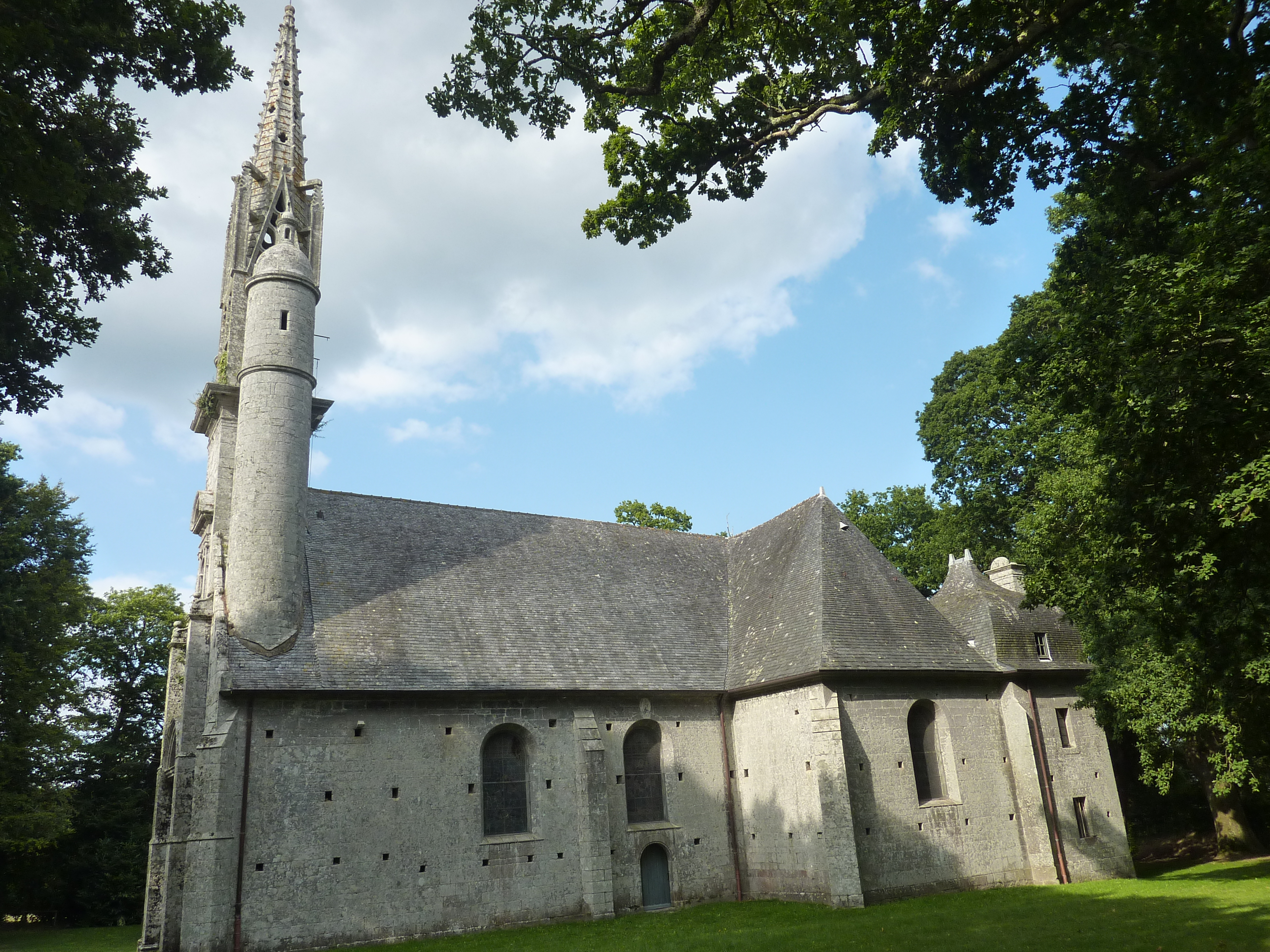
Fouesnant : la chapelle Sainte-Anne, vue extérieure d'ensemble 1.
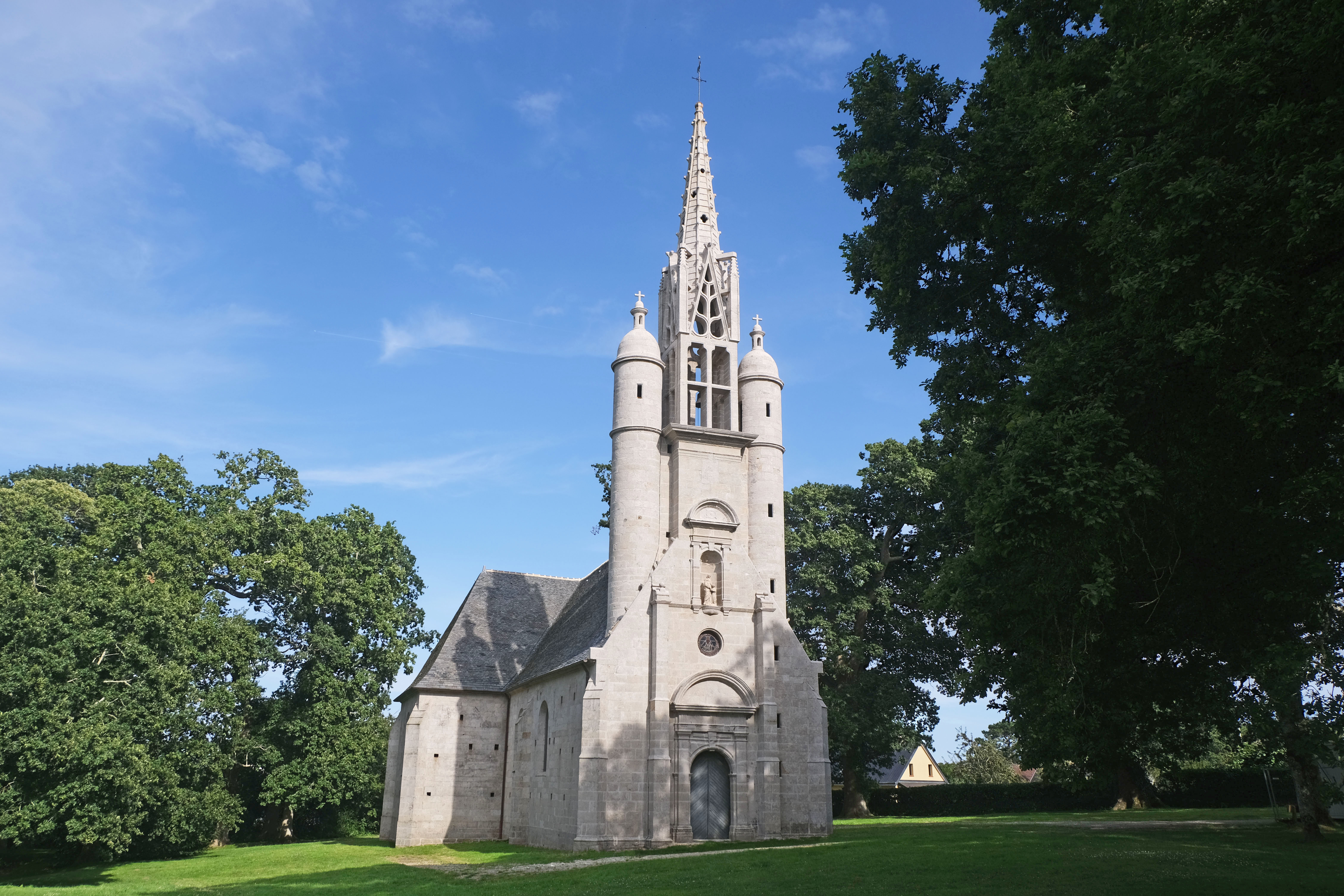
Fouesnant : la chapelle Sainte-Anne, vue extérieure d'ensemble 2.
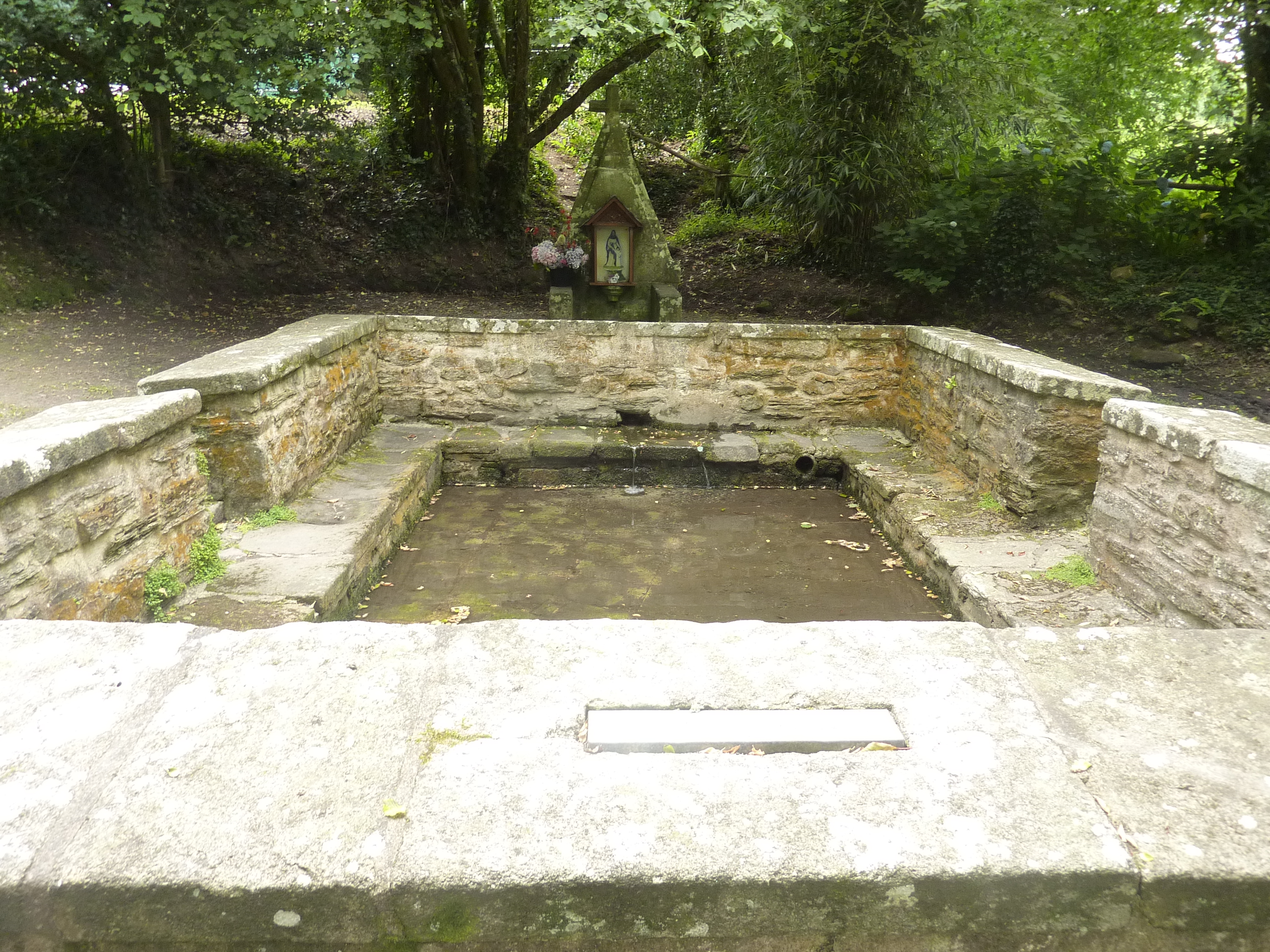
Fouesnant : la fontaine près de la chapelle Sainte-Anne, vue d'ensemble.
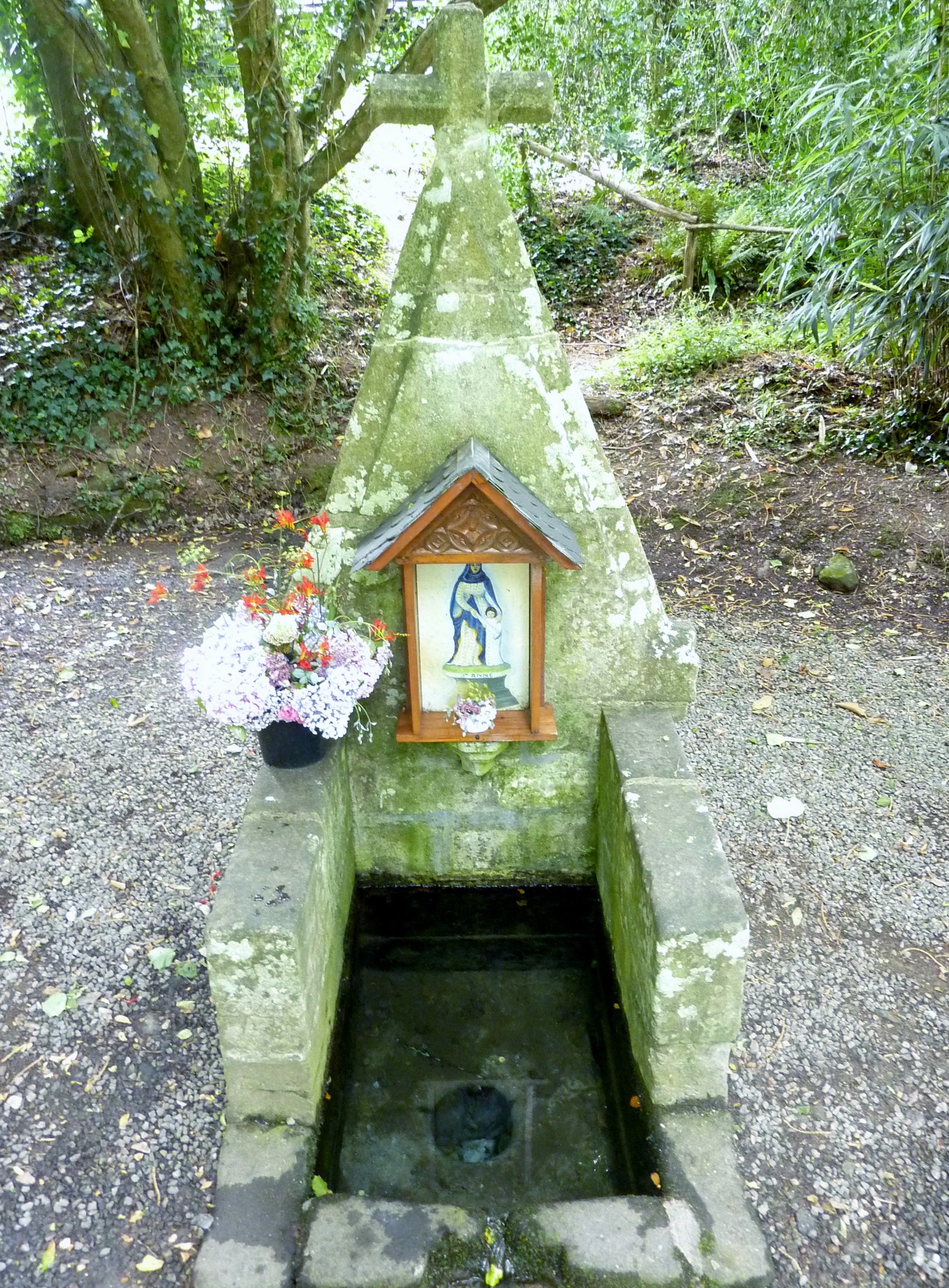
Fouesnant : la fontaine près de la chapelle Sainte-Anne, statue de sainte Anne.

#### Chapelle Saint-Sébastien
Construite au XVe siècle et située à proximité de la mer Blanche, elle conserve des éléments d'une construction antérieure du XIIe siècle, en particulier une petite fenêtre de style roman. De plan rectangulaire et construite en moellons assez grossiers (seul son clocher-mur est en pierres de taille et on y accède par un escalier étroit situé sur le rampant du pignon), sa façade est appuyée par deux contreforts et la porte de sa façade est légèrement décalée vers la droite. Elle possède un bénitier du XVe siècle finement sculpté. Sa charpente ressemble à celle d'une grange ordinaire. Une statue de saint Sébastien, le corps transpercé de onze flèches toujours en place, date probablement du XVIe siècle. Le chœur est fermé par une table de communion à deux volées de treize balustres chacune. Une fontaine existait à l'ouest de la chapelle, mais elle a disparu.
Des travaux de restauration ont eu lieu à plusieurs reprises, les avant-derniers ayant été achevés le 8 juillet 1950 si l'on en croit une inscription à l'arrière de l'autel, lequel est peint en faux marbre ; les derniers menés en 2013 grâce à une souscription publique qui a permis de récolter 13 065 euros grâce à la Fondation du patrimoine ont permis une nouvelle restauration.

#### Chapelle de Kerbader
Elle date du XVIIIe siècle, en remplacement d'une chapelle plus ancienne du XVIe siècle. Elle fut en partie le théâtre de l'affaire Nédelec. Le calvaire placé à proximité se trouvait antérieurement à Kernoach, près de Bréhoulou. Désaffectée pour le culte, la chapelle et son placître sont le lieu de diverses manifestations culturelles organisées par l'« Association des amis de Kerbader ».

#### Chapelle Saint-Guénolé (à Beg Meil)
L'actuelle chapelle Saint-Guénolé, dont la première pierre fut posée le 8 avril 1936, remplace une ancienne chapelle consacrée à saint Guénolé, qui se trouvait près de la cale de Beg Meil.
- Deux autres chapelles sont situées à proximité de Fouesnant, mais se trouvent en fait sur le territoire de communes voisines :
  - chapelle Saint-Thomas (située sur le territoire de la commune de Pleuven), construite en 1674 à la mémoire de saint Thomas Becket, archevêque de Cantorbéry par le descendant d'un de ses assassins. La croix du placître est du XVIe siècle ;
  - chapelle de Perguet (située sur le territoire de la commune de Bénodet).

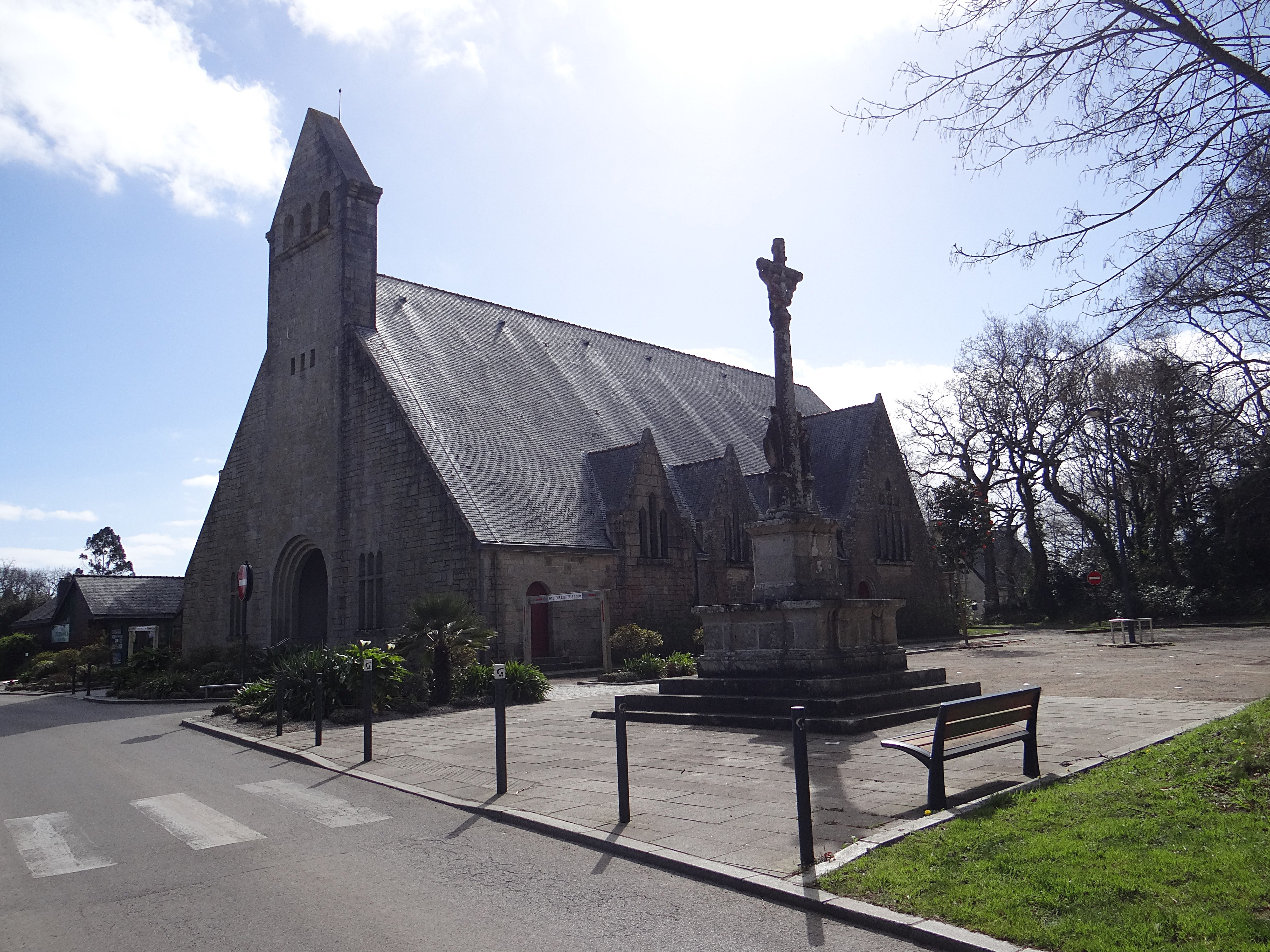
Chapelle Saint-Guénolé.
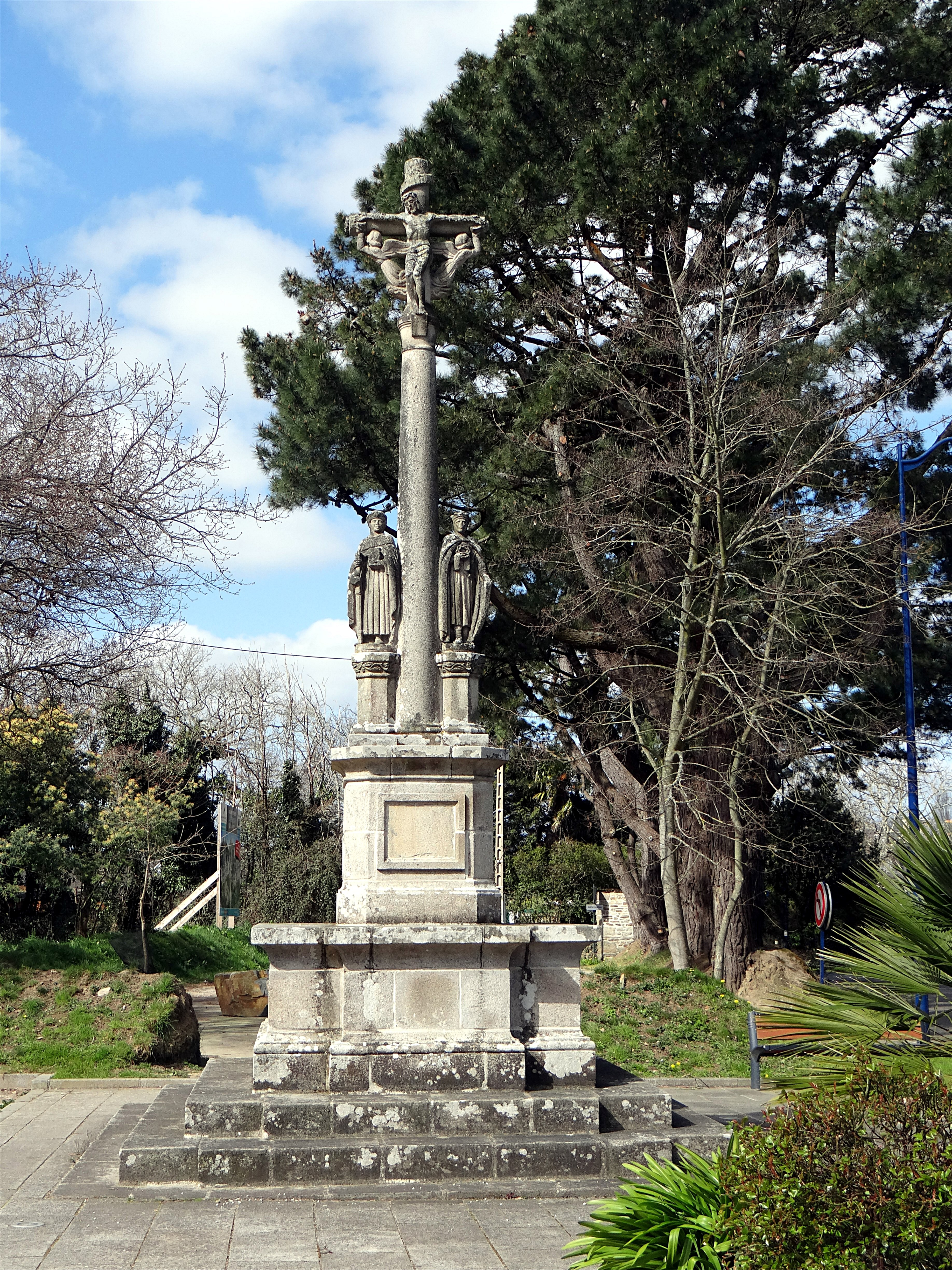
Calvaire de la chapelle Saint-Guénolé.

#### Croix et calvaires
Sept croix et calvaires sont recensés à Fouesnant : le calvaire situé près de l'église paroissiale date de 1661, mais porter aussi à sa base une inscription commémorant la mission paroissiale qui se tint à Fouesnant du 15 au 28 juin 1890 ; d'autres existent à la Grande-Allée, à Kerellou et à Kerengrimen, à Keryon-Vras (tous quatre du XVIe siècle), à Kerizac, à Kervastard. Celui qui se trouvait à Penalen a été transféré à l'entrée du cimetière en 1998.

### Le Village vacances Renouveau
- Village vacances Renouveau à Beg Meil, édifié en 1969 par l'architecte Henri Mouette et le sculpteur Pierre Szekely[184].

### Sites remarquables
Fouesnant possède un littoral long de 17 kilomètres (le Conservatoire du littoral possède plus de 150 ha le long de ce littoral), 18 circuits de randonnée d'une longueur totale de plus de 10 kilomètres. Parmi les sites remarquables :
- étangs et bois de Penfoulic[185] (site naturel protégé par le Conservatoire du littoral)[186]. La « Maison des marais de Penfoulic »[187] a été restaurée en 1991. Dans le bois de Penfoulic se trouve l'« arbre Girafe », arbre classé comme remarquable[188] dont la silhouette fait penser à une girafe ;

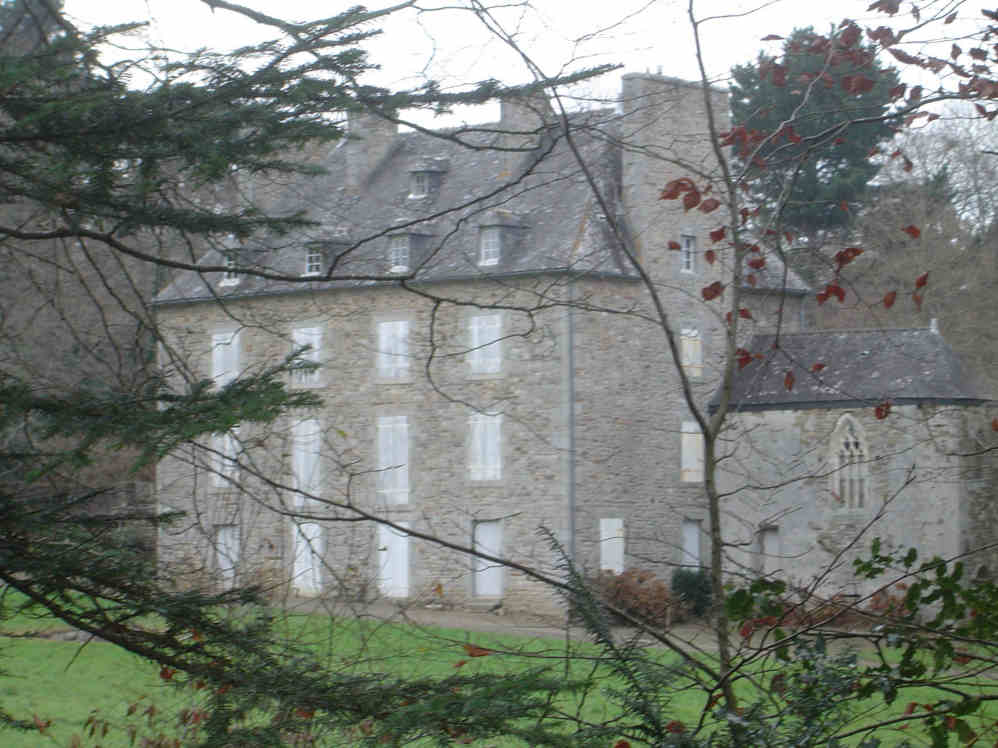
Le manoir de Penfoulic 1.
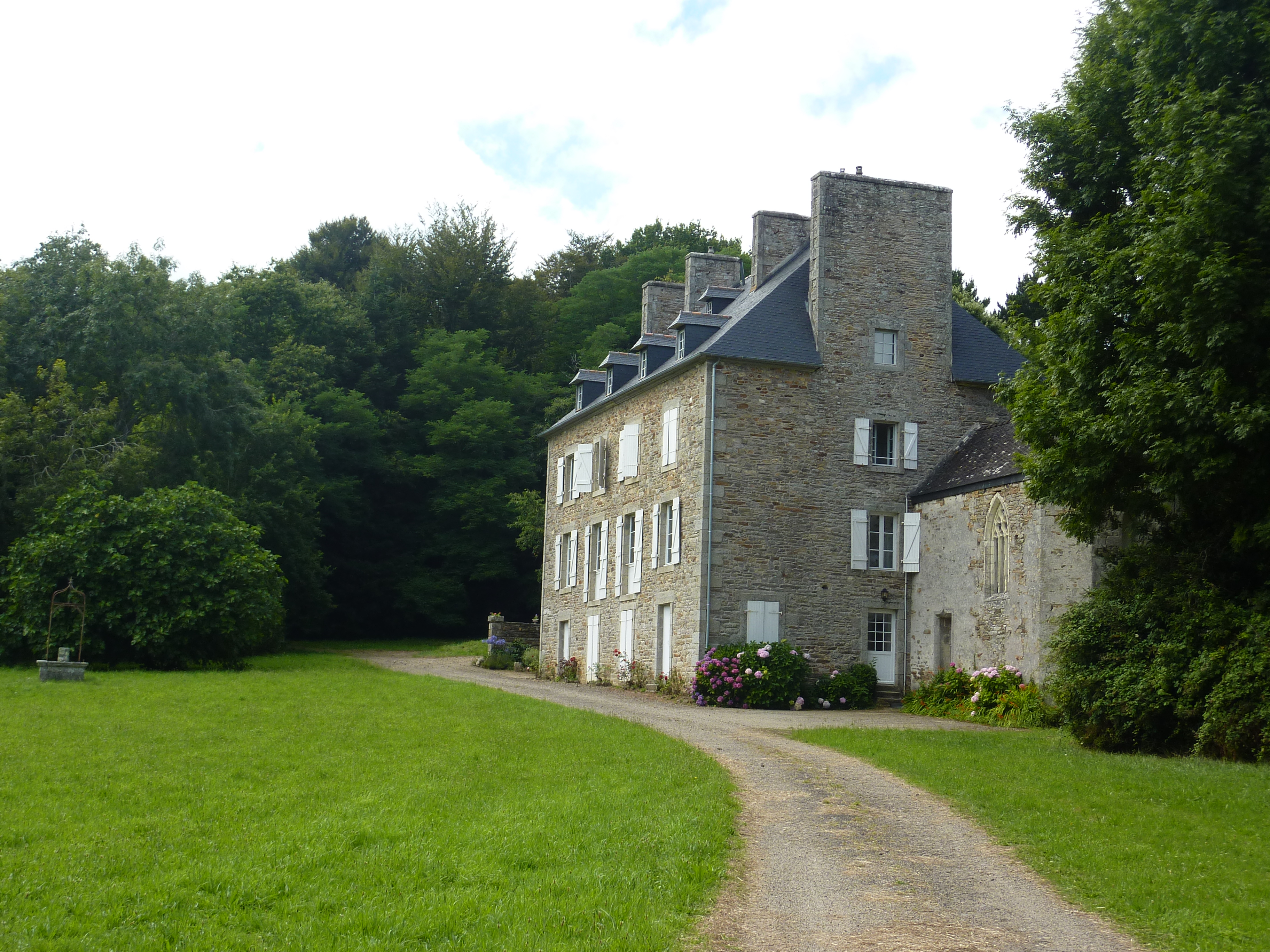
Le manoir de Penfoulic 2.
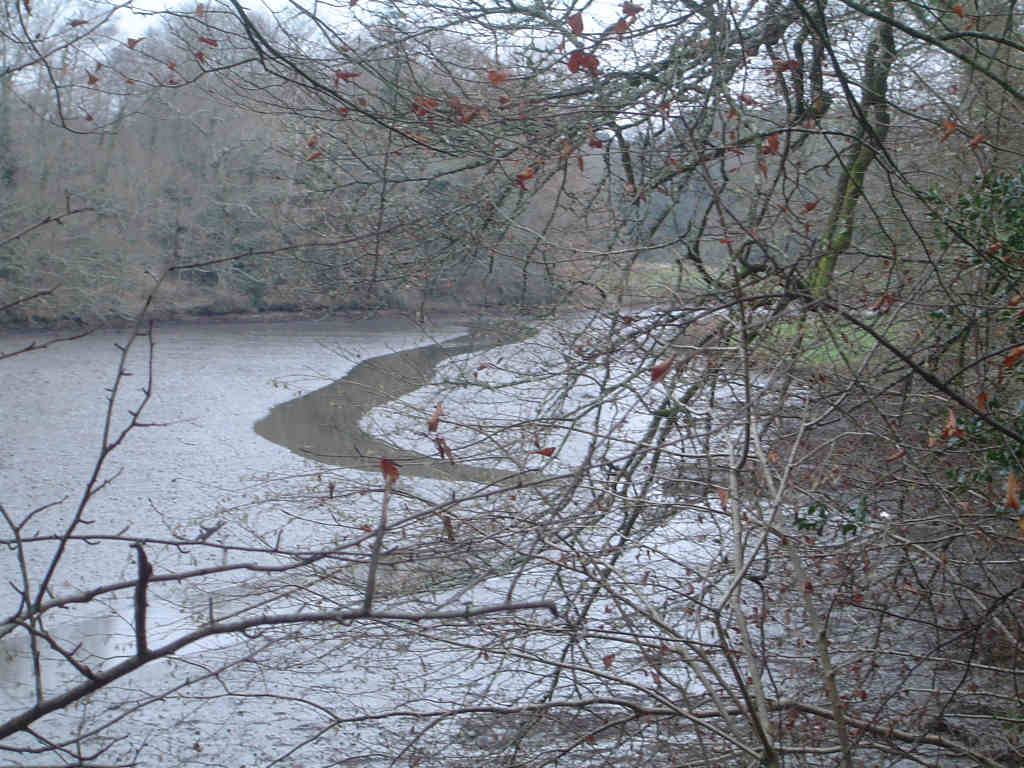
Marais de Penfoulic.
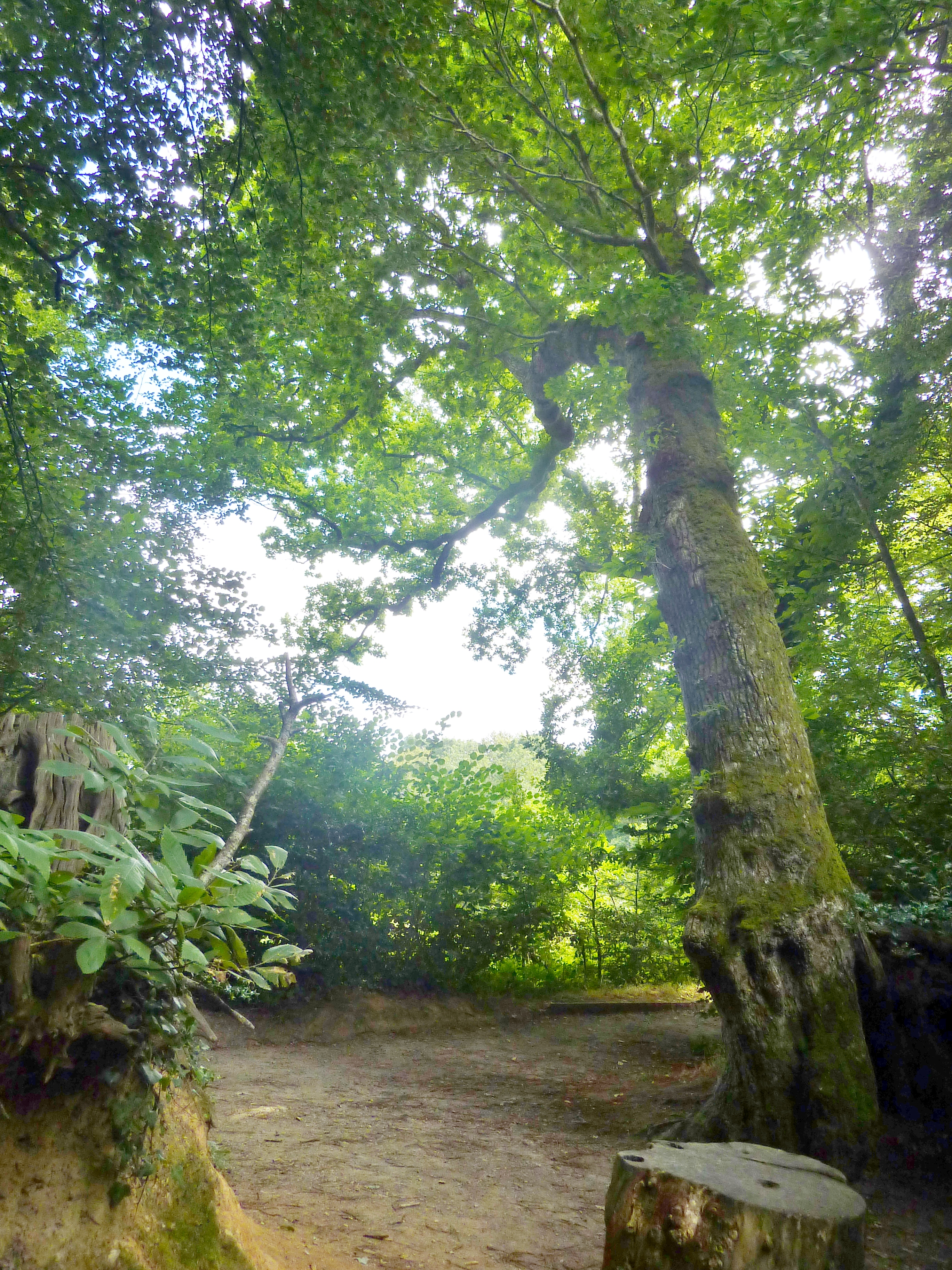
L'« arbre-girafe » dans le bois de Penfoulic (classé arbre remarquable).

- plage et site du cap Coz ;
- cale et dunes de Beg Meil ;

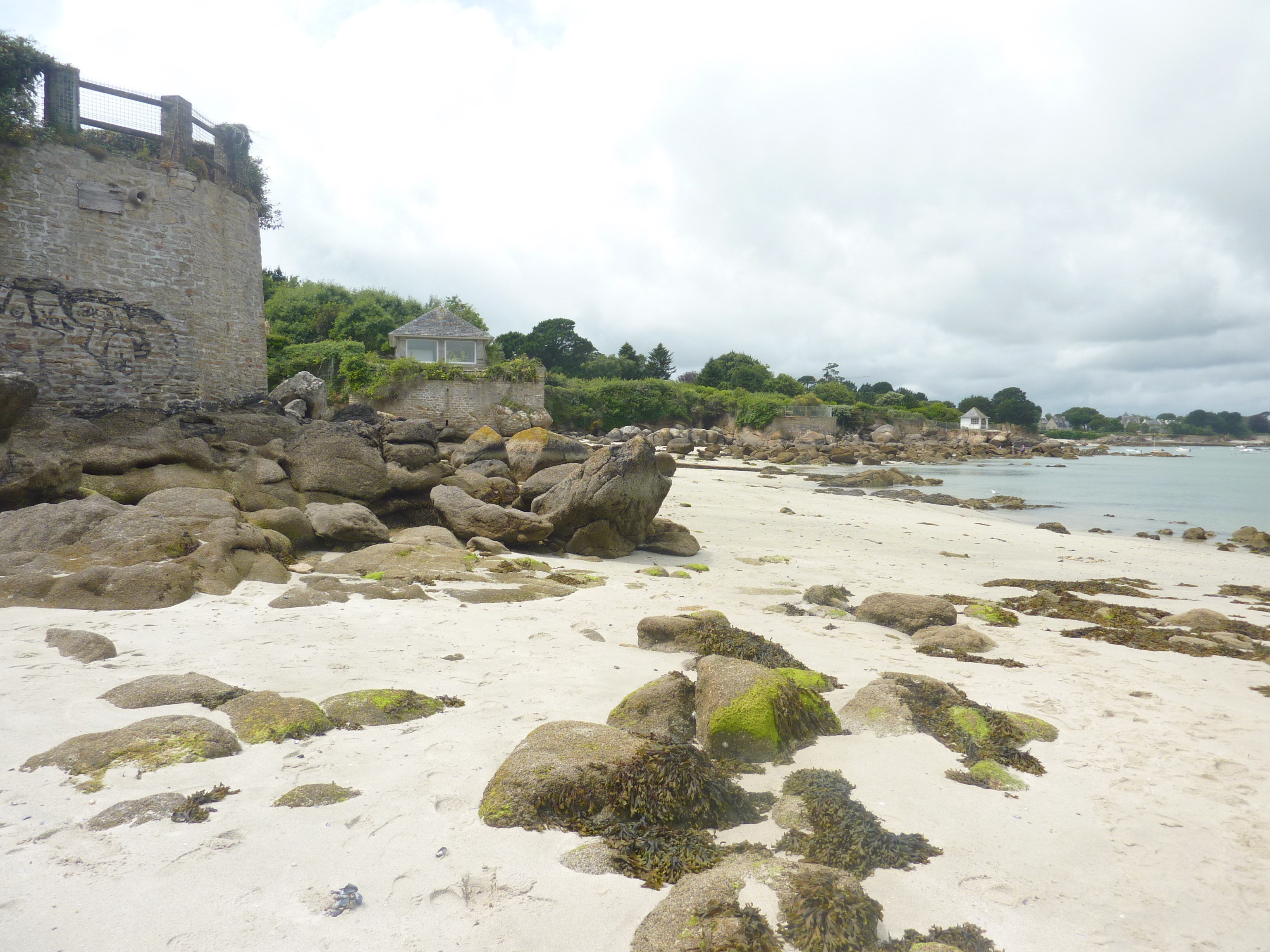
Entre le Cap Coz et Beg Meil, la plage de Kerveltrec.
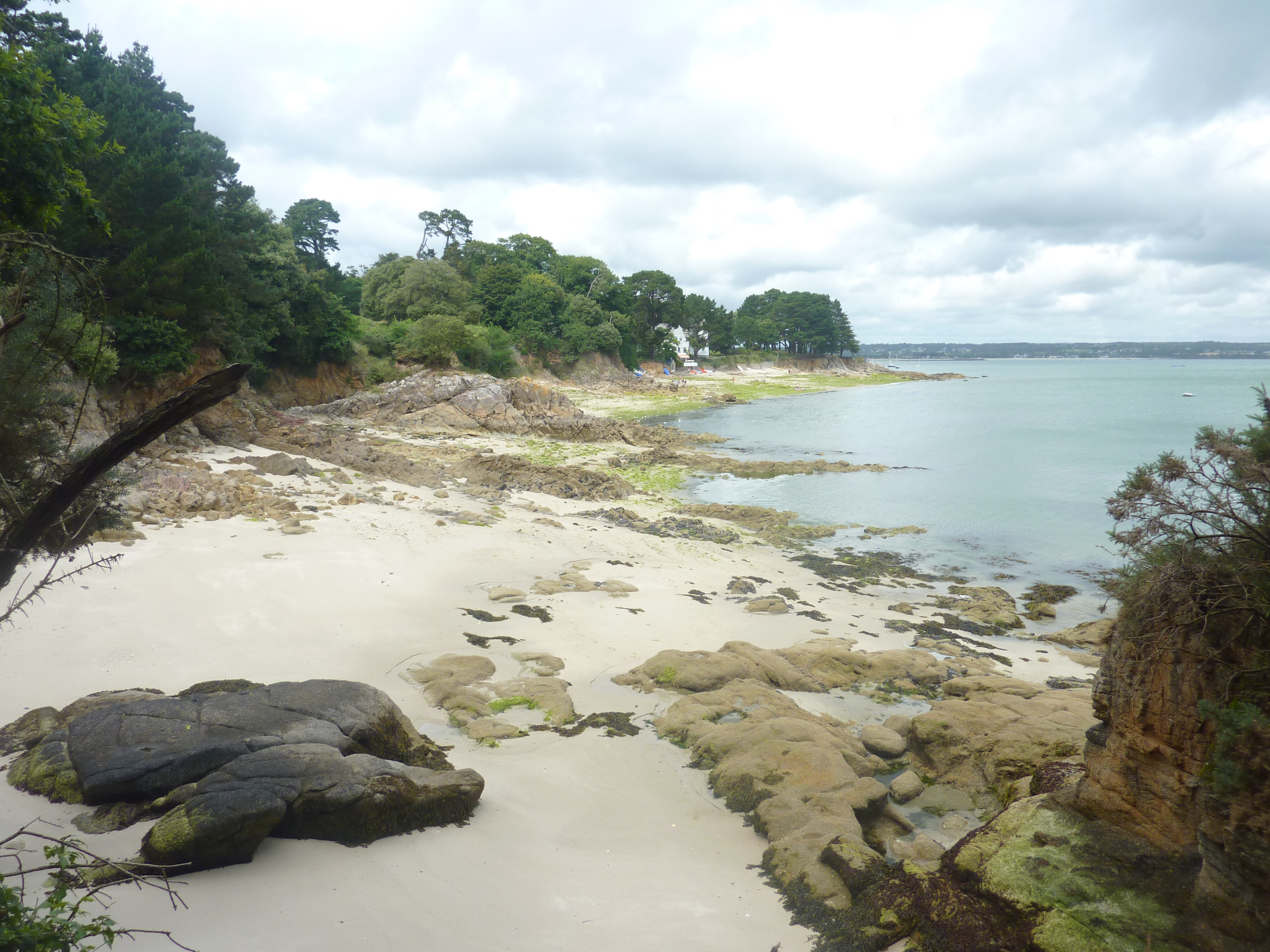
Entre le Cap Coz et Beg Meil, la plage de Kerveltrec (en partie recouverte d'algues vertes).
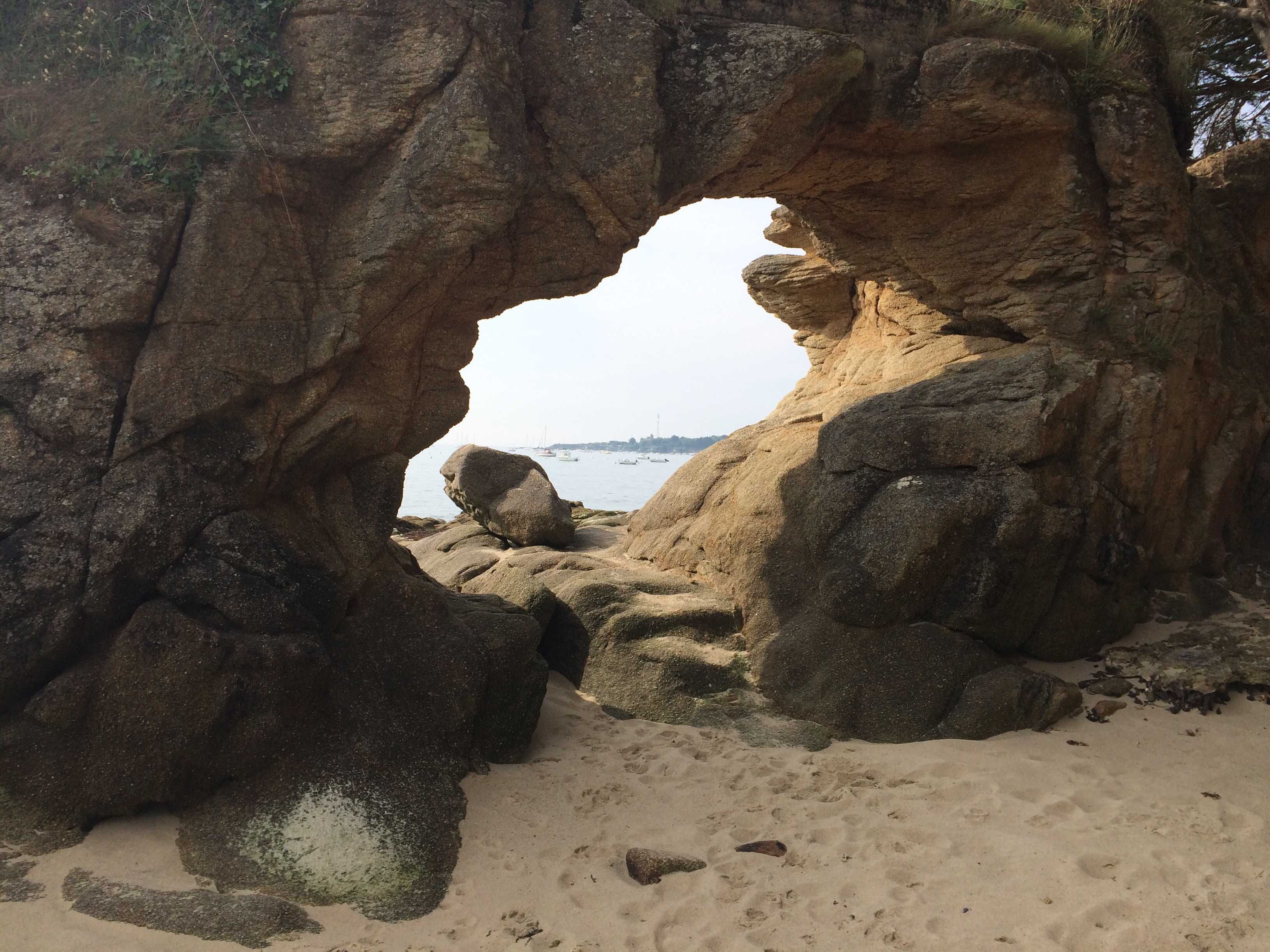
Entre le Cap Coz et Beg Meil, la Roche percée.
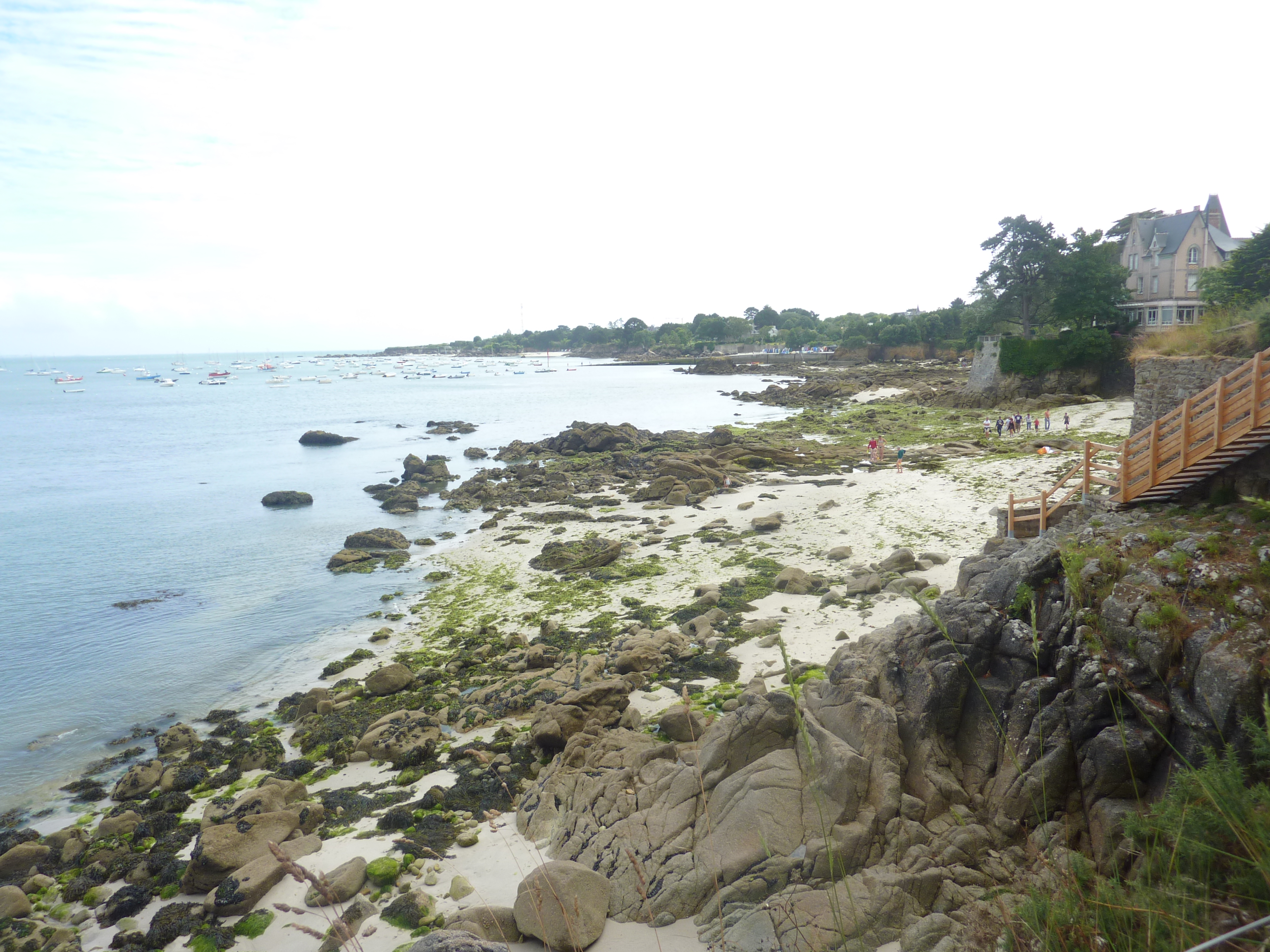
La Pointe de Beg Meil vue de Kervastar (les plages sont en partie recouvertes d'algues vertes).
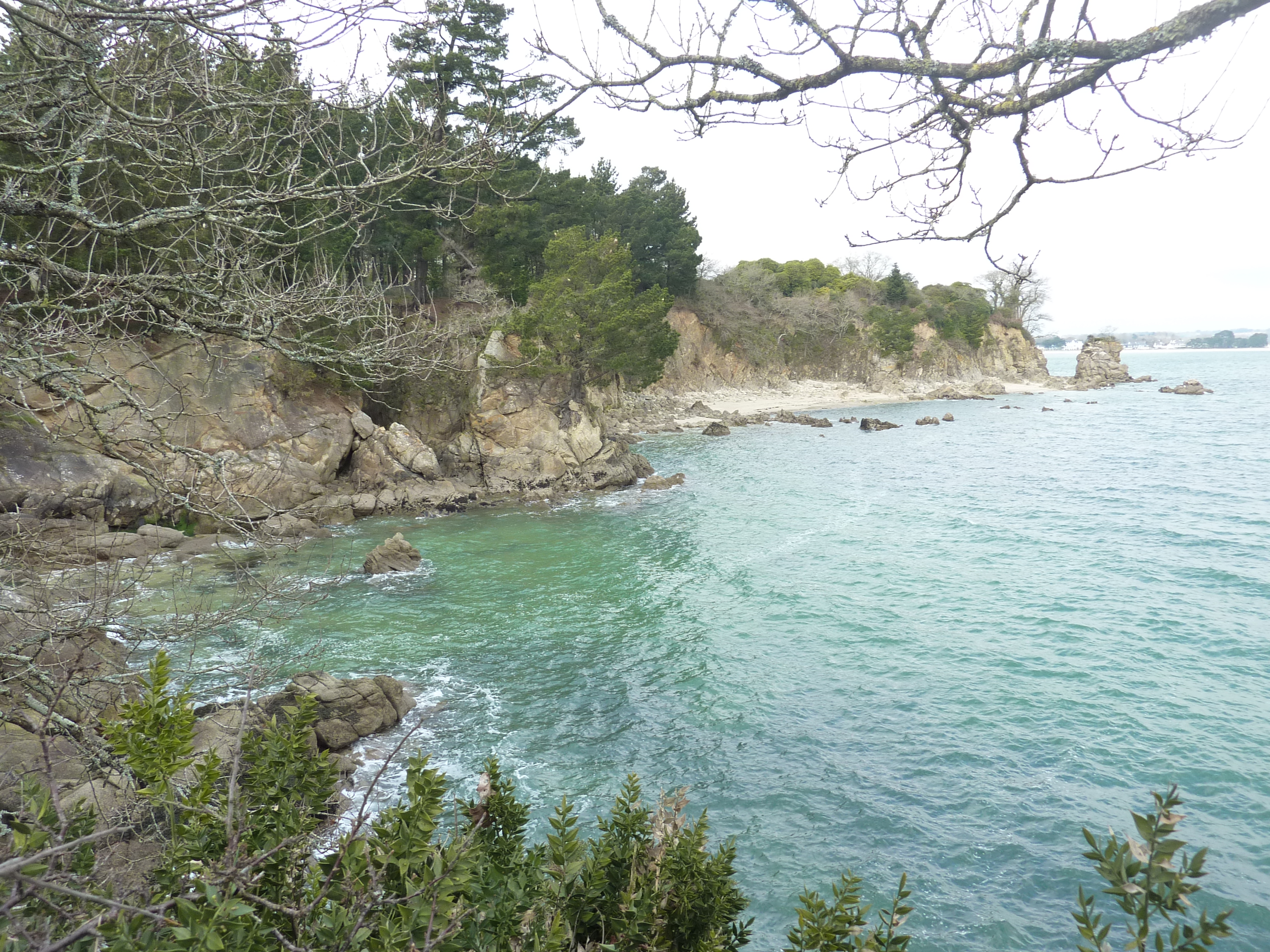
Falaises entre le Cap Coz et Beg Meil.
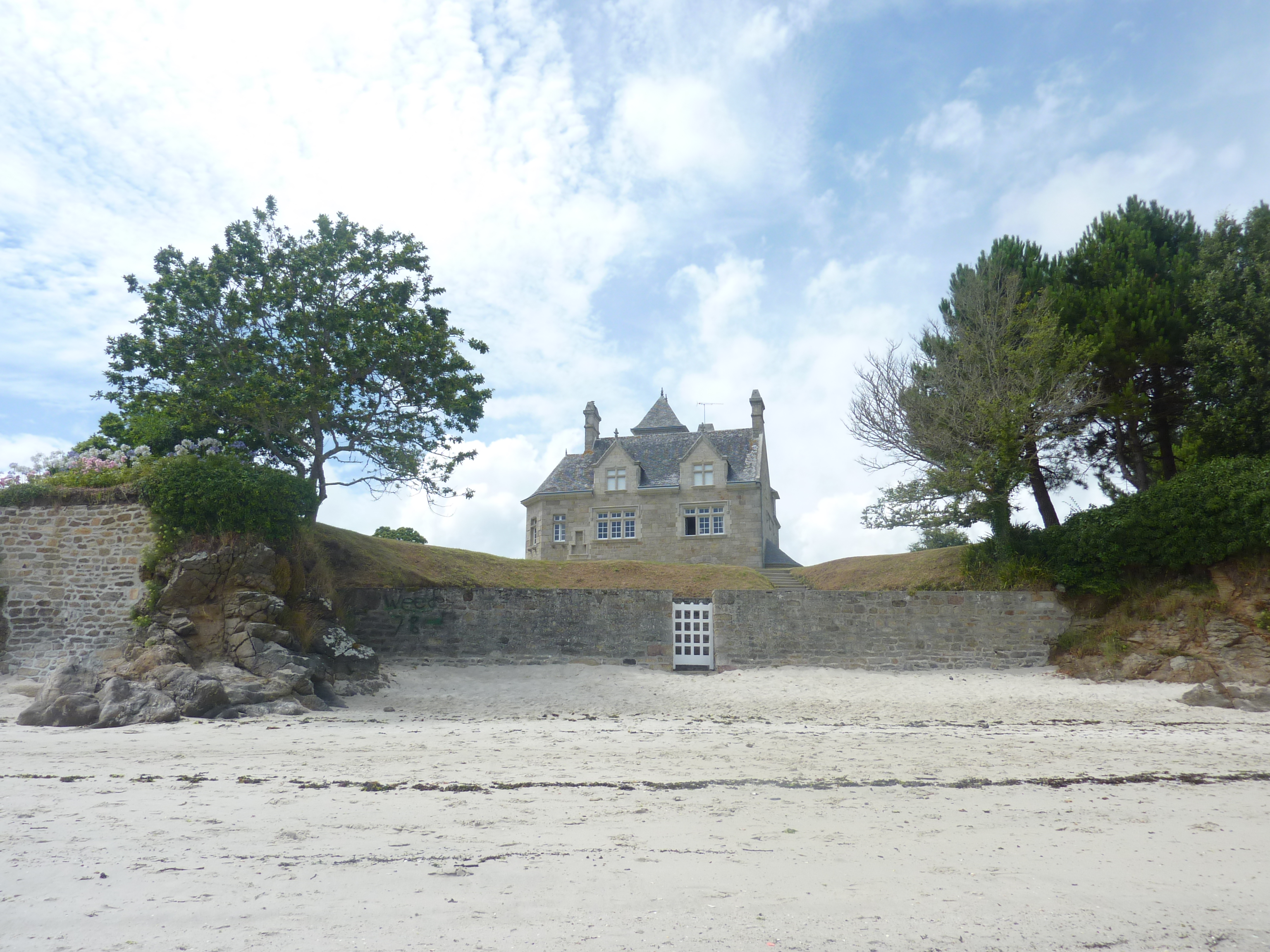
Villa de bord de mer à Beg Meil.

- polder de Mousterlin (site naturel protégé par le Conservatoire du littoral) ;
- pointe de Mousterlin ;
- marais et dunes de la Mer Blanche ;
- sémaphore de la Marine nationale ;
- archipel des Glénan ;
- île aux Moutons ;
- chêne des Crapauds (Dervenn an tousegi), arbre de 9,60 m de circonférence, dans une propriété privée.

### Fêtes et festivals
- La 108e « Fête des Pommiers » a été organisée à Fouesnant le dimanche 21 juillet 2019 ; un défilé avec des cercles bretons et des bagadoù est depuis 1971 l'un des points forts de cette fête[189].
- La kermesse de l'école de Mousterlin est devenu en 2004 le « Festidreuz » qui se déroule le premier week-end de juillet et met en valeur la chanson française: sa première édition vit à l'affiche les frères Morvan et Louise Ebrel ; depuis ce festival a accueilli notamment Julien Clerc, Yannick Noah, Michel Fugain, etc.. ; en 2024 sont programmés Patrick Bruel et Olivia Ruiz[190].
  - La 18e édition du  « Festidreuz », un festival de musique durant trois jours entre le 8 et le 10 juillet 2022, organisé dans la plaine de Kerchann, a attiré environ 25 000 visiteurs[191]. La 19e édition, organisée en 2023, s'est jouée à guichets fermés, attirant 30 000 festivaliers[192].

### Héraldique
| Blason de Fouesnant | Blason  | De sable à l'aigle bicéphale d'argent, becquée et membrée de gueules. |
| Blason de Fouesnant | Détails | Le statut officiel du blason reste à déterminer.                      |

### Spécialités
Le cidre de Fouesnant est l'un des plus renommés des cidres de Cornouaille ; le verger de Penfoulic est un verger conservatoire, qui permet de sauvegarder de nombreuses variétés de pommiers à cidre.

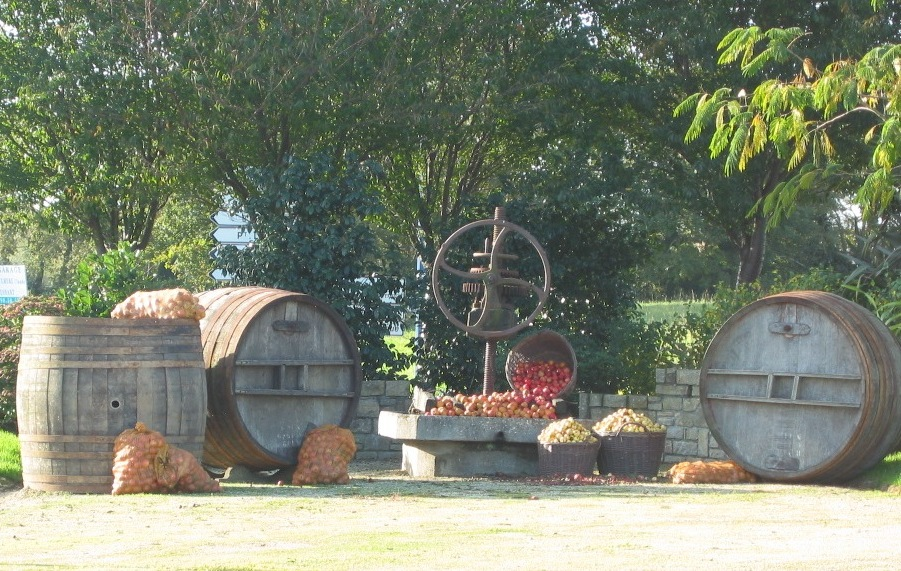
Pressoir à pommes et barriques à Fouesnant.
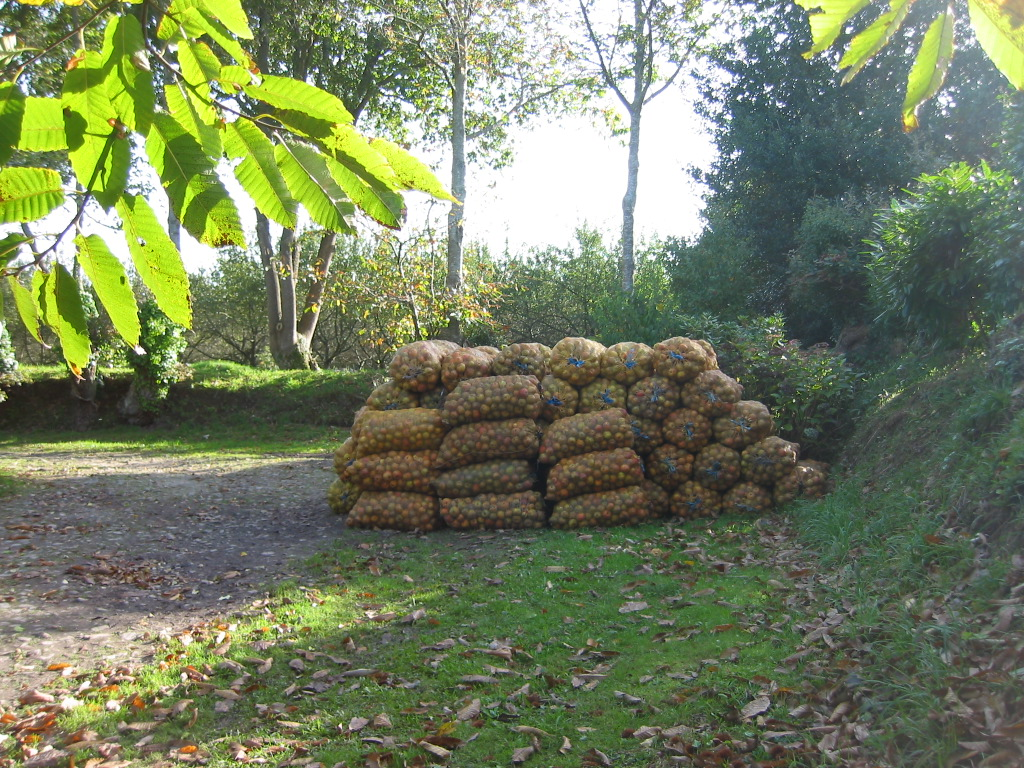
Sacs de pommes pour la cidrerie.

### Romans se déroulant à Fouesnant
- Les Pommiers de Fouesnant, de l'écrivain Jeanne Bluteau, se déroule dans le village fictif de la Roche-aux-Moines, dépendant de Fouesnant, et narre les débuts d'institutrice de Catherine Dhervé, entre 1936 et 1939.

### Œuvres d'art représentant Fouesnant et sa région
.

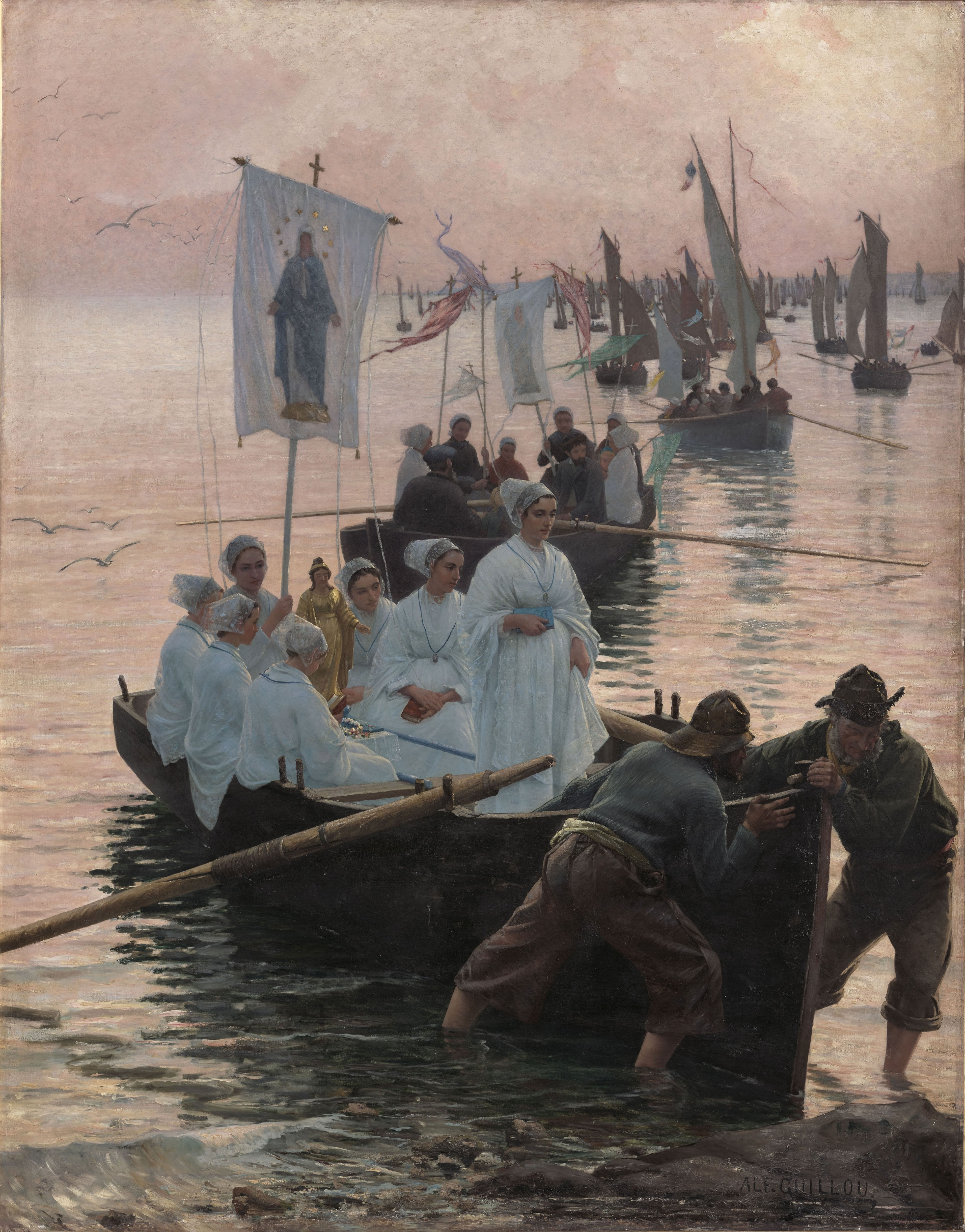
Alfred Guillou : Arrivée du pardon de sainte Anne de Fouesnant à Concarneau (1887, musée des beaux-arts de Quimper).

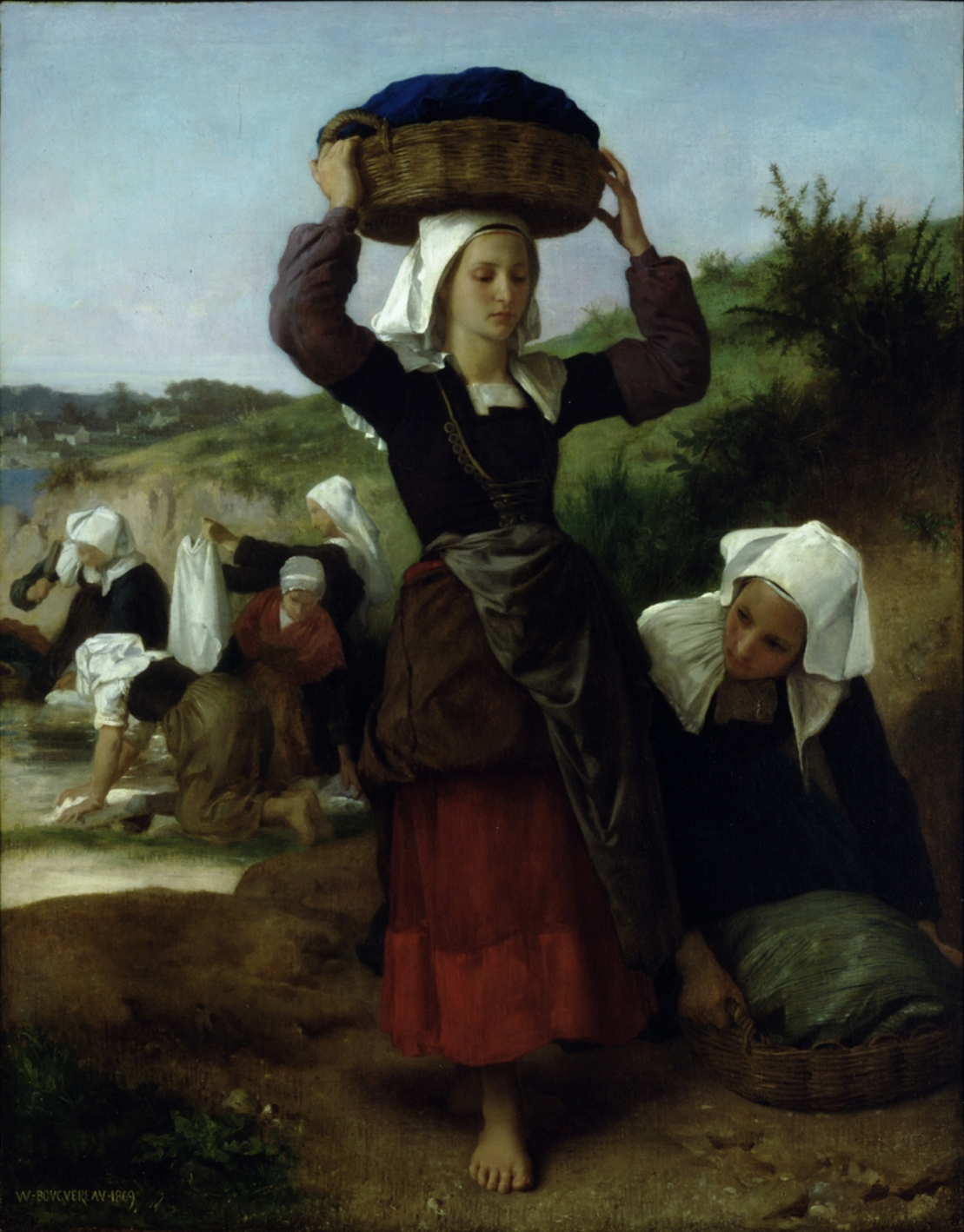
La Lavandière de Fouesnant (œuvre de William Bouguereau - XIX). - thème : voir condition féminine.

- William Bouguereau : La lavandière de Fouesnant.
- Jules Girardet : Les Révoltés de Fouesnant ramenés par la garde nationale de Quimper en 1792 (Musée des beaux-arts de Quimper).
- Louis Caradec : Fileuse de Rosporden - Fouesnant (Musée départemental breton, Quimper).
- Lionel Floch : Femmes de Fouesnant (bois gravé)[194].
- John Recknagel : Les cultivateurs de Mousterlin ; Portrait d'Adélaïde Carot ; Portrait de Corentin Caradec ; Église Saint-Pierre à Fouesnant (ces œuvres se trouvent à l'hôtel de ville de Fouesnant) ; Jeune Fouesnantaise assise (1906) ; Jeune Fouesnantaise (1908, pastel) ; Mousterlin (pastel)[195] ; L'arrachage des pommes de terre (1910)[196] ;  Portrait d'une paysanne du pays fouesnantais (1915)[197] ; L'anse de Penfoulic (à Fouesnant)[198] ; L'attente du marin-pêcheur à Trévignon (1924, pastel, 19,5 × 15,5 cm)[199] ; etc.
- Jules Trayer : Marché aux chiffons dans le Finistère (1886, Musée des beaux-arts de Quimper) [les costumes sont ceux de la région de Fouesnant].
- Alfred Guillou : Arrivée du pardon de Sainte-Anne de Fouesnant à Concarneau (1892).
- Théophile Deyrolle : L'arrivée au pardon de Fouesnant (1881, musée des Beaux-Arts de Pau).
- Thomas Alexander Harrison : La vague (ce tableau a été peint vers 1885 alors que l'artiste séjournait dans une maison délabrée de Beg Meil, comme il le fit chaque été entre 1883 et 1887).
- Maxime Maufra : Beg-Meil, le soir, baie de Concarneau (1900, huile sur toile)[200].
- Paul Klee : Barques de pêche à Beg-Meil (1928).

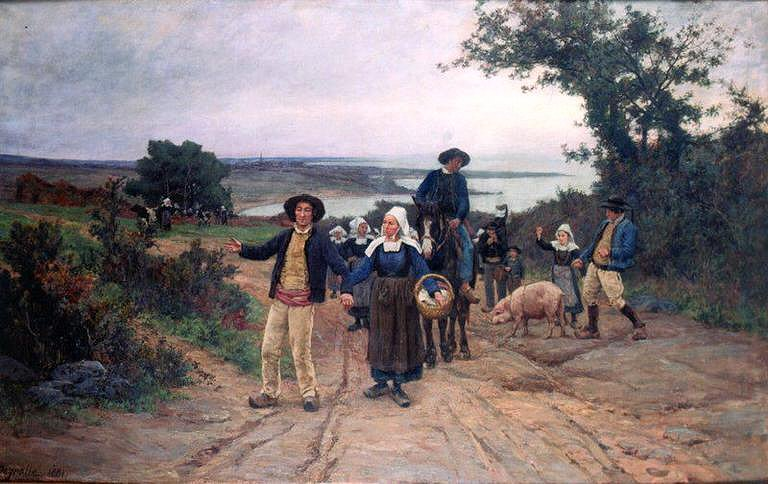
Théophile Deyrolle : L'Arrivée au pardon de Fouesnant (1881, musée des beaux-arts de Pau).
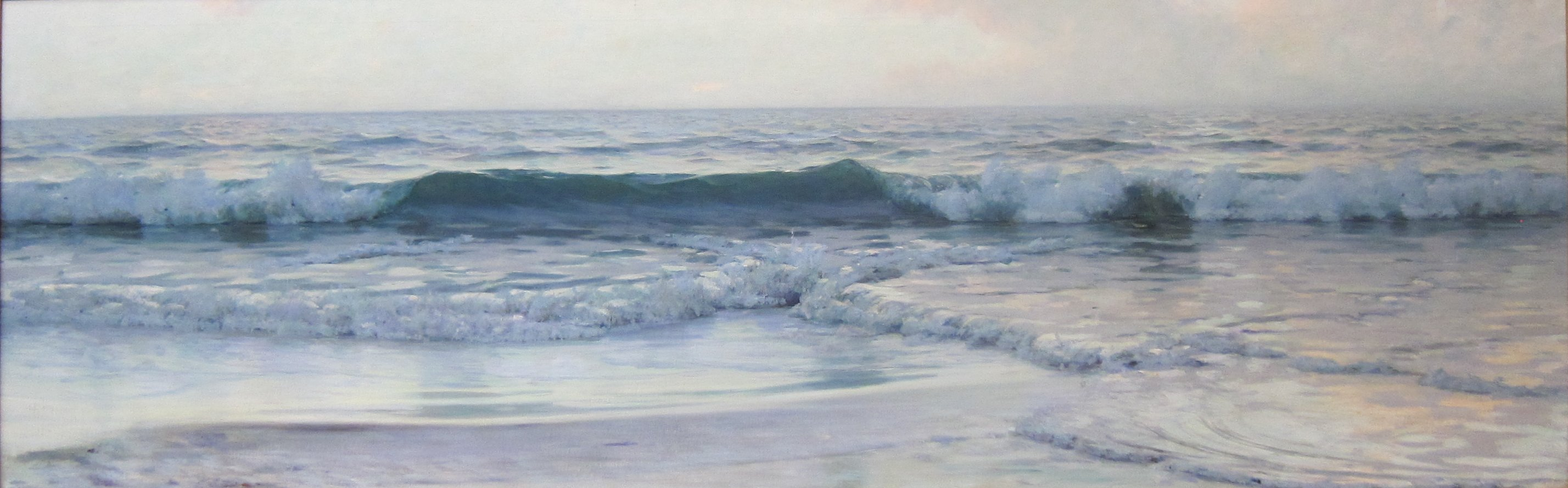
Thomas Alexander Harrison : La vague (1885), Pennsylvania Academy of the Fine Arts, Philadelphie.
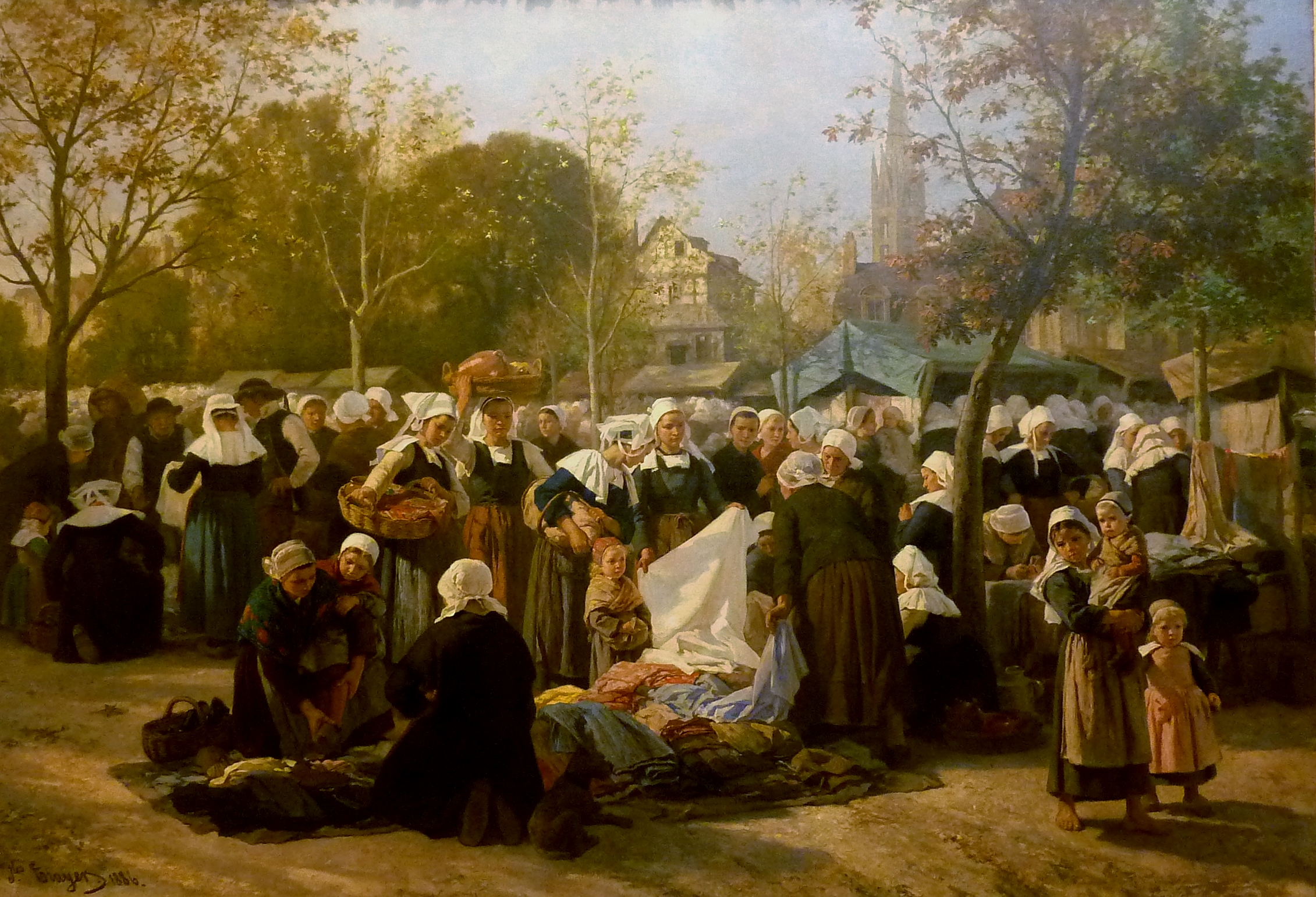
Jules Trayer : Marché aux chiffons dans le Finistère (1886, Musée des beaux-arts de Quimper).

### Personnalités liées à la commune

#### Naissances
- Jos Parker, poète, né dans la commune en 1853, mort en 1916, auteur du poème Les Chemins bretons.
- Louis Bertholom, poète, né dans la commune en 1955, livres sur Fouesnant : Le Rivage du Cidre, les Ronces bleues.

#### Décès
- John Recknagel, peintre américain, décédé en 1940 à Fouesnant où il vivait depuis le début du XXe siècle.
- André Nox, acteur français, né à Paris en 1869 et décédé à Fouesnant en 1946.
- Gaston Édouard Guédy, peintre français, né à Albi en 1874 et décédé à Fouesnant en 1955.
- André Derrien (1895-1994), champion olympique en voile par équipe en 1928.
- Yves Michel, né le 13 juin 1910 à Morlaix, décédé le 17 avril 1970 à Fouesnant, architecte d'art sacré. Vivant au manoir de Loc'Hilaire en Fouesnant, il avait réalisé notamment un triptyque "Lapous Mor" illustrant la pensée bretonne pour l'exposition universelle de Paris de 1937, puis après la Seconde Guerre mondiale il a participé à la construction ou à la reconstruction de plusieurs édifices religieux dans le Finistère, notamment l'Église Saint-Louis de Brest[201] l'Église Sainte-Anne du Passage-Lanriec à Concarneau, l'Église Notre-Dame-des-Flots à Léchiagat, l'Église paroissiale de Guipavas, la Nouvelle Abbaye de Landévennec[202]. Il a aussi participé à des travaux de réaménagement de l'église paroissiale de Gouesnac'h, du chœur de l'église paroissiale de Fouesnant, etc.[203].
- Noël Riou (1898-1964), résistant français, Compagnon de la Libération.